# Église Saint-Rémi d'Ottignies
L'église Saint-Rémi, aussi orthographiée Saint-Rémy, est une église catholique de style classique située à Ottignies, section de la ville belge d'Ottignies-Louvain-la-Neuve, dans la province du Brabant wallon.

## Historique

### Origines

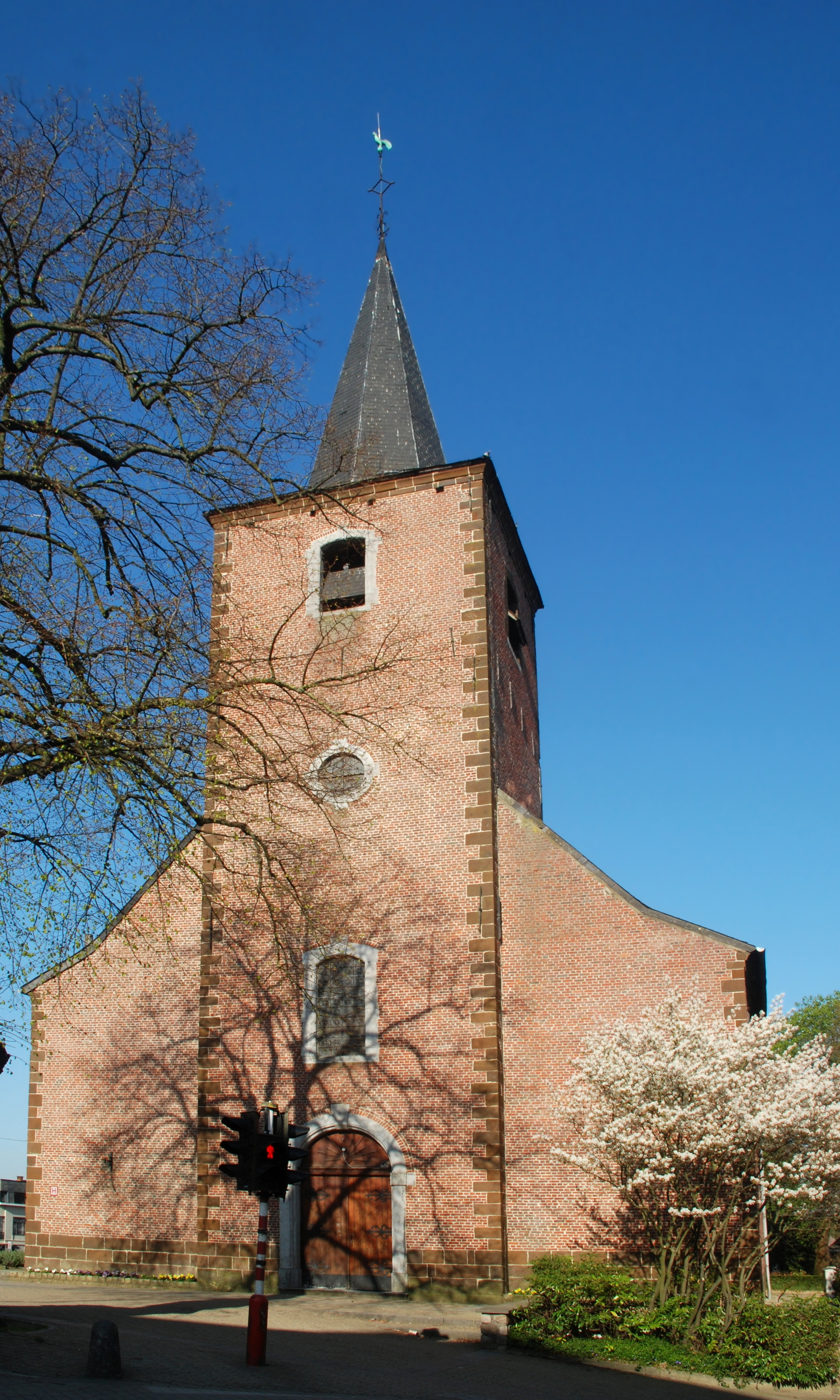
L'église en 2010, avant la perte du tilleul centenaire.

La fondation de la paroisse est antérieure à 1213, comme l'atteste une charte de cette année,.
Elle fut probablement fondée, comme filiale de l'église Notre-Dame de Mousty, par un duc de Brabant qui était à l'origine seigneur d'Ottignies.
La charte de 1213 établit la donation de la dîme (impôt ecclésiastique destiné à couvrir les frais du culte) à la communauté de moniales cisterciennes de l'abbaye d'Aywières (Couture-Saint-Germain). Au fil du temps, cette abbaye se retrouva responsable de nombreuses églises paroissiales.
On ne sait rien de l'ancienne église, sauf ce qu'en montre une gravure de Jacques Harrewyn en 1682: une église avec clocher au-dessus de l'entrée et trois annexes de chaque côté, les façades et le chevet étant soutenus par de hauts contreforts.

### 1785: édification de l'église classique
L'ancienne église d'Ottignies ayant été détruite par un incendie en 1726, une église de style classique fut érigée de 1783 à 1785,,,.
L'abbaye d'Aywières, qui était toujours responsable de l'église, entama l'édification d'une nouvelle église en 1783; le gros œuvre fut terminé en 1784 et l'église fut achevée le 19 février 1785.
Le nom de l'architecte en est inconnu.
L'abbaye d'Aywières dut restreindre la dépense car, d'un côté, étant responsable depuis le Moyen Âge de nombreuses églises paroissiales, elle avait dû y financer de nombreux travaux et, de l'autre, elle était engagée à cette époque dans une importante opération immobilière liée à la création de la place Royale de Bruxelles.
Ce manque de moyen des abbesses ne permit d'utiliser qu'un pavement de mauvaise qualité, qu'il fallut remplacer dans le chœur par des dalles dès 1835 aux frais de la fabrique d'église. Ce fut un dessin de marbre blanc et noir qui orna le sol. À cette occasion, le chœur fut blanchi. En 1860, ce fut le pavement de la nef et des collatéraux qu'il fallut remplacer par le dallage de marbre noir avec cinq croix blanches visible actuellement. Ce dallage est à son tour en mauvais état, certaines dalles étant remplacées par un matériau temporaire en attendant les fonds suffisants pour le renouveler complètement.

### 1905 et 1921: désaffectation du cimetière et extension de la sacristie
Le cimetière paroissial, disposé initialement autour de l'église, est désaffecté en 1905. Il reste cependant des dalles funéraires à l'intérieur et l'extérieur de l'église, datant de 1810 à 1905.
Entre 1921 et 1926, l'espace gagné grâce à la suppression du cimetière paroissial est mis à profit pour agrandir la sacristie, en doublant son volume et en y insérant des caves.
À la même époque, vers 1920, le chœur est transformé et son plafond plat disparaît au-dessus d'une voûte en berceau plein-cintre.

### 1944: bombardement aérien
Le 20 avril 1944, Ottignies est bombardée : ce raid s'inscrivait dans le programme allié de destruction de l'infrastructure logistique allemande et visait les installations ferroviaires du nœud des lignes Bruxelles-Namur et Louvain-Charleroi et plus particulièrement la gare d'Ottignies et la cinquantaine de locomotives allemandes qui s'y trouvaient. Il fut annoncé par la radio anglaise au cours de la journée : « SEINGITTO (Ottignies à l'envers) mourra ce soir ». Ce bombardement « en tapis », mené par 196 avions alliés, largua 1 500 à 2 000 bombes sur une zone allant de Moriensart à Limal et fit 84 victimes dont 41 à Limelette,.
Si l'église Saint-Rémi ne subit pas autant de dommages que ses voisines, l'église Saint-Géry de Limelette qui fut complètement détruite et l'église Saint-Martin de Limal qui fut endommagée, six vitraux datant de 1873 y sont cependant détruits. Un dessin moderne décore ceux qui les remplacèrent entre 1962 et 1968.

### 1972: réaménagement de l'intérieur dans l'esprit du Concile Vatican II
En 1972, pour accueillir la messe du saint Esprit de la nouvelle université de Louvain-la-Neuve, ainsi que pour satisfaire aux exigences du Concile Vatican II, l'église subit une transformation importante de son aménagement intérieur, sous la direction du professeur Raymond Lemaire :
- le maître-autel est enlevé et remplacé par un autel moderne placé face à la nef pour permettre au célébrant de faire face aux fidèles ;
- les deux grands tableaux de Maximilien De Haese qui ornaient l'abside sont remisés dans le baptistère (avant d'être placés plus tard dans les collatéraux) ;
- un immense Christ en croix est suspendu au fond de l'abside, provenant du « calvaire Félix » de l'avenue des Combattants[Notes 1],[9] ;
- un écran de maçonnerie de deux mètres est dressé au fond du chœur pour cacher la porte de la sacristie ;
- le banc de communion est enlevé ;
- deux des quatre confessionnaux baroques sont supprimés ;
- l'église est repeinte.

### 2018: perte du tilleul centenaire
En février 2018, la Commune fait abattre le tilleul âgé d'environ 130 ans qui se dressait devant l'église, car il était attaqué par un champignon parasite.
Il est remplacé le 15 mars 2018 par un Tilia cordata (tilleul à petites feuilles en forme de cœur) de 4 à 5 mètres de haut.

## Classement et restauration
L'ensemble formé par l'église Saint-Rémi, le presbytère et le château d'Ottignies fit l'objet d'un classement au titre des monuments historiques le 29 mai 1952. Ce classement permit de limiter l'élargissement de la route et de préserver les abords de l'église et du presbytère.
À la fin des années 1960, il fallut restaurer partiellement le toit de l'église à la suite de l'effondrement de la partie méridionale, tout en gardant des ardoises naturelles à cause du classement. En 1978, c'est la partie septentrionale du toit qui fut démontée pour y insérer un film plastique empêchant l'infiltration d'eau dans la nef.
En 2014, des travaux sont entrepris pour transformer l'ancien baptistère en « chapelle de semaine ».

## Architecture extérieure

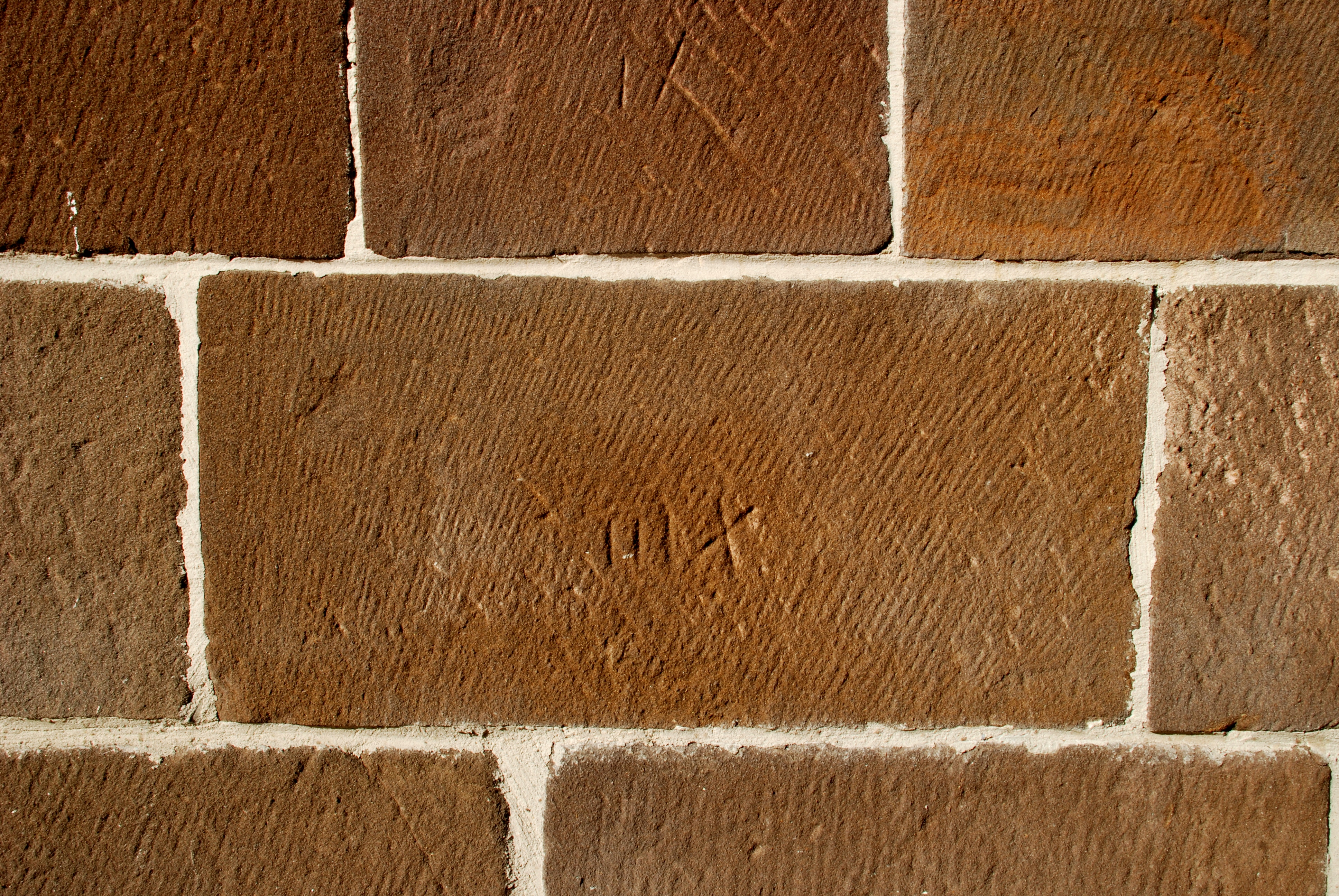
Marques de carrier.

### Matériaux
L'église, couverte d'ardoises, est construite en briques et se distingue par l'utilisation de superbes blocs de grès ferrugineux,, au niveau du soubassement, des corniches du corps du bâtiment et du clocher, des chaînages d'angle et de l'encadrement des baies : ce matériau fait toute l'originalité de l'édifice et lui confère sa couleur.
Le grès ferrugineux du Bruxellien (grès brun du pays) est un matériau peu onéreux, doté d'une résistance moyenne et d'une forte sensibilité au gel. Il est facilement gravable : ici à Ottignies, de nombreux blocs du soubassement portent des marques de carrier (ou marques de tâcheron).
Contrastant avec le grès brun, les appuis de fenêtre et les baies en façade sont en pierre bleue (petit granit).

### Clocher et façade occidentale

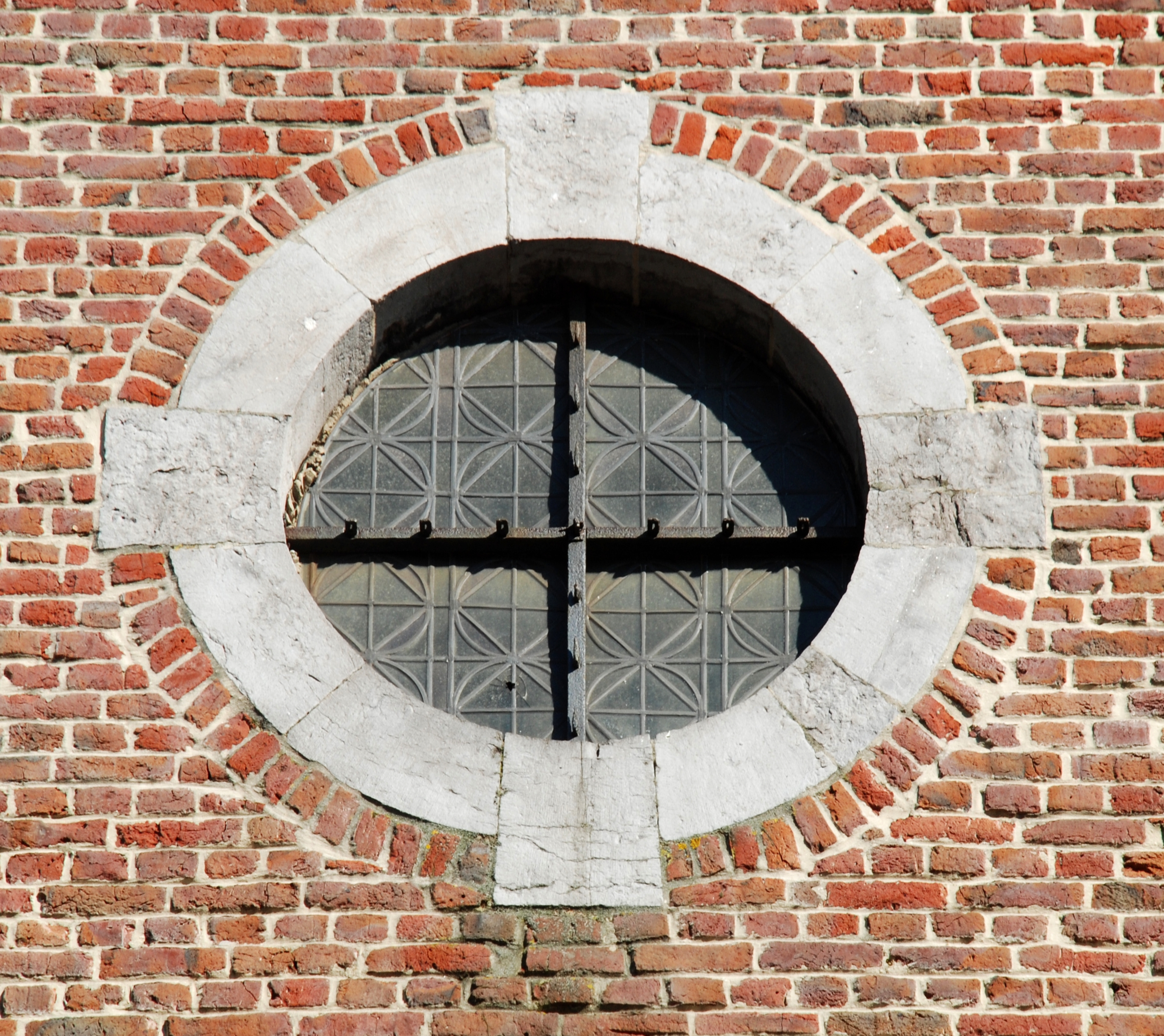
Oculus à quatre clefs.

La façade, large de 17 mètres, intègre le clocher, en légère saillie par rapport aux façades des collatéraux.
Le clocher, surmonté d'une flèche octogonale, présente un soubassement et des chaînages d'angle constitués d'imposants blocs de grès ferrugineux ainsi qu'une corniche biseautée réalisée dans le même matériau.
Chacun des quatre niveaux de la face occidentale du clocher est orné d'une baie de style classique :
- un portail en pierre bleue à impostes et clé d'arc saillantes, à encadrement mouluré et tympan au motif rayonnant ;
- une fenêtre, à environ un mètre au-dessus du portail, recouverte d'un arc surbaissé (linteau bombé) ;
- un oculus (œil-de-bœuf) à quatre clefs ;
- une baie campanaire à abat-son, répétée à la même hauteur sur chaque face de la tour carrée.

Contrairement aux autres baies de l'édifice, l'encadrement des baies de la façade occidentale est réalisé en pierre bleue (pierre calcaire de couleur bleu gris appelée aussi petit granit).

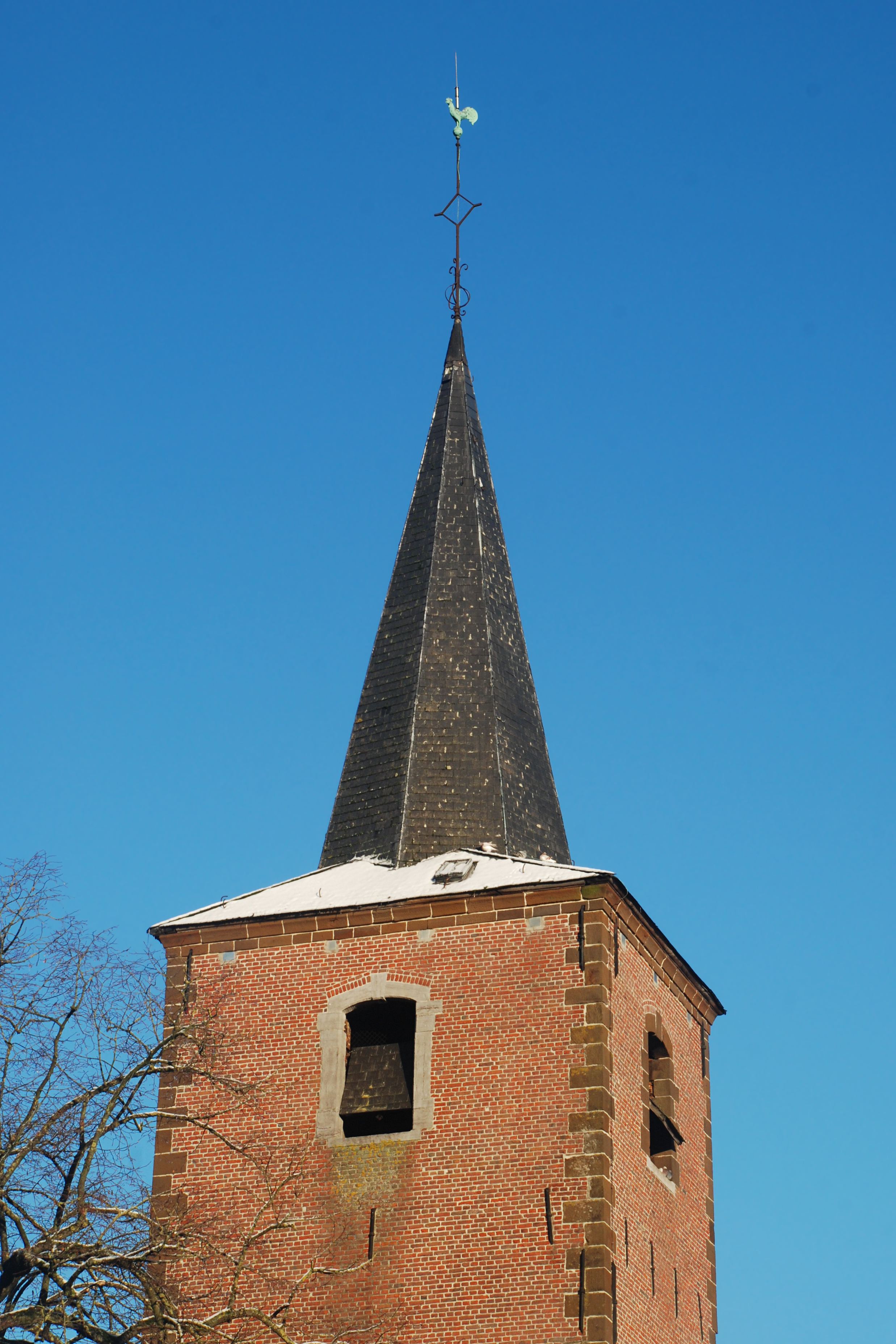
Le clocher.
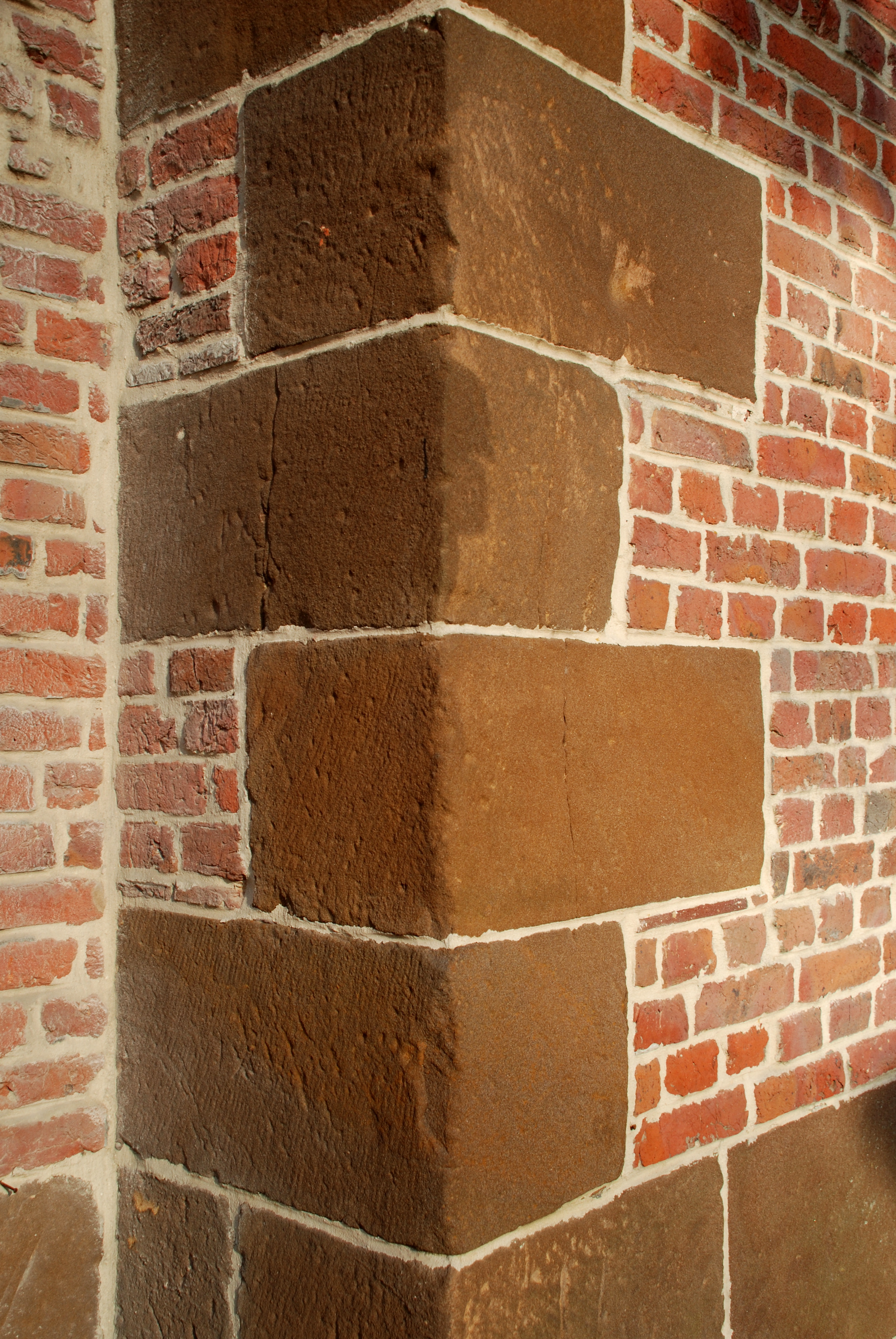
Chaînage d'angle.
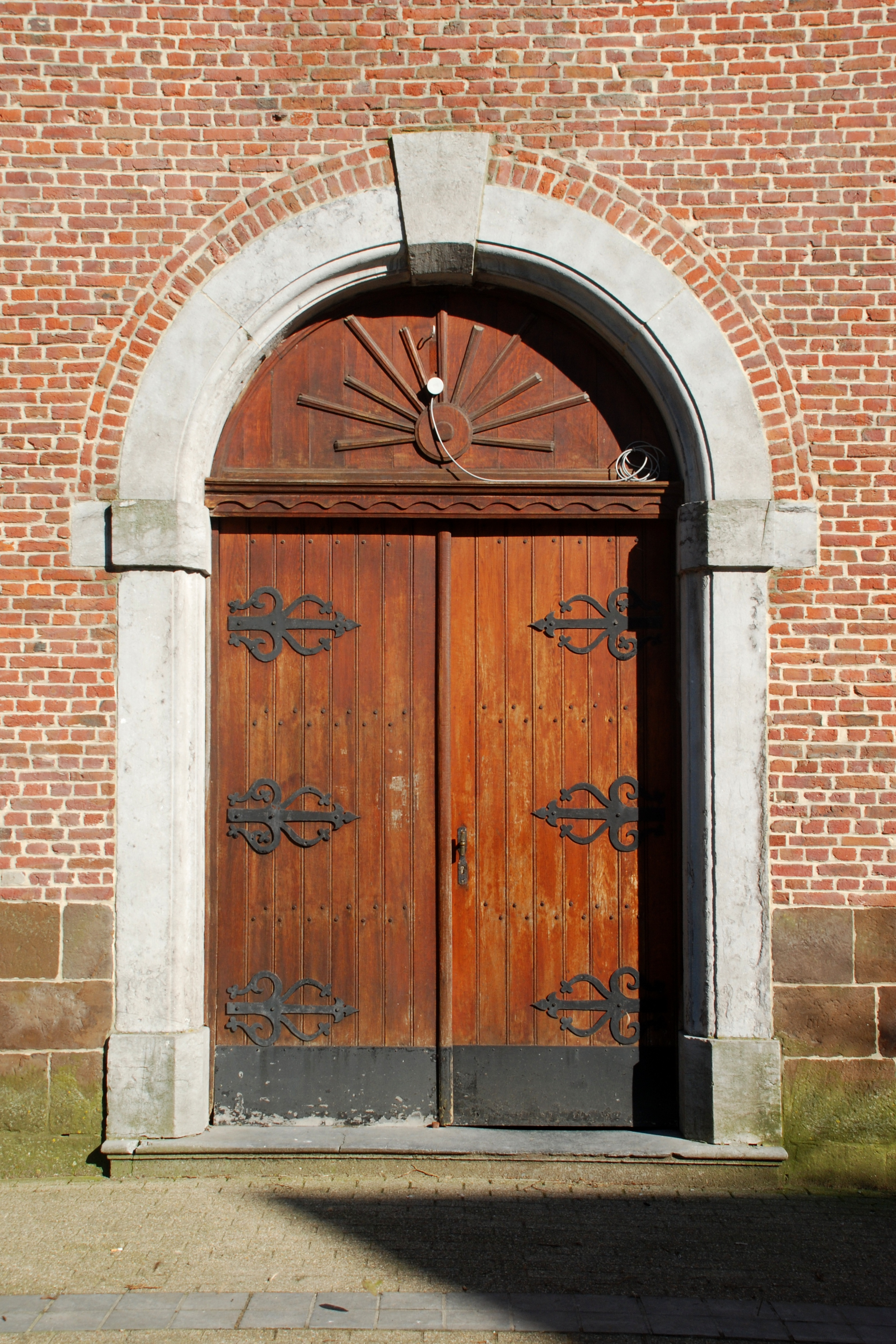
Le portail classique.
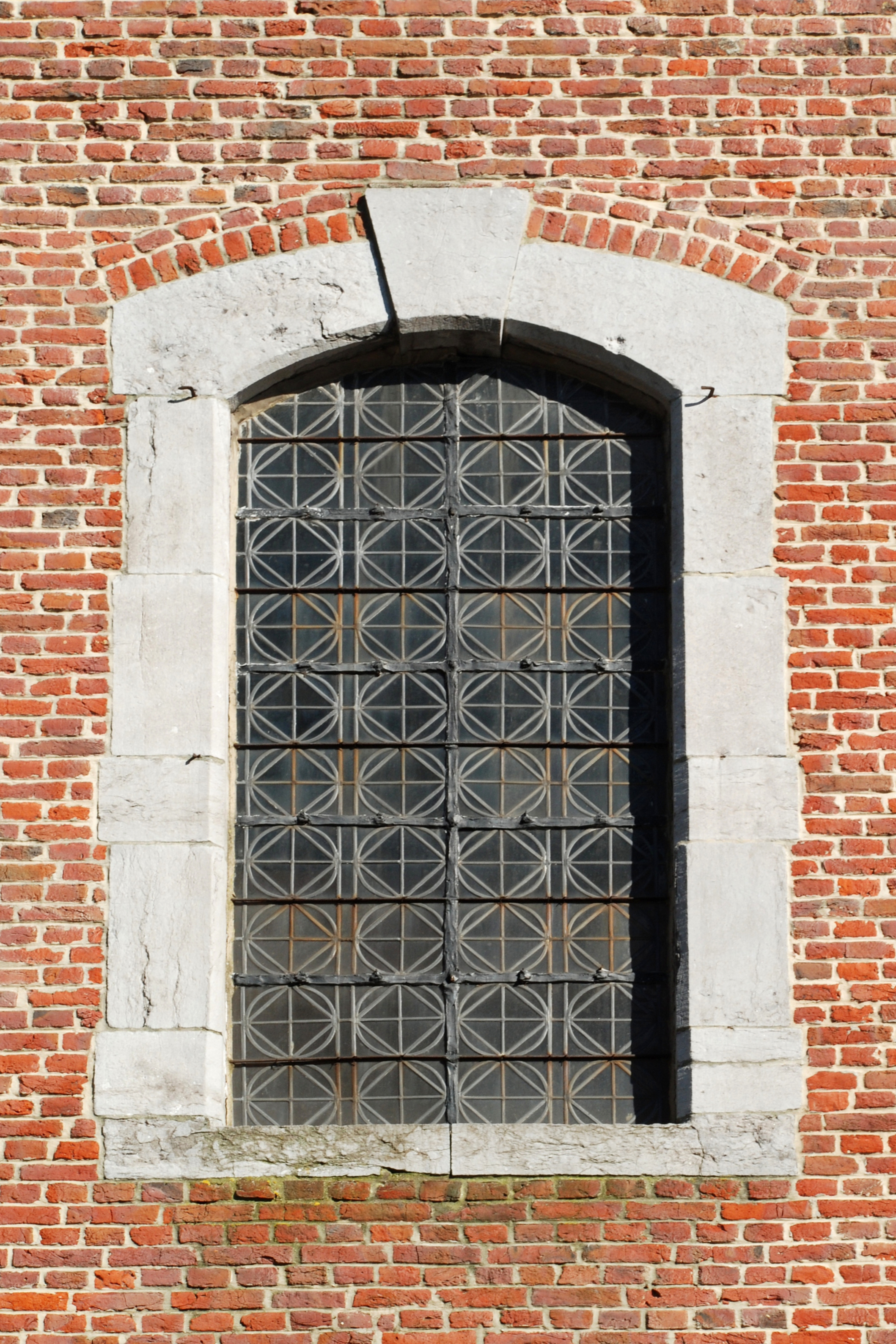
Fenêtre de la tour.

### Façades latérales

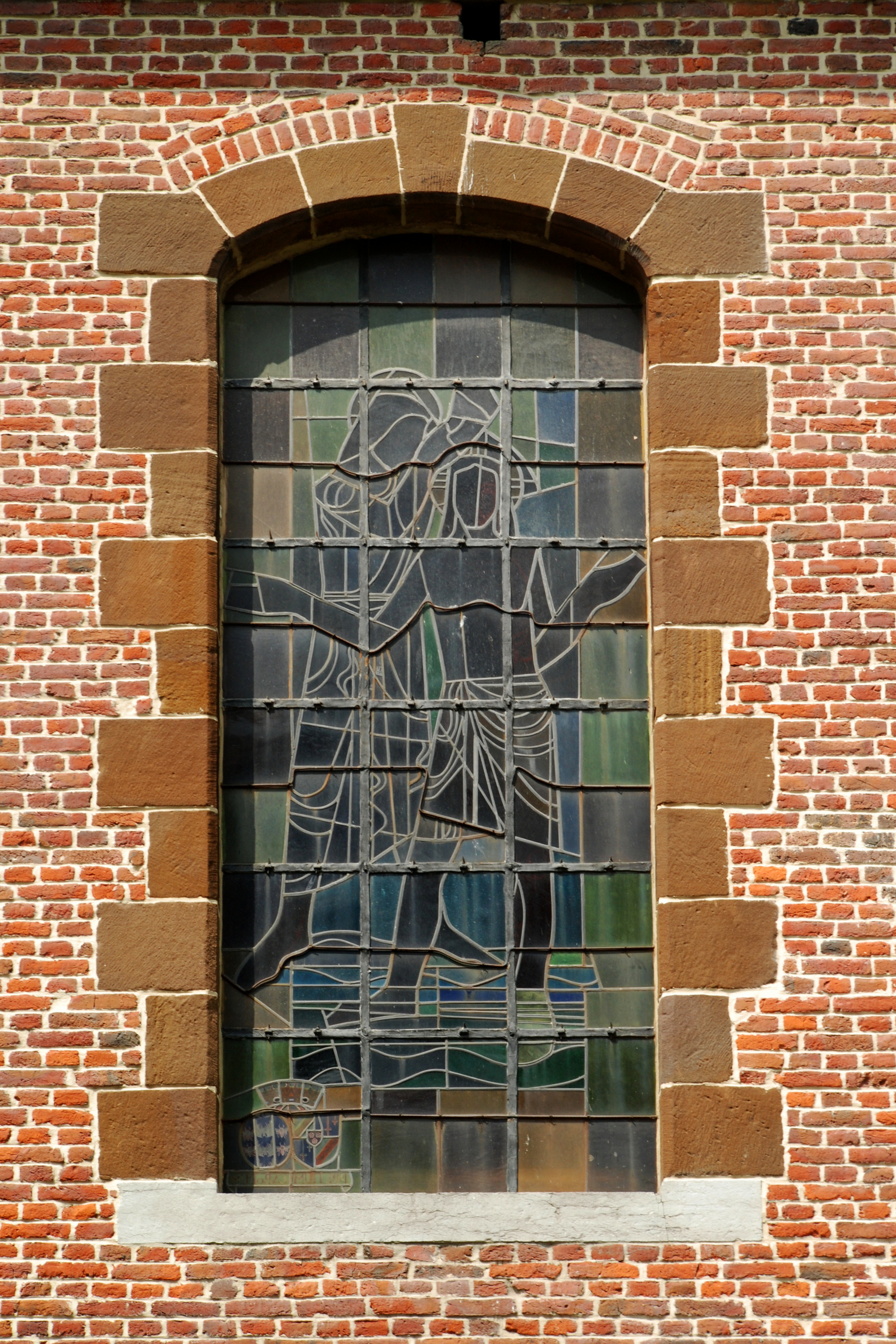

Chacune des façades latérales, longue de 22 mètres, est percée de six grandes fenêtres de style classique à arc surbaissé présentant un encadrement réalisé en grès ferrugineux (sauf la base en pierre bleue).
Ici aussi, soubassement, chaînages d'angle et corniches biseautées sont réalisés en grès ferrugineux, des chiffres romains gravés sont visibles.
Les blocs de grès du soubassement présentent des marques de tâcheron.

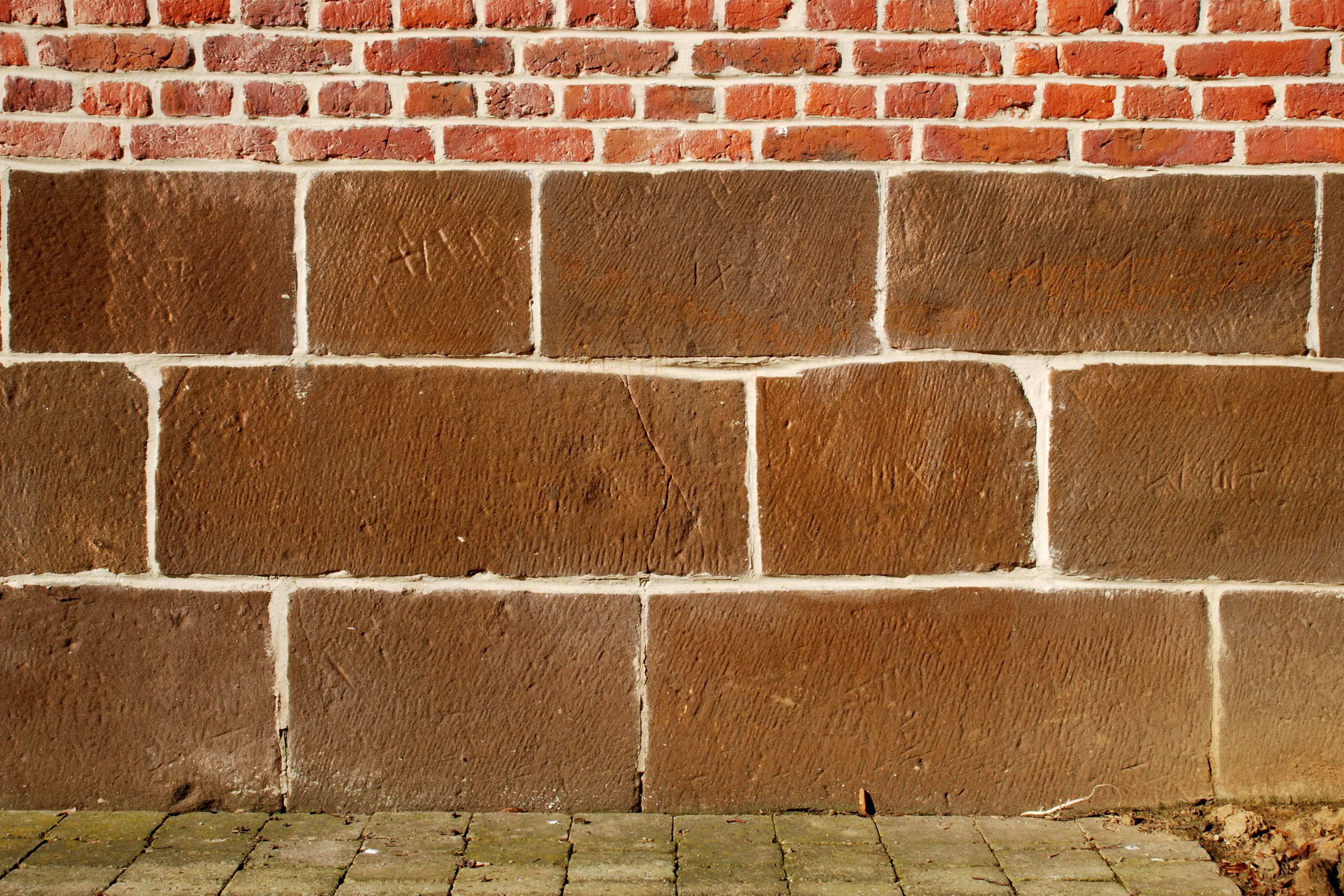
Le soubassement en grès ferrugineux.
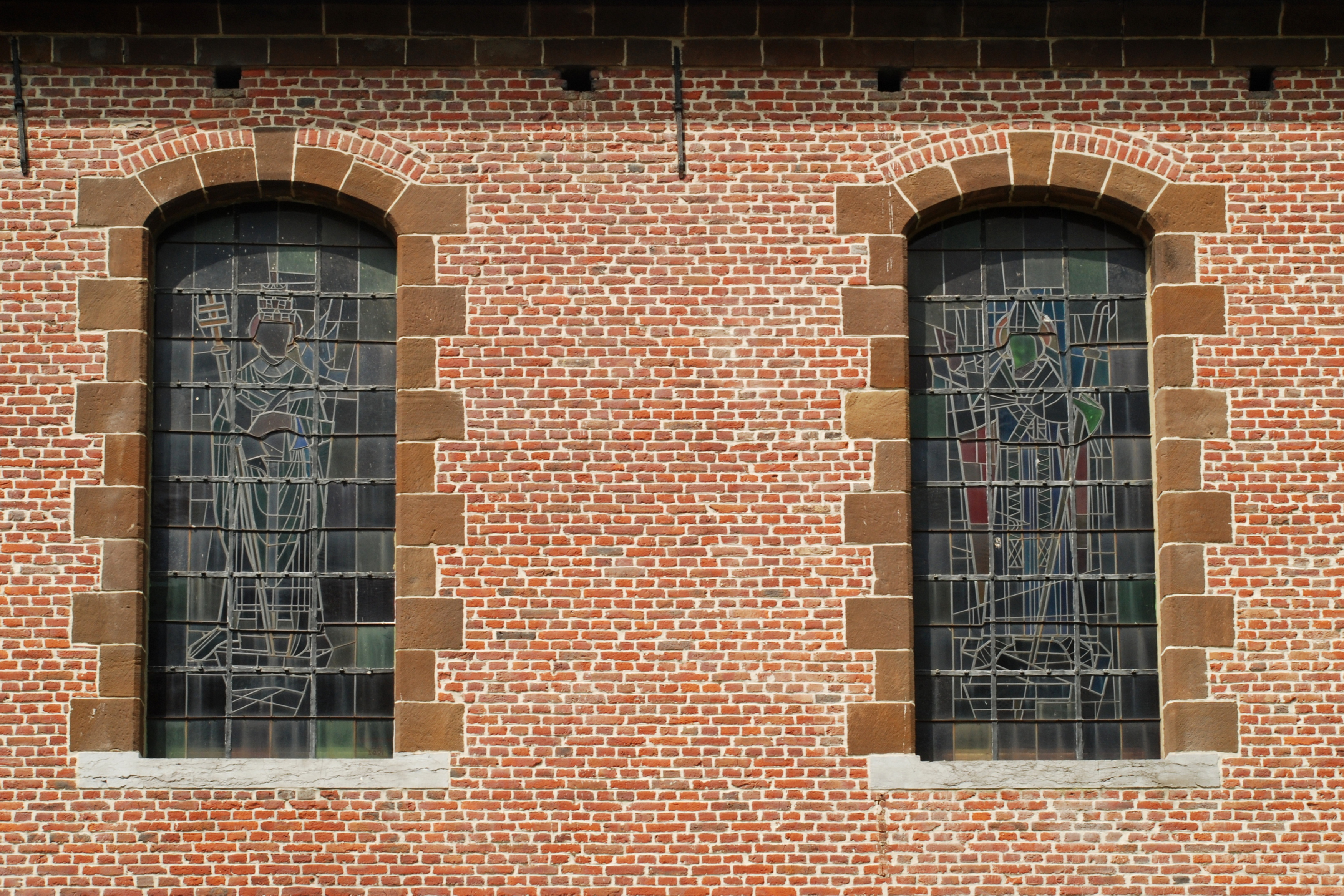
Fenêtres de la façade sud.

### Chevet
L'édifice se termine par un imposant chevet pentagonal mis en valeur par ses chaînages d'angle en grès ferrugineux.
Le chœur, en retrait de quatre mètres par rapport aux façades latérales, est éclairé par de grandes fenêtres de style classique en tous points semblables à celles de la nef, mais placées légèrement plus bas, au tiers de la hauteur du bâtiment.

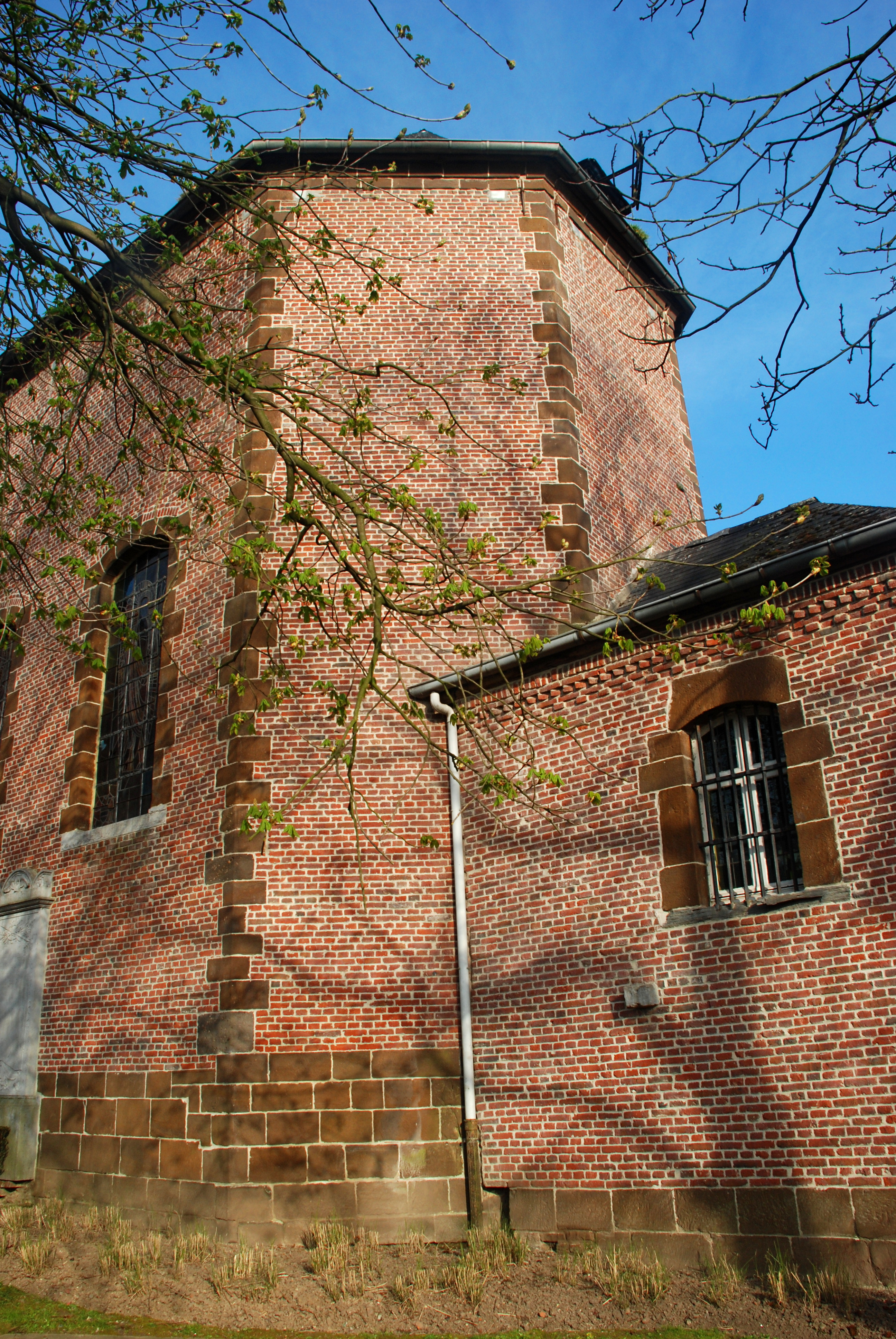
Le chevet vu de l'est.
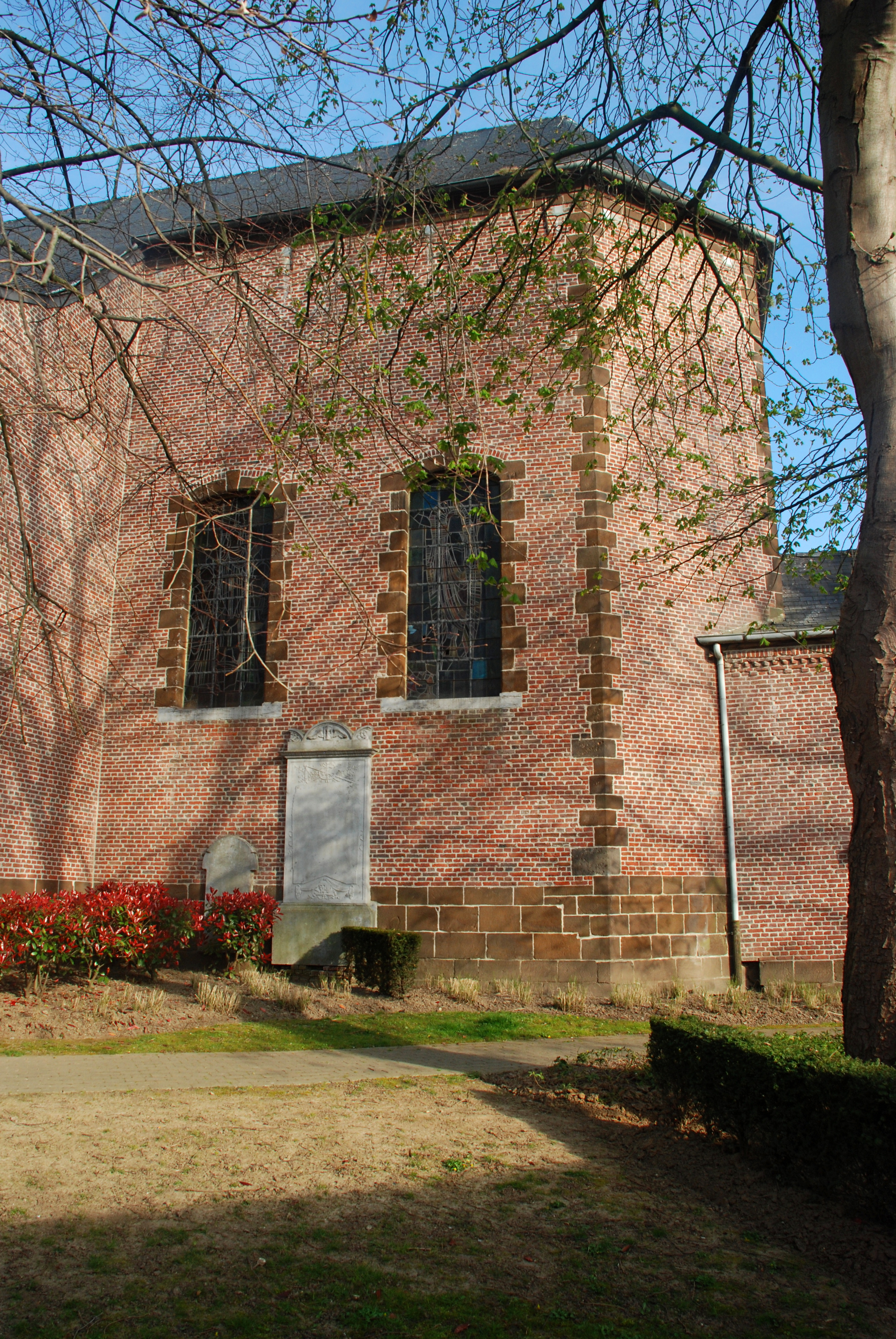
Le chevet vu du sud.
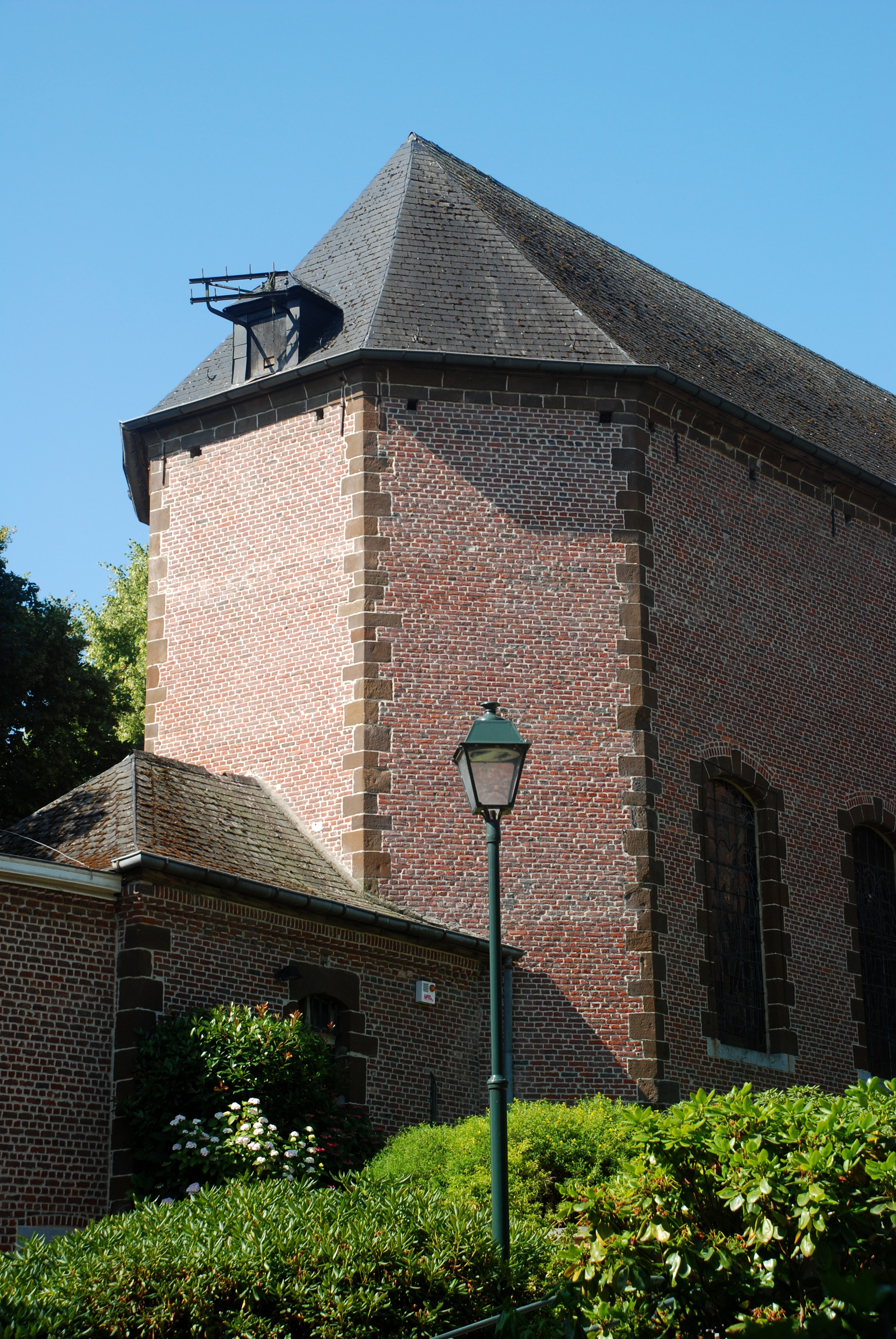
Le chevet vu du nord.
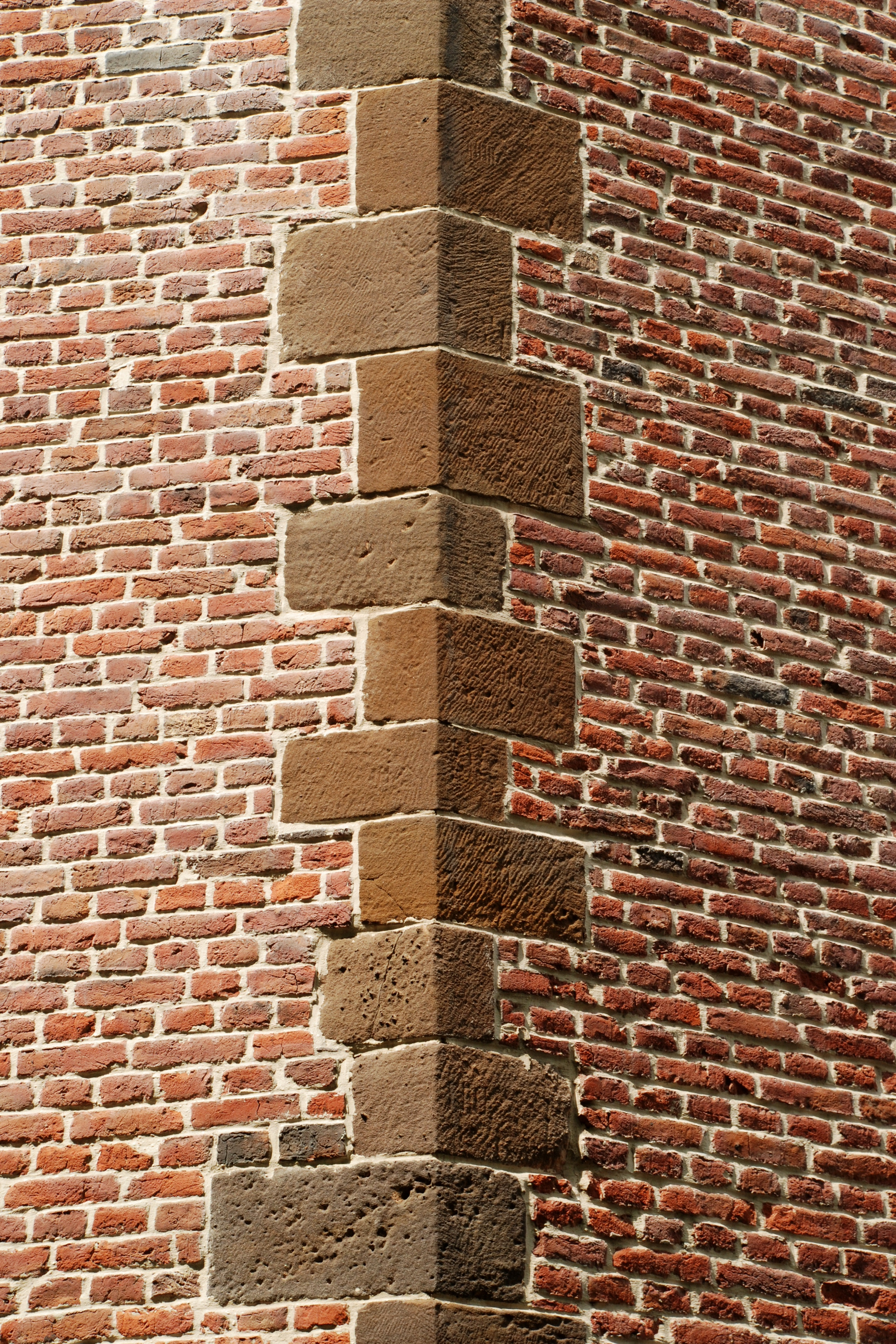
Chaînage d'angle.

### Sacristie
Le chevet est prolongé par une sacristie, longue de 6 mètres, qui se trouve dans l'axe du chœur.
Elle présente les mêmes caractéristiques que l'ensemble de l'édifice : briques rouges et soubassement en blocs de grès ferrugineux. Ses façades, ornées d'une frise de dents d'engrenage réalisée en brique, sont percées, au nord, d'une porte orientée vers le presbytère et, au sud, d'une fenêtre encadrées de blocs de grès ferrugineux massifs et surmonté d'un bloc de grès ferrugineux taillé de manière concave en forme d'arc surbaissé.
L'extension de la sacristie érigée entre 1921 et 1926 présente des différences fortement visibles avec la sacristie d'origine. Les encadrements des baies sont réalisés en pierre bleue (petit granit) et plus en grès ferrugineux car celui-ci n'était plus exploité. Le volume est aussi différent, la nouvelle partie étant plus étroite. Les caves sont éclairées par deux petites fenêtre sur le côté méridional de l'extension de la sacristie.

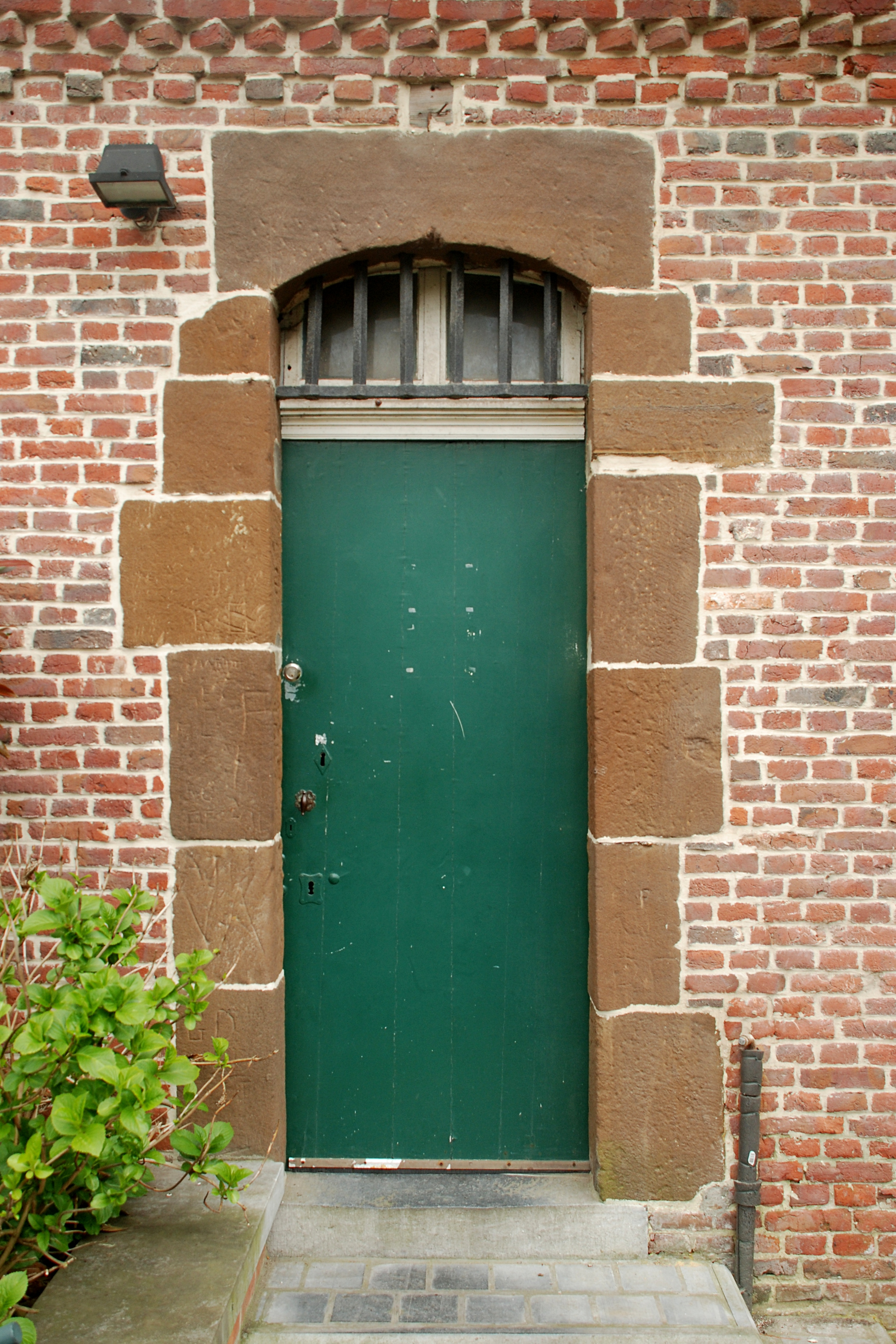
La porte de la sacristie.
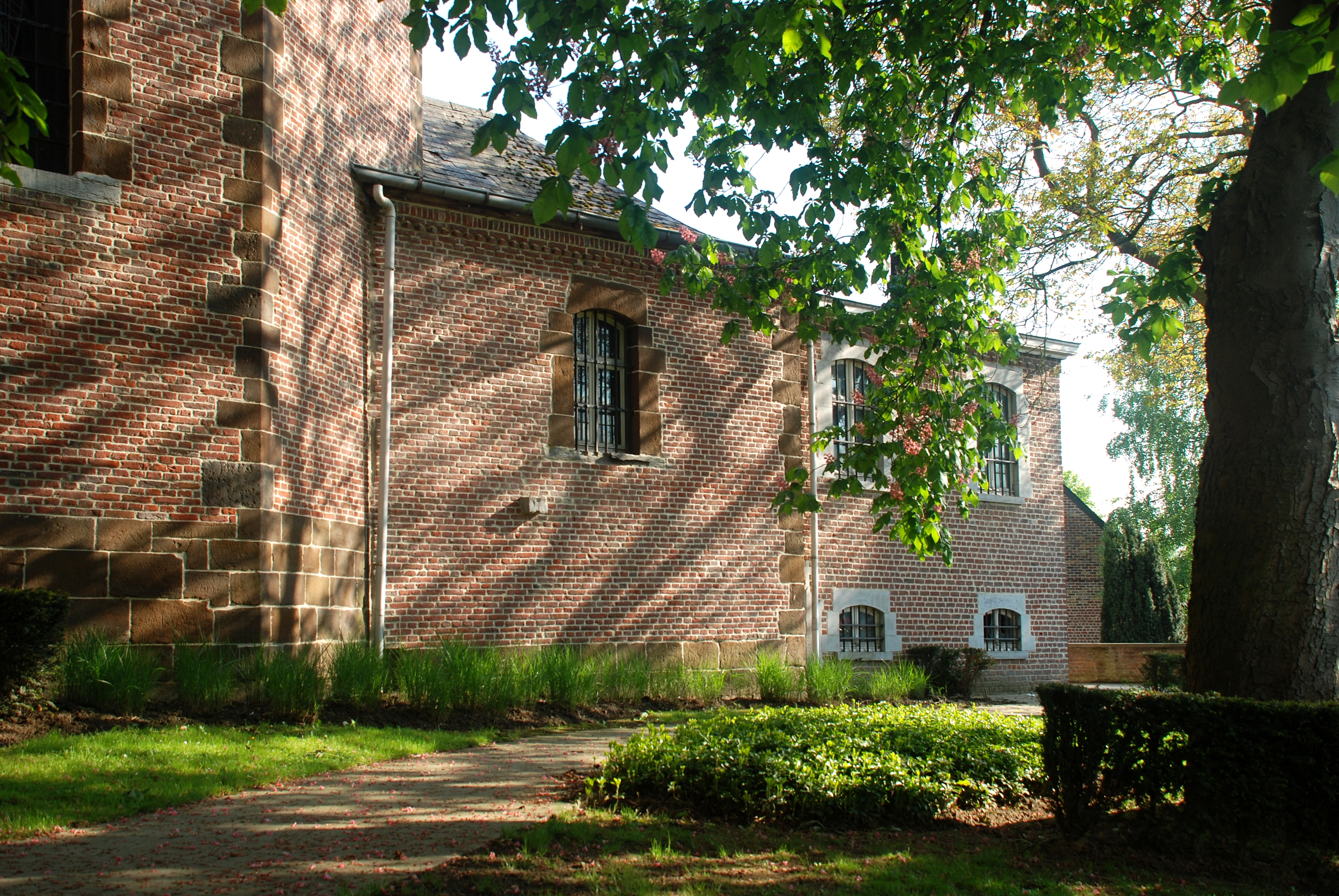
La sacristie.
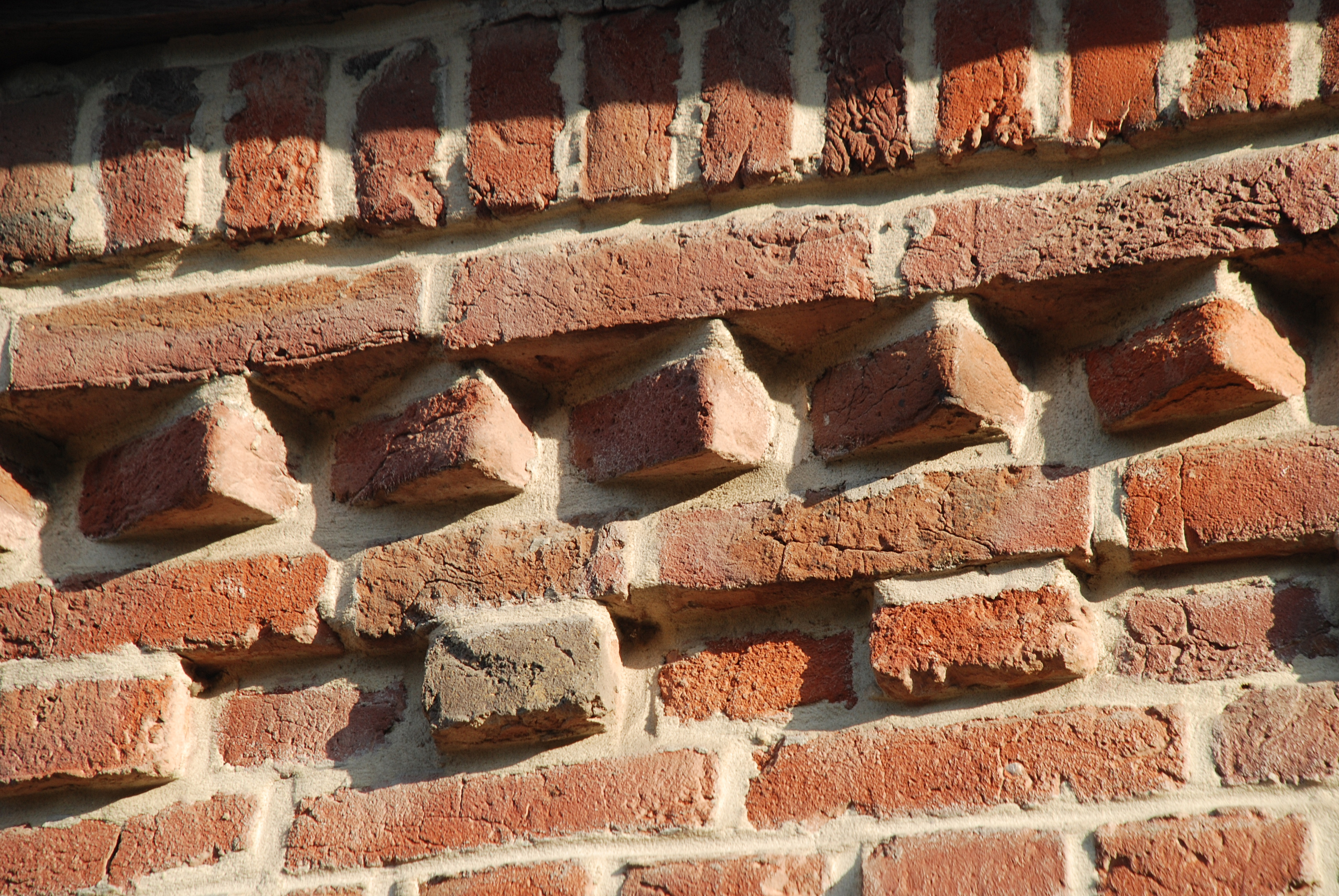
Frise de dents d'engrenage.
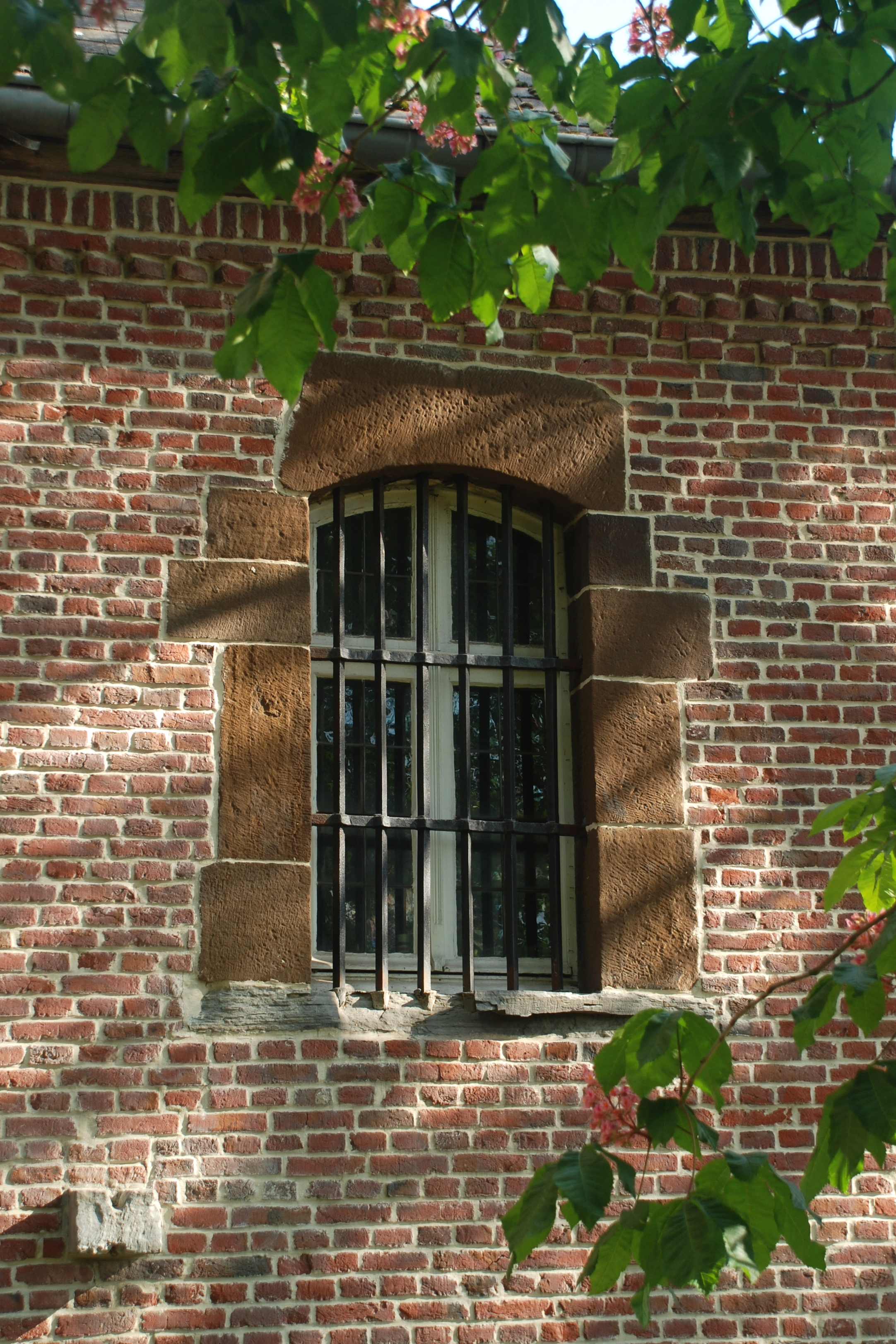
La fenêtre de la sacristie.

## Architecture et décoration intérieure

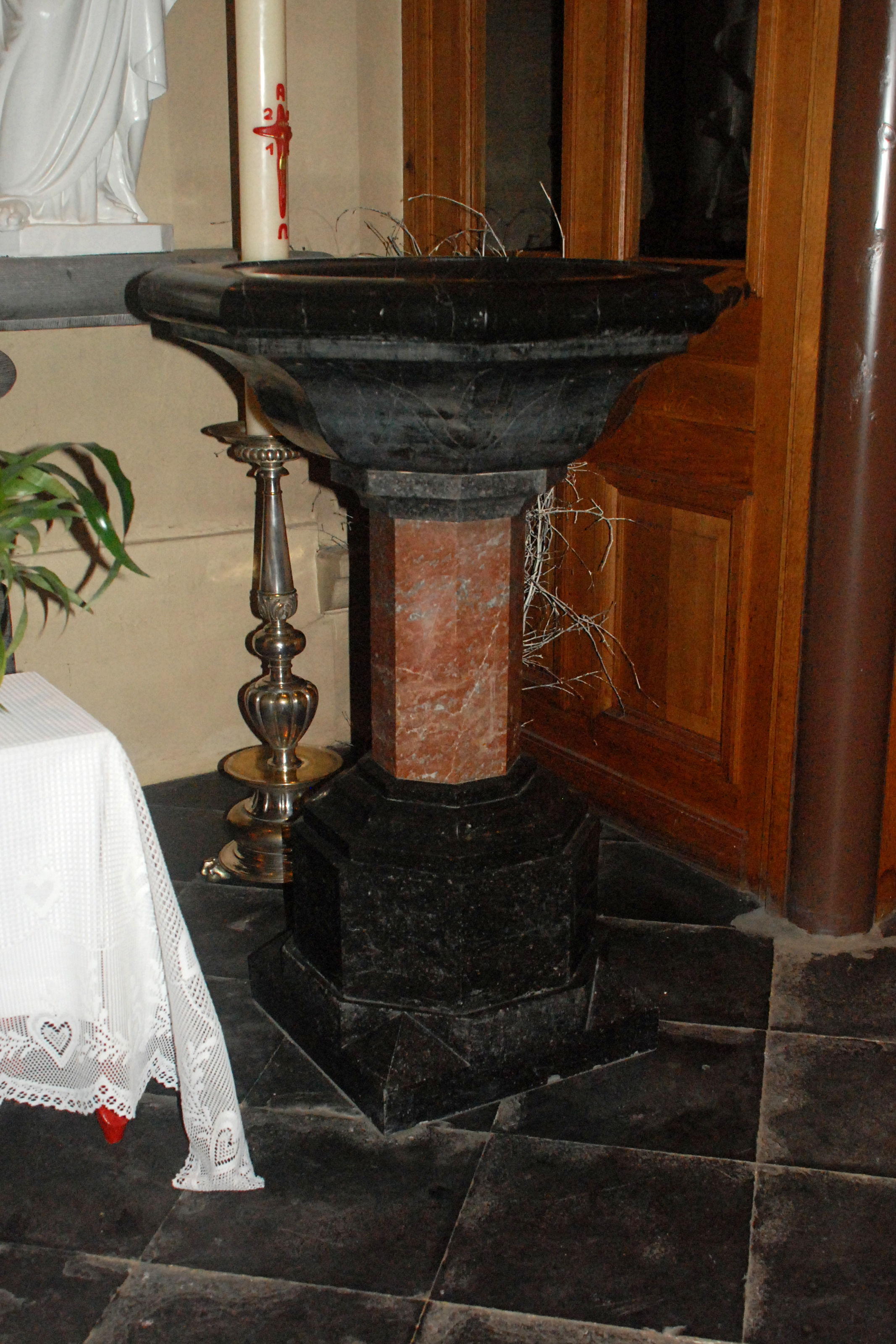
La cuve baptismale.

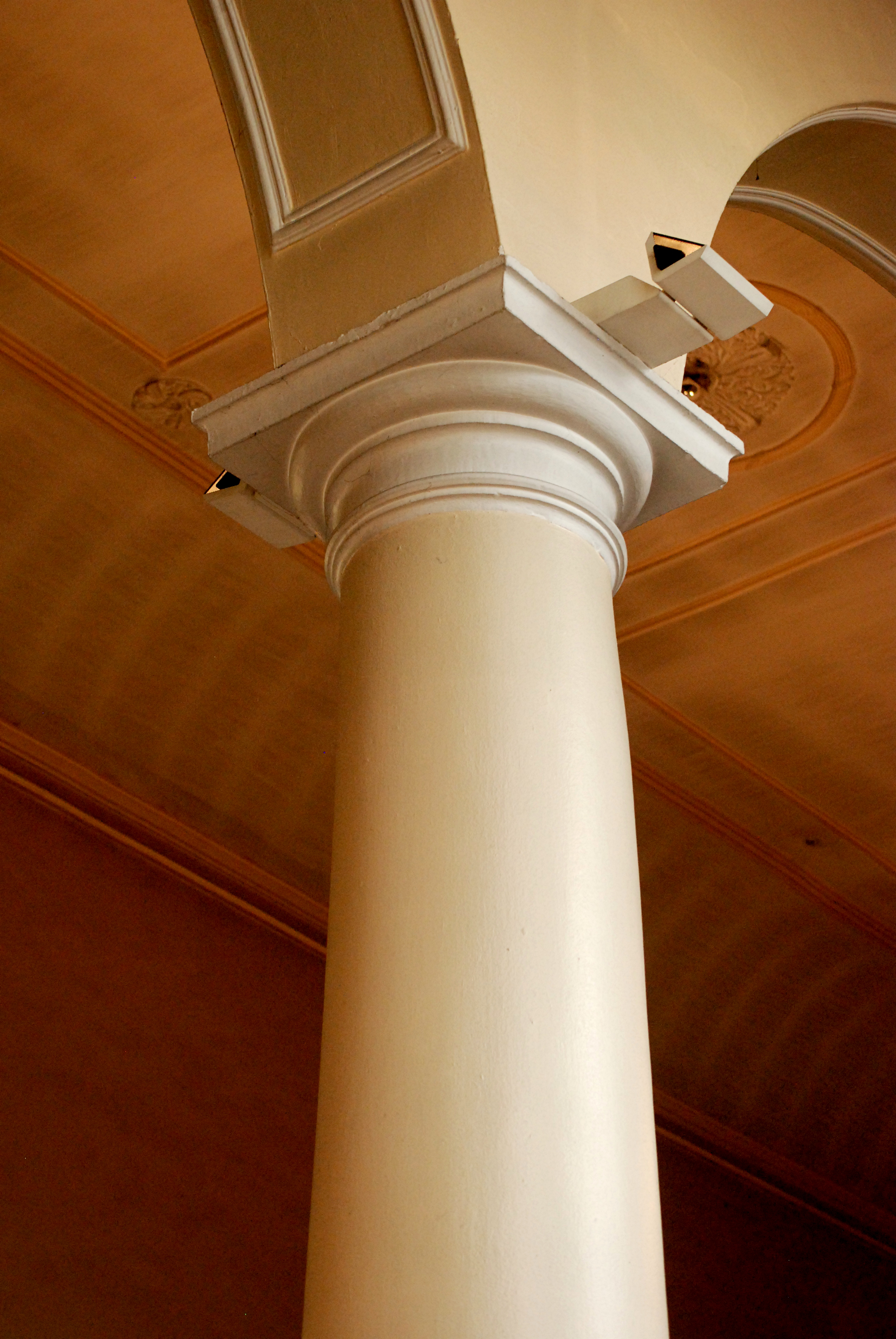
Colonne toscane.

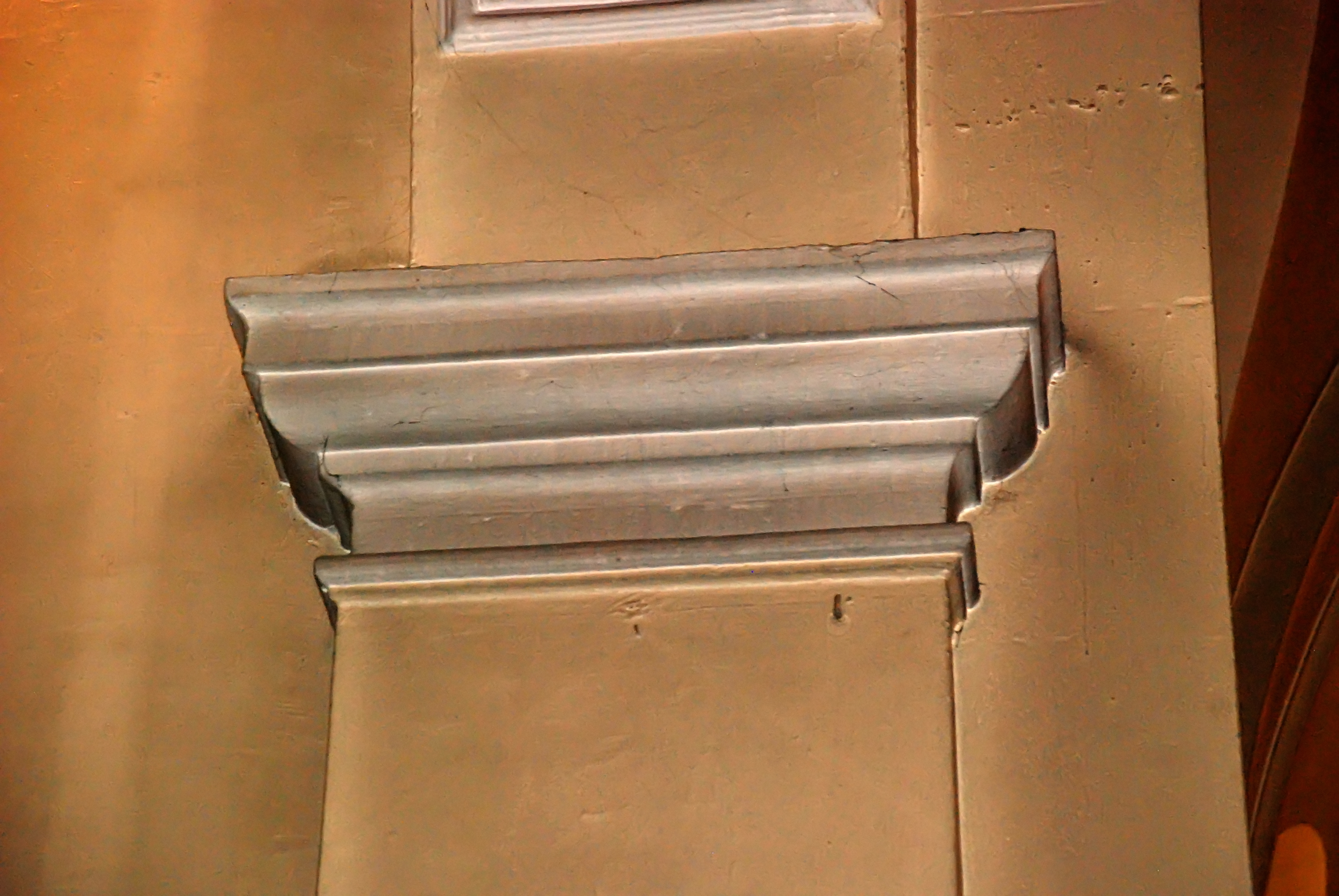
Chapiteau de pilastre.

### Plan et style
L'édifice présente un plan basilical sans transept, avec un vestibule surmonté de l'orgue à l'ouest, une nef de cinq travées flanquée de deux collatéraux, et un chœur prolongé par une abside à trois pans à l'est.
L'église est de style classique, les colonnes relevant de l'ordre toscan,, « l'ordre antique le plus simple et d'ailleurs le plus fréquemment employé dans les églises villageoises de l'époque » selon Duquenne.

### Vestibule et baptistère
L'accès à l'édifice se fait par un vestibule situé sous la tour, à côté duquel se trouvent deux petites pièces carrées, ajourées chacune d'une fenêtre : l'une est l'ancien baptistère (transformé en chapelle de semaine en 2014-2015), l'autre abrite l'escalier qui donne accès à la tour.
Les fonts baptismaux en marbre rouge et noir ont été déplacés du baptistère vers la nef, où ils se dressent maintenant à côté de l'entrée. Ces fonts baptismaux, où le marbre rouge le dispute au marbre noir, sont composés d'une cuve et d'une colonne octogonales reposant sur un socle partiellement carré et partiellement octogonal.
Au-dessus du vestibule, logée sous une voûte en berceau percée dans la tour, se trouve l'orgue de l'église, précédé d'un balcon à balustrade.

### Nef
La nef, longue de 21 mètres et haute d'une dizaine de mètres, compte cinq travées.
Elle est séparée des collatéraux par de grandes colonnes rondes sommées de chapiteaux toscans, et portées par des bases octogonales en pierre bleue (petit granit) surmontées d'anneaux toriques.
Les arcs en plein cintre portés par ces colonnes, à l'intrados orné de moulures rectangulaires, sont réalisés en stuc.
La nef est surmontée d'un plafond plat délimité en plusieurs compartiments par des moulures. Le compartiment central est orné d'un décor circulaire en stuc représentant une croix entourée de végétaux.
Parois, plafonds et colonnes sont peints en couleur crème, sauf les chapiteaux toscans et les moulures qui sont peints en blanc.
Le pavement de la nef est constitué d'un dallage de marbre noir avec cinq croix blanches.

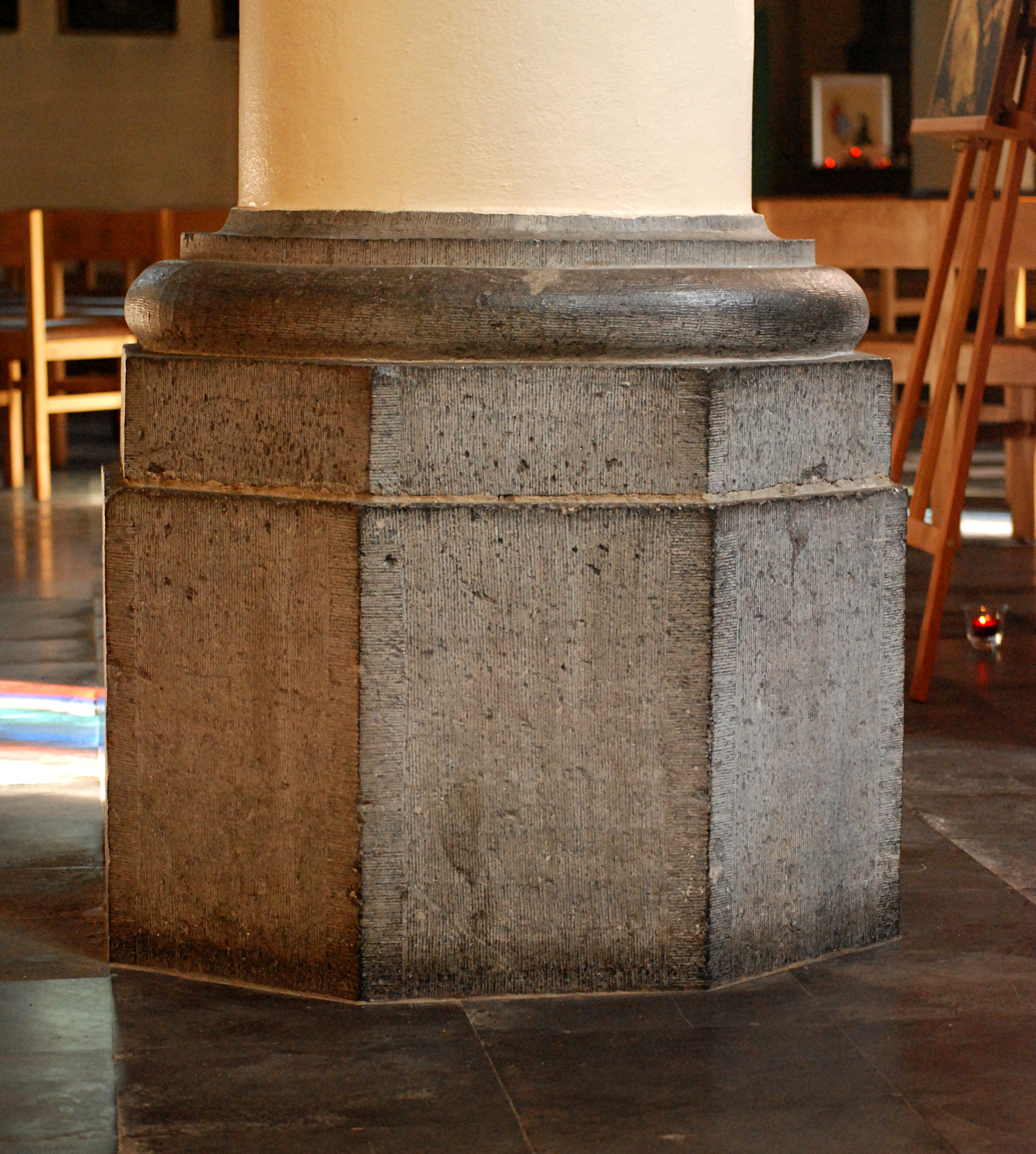
Base de colonne.
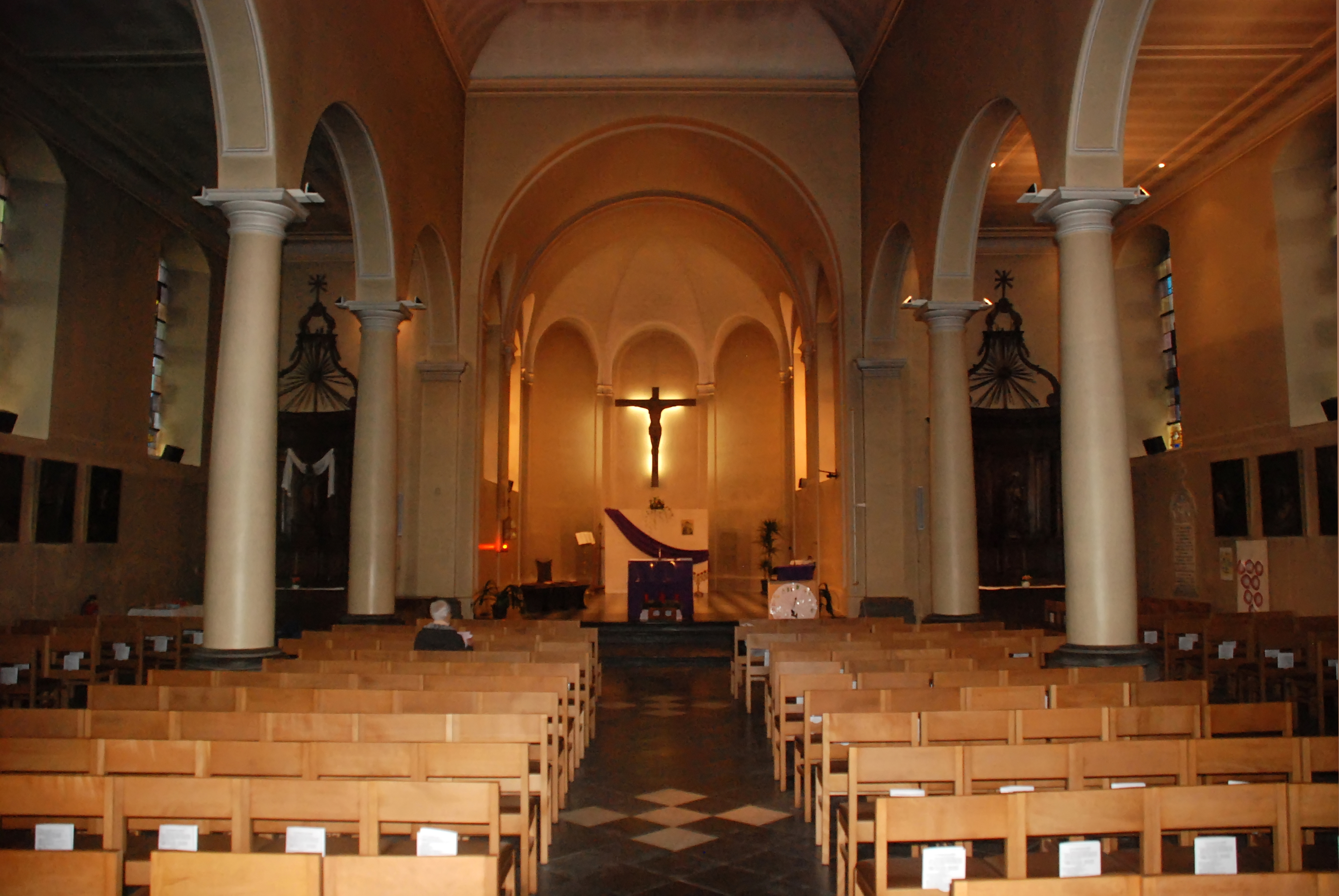
La nef.
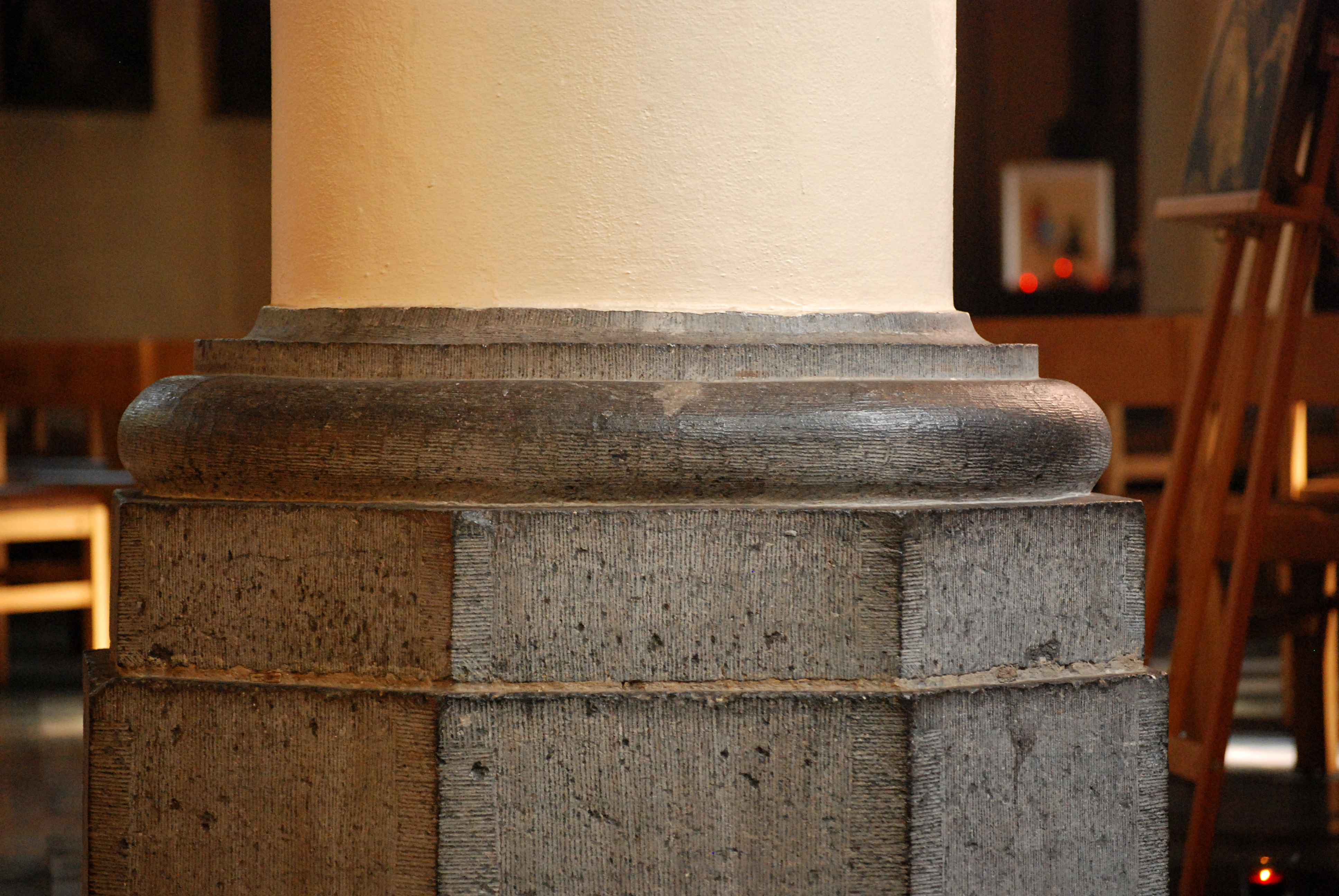
Tore.

### Chœur
Le chœur, long de dix mètres et légèrement moins large que la nef, comporte deux travées de chœur et se termine par une abside à trois pans.
Les travées de chœur sont couvertes d'une voûte en berceau dont l'arc-doubleau retombe sur des culs-de-lampe ornés de feuilles d'acanthe. Chaque travée est percée de deux fenêtres cintrées et est délimitée par des pilastres : entre les deux travées, un arc est posé sur des modillons représentant des longues feuilles de végétaux. Le chœur est rehaussé de deux degrés et pavé d'un motif en damier.
L'abside est couverte d'une voûte en cul-de-four polygonal. Le pan du milieu est orné d'un grand crucifix et percé d'une porte, cachée derrière un écran de maçonnerie, qui donne accès à la sacristie.

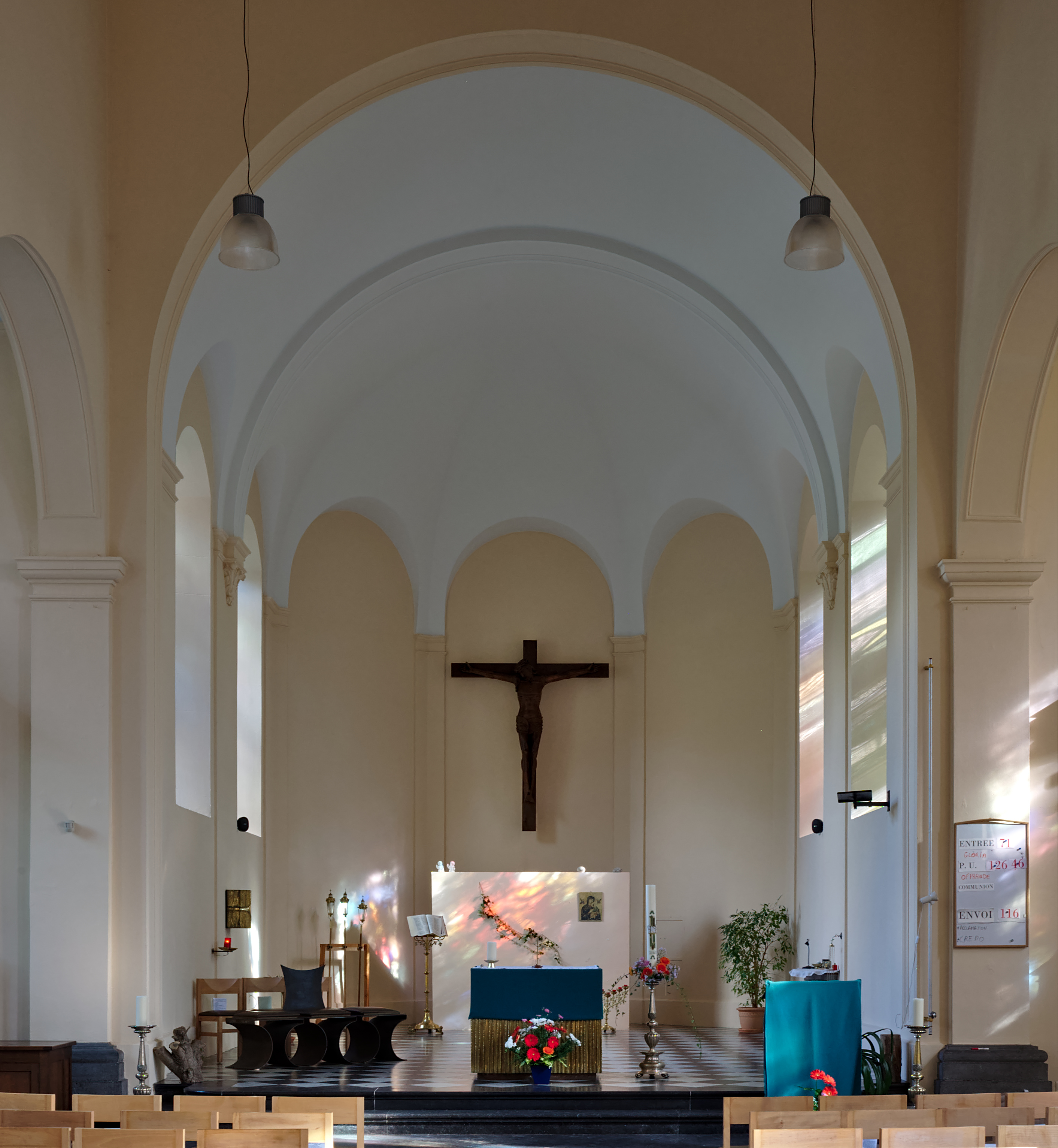
Le chœur.
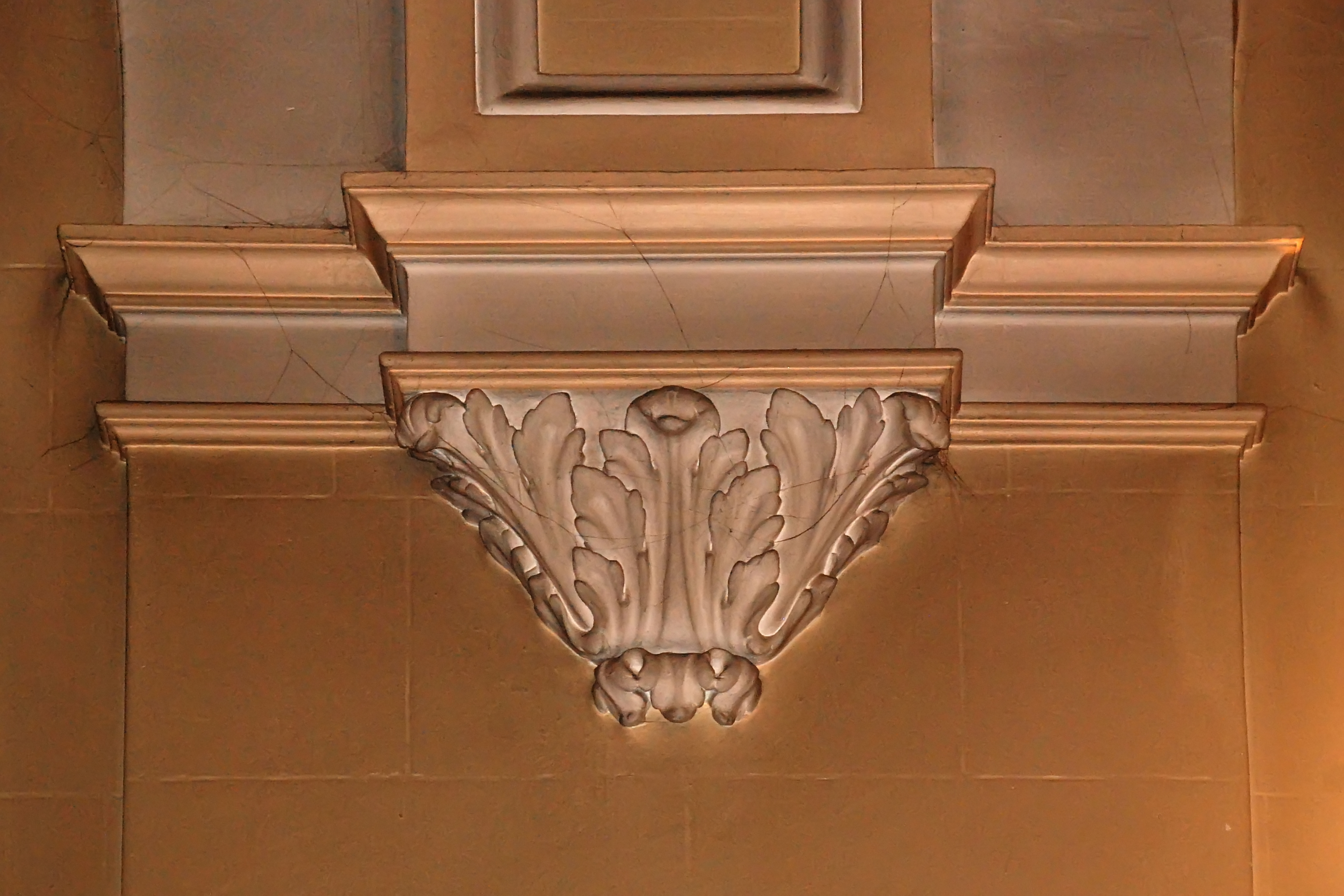
Cul-de-lampe supportant l'arc-doubleau.
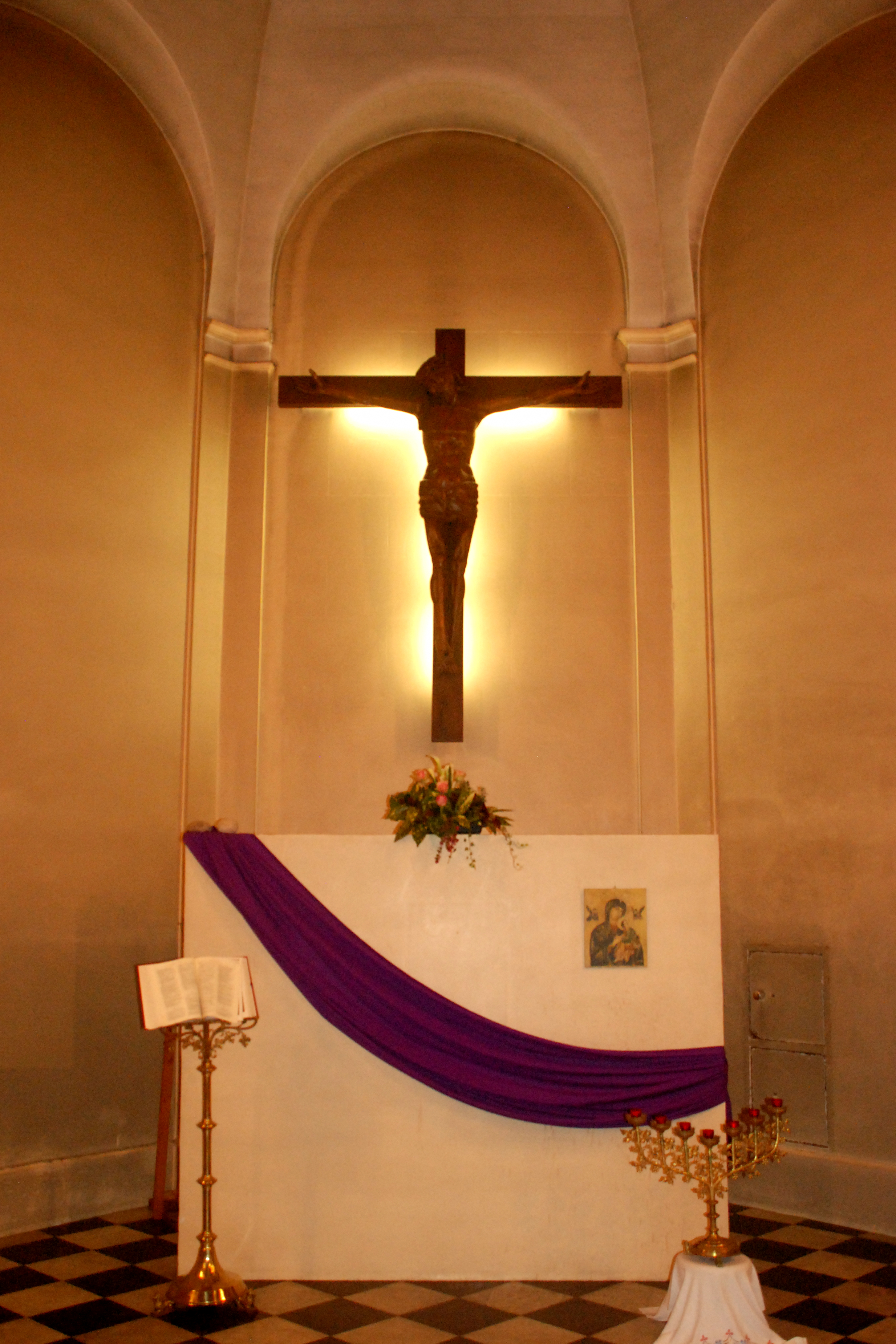
Le pan médian de l'abside.

### Collatéraux

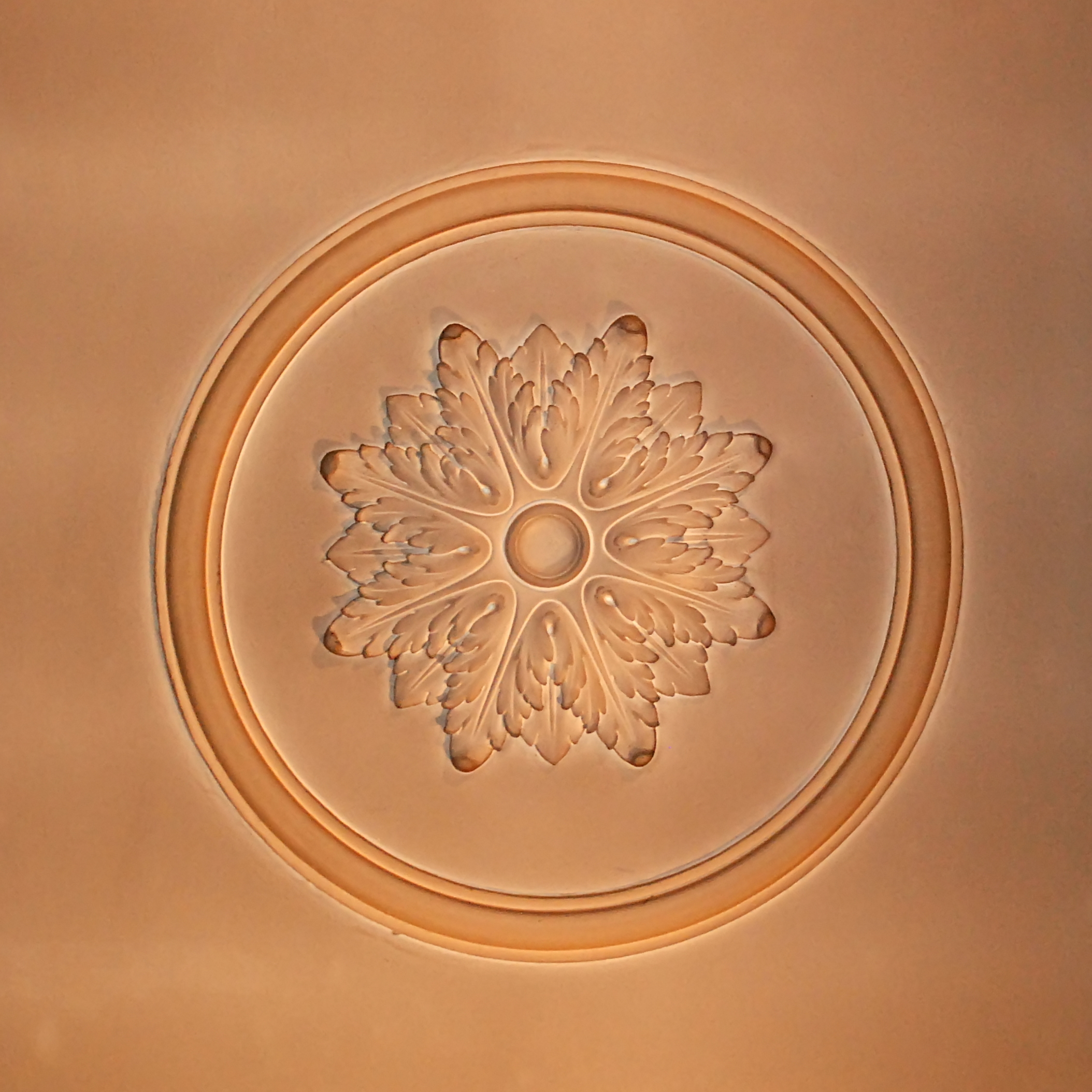
Rosette en stuc.

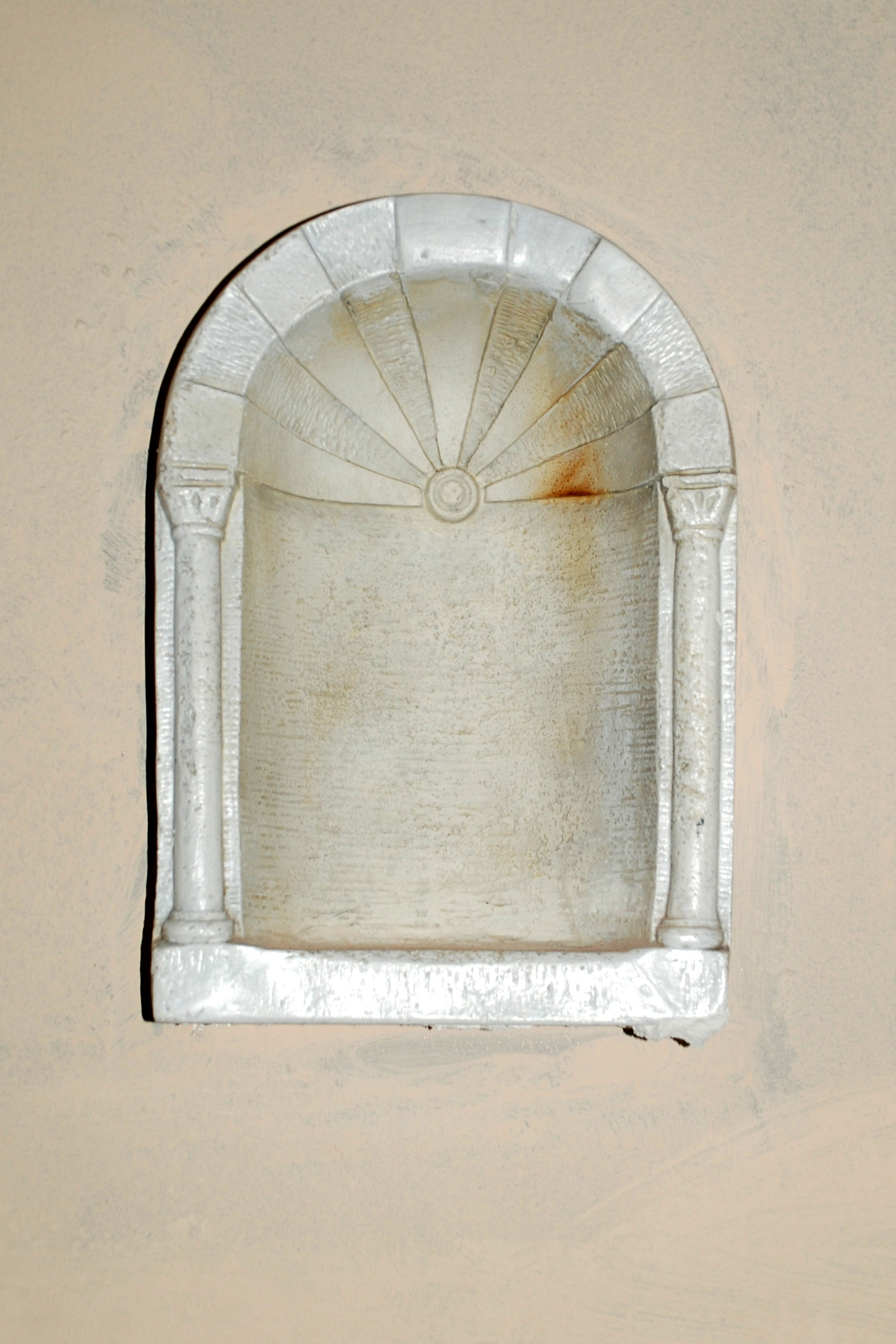
Niche en marbre.

Les collatéraux, aussi hauts que la nef, sont percés de cinq fenêtres, une par travée. Ces fenêtres sont ornées de vitraux de 1962-1963,.
Les plafonds des collatéraux sont plats comme ceux de la nef et présentent des bords légèrement arrondis qui réalisent une transition en douceur avec les murs de l'église. Ces plafonds sont délimités, par des moulures, en trois compartiments d'égale longueur, dont celui du milieu est orné d'un décor en stuc constitué d'une rosette de feuilles d'acanthe.
Dans le mur du collatéral gauche est encastrée une minuscule niche en marbre blanc, encadrée de deux colonnettes, dont la voûte en cul-de-four est ornée de motifs rayonnants prolongés par les claveaux de l'arc.

#### Autels latéraux
Chaque collatéral se termine, près du chœur, par un autel en bois de style néo-classique (Louis XVI) de la fin du XVIIIe siècle.
Chacun de ces autels, réalisé en chêne rehaussé de dorures, est composé verticalement de cinq registres :
- une table d'autel dont l'antependium (devant d'autel) est orné d'un double cartouche à crossettes ;
- une prédelle compartimentée ;
- un retable incurvé[D 7] orné d'une statue en chêne encadrée de deux pilastres et de quatre colonnes dont les chapiteaux composites[D 7] dorés supportent un entablement ;
- un dais à volutes[D 7] encadrant un écusson au motif rayonnant et flanqué de deux pots à feu
- l'orbe, un globe coiffé d'une croix symbolisant la domination de Dieu sur le monde.

L'autel de gauche abrite la statue de la Vierge. Son écusson contient le monogramme IHS, translittération du nom de « Jésus » en grec.
L'autel de droite abrite la statue de saint Rémi. Son écusson contient les lettres « A » et « M » entrelacées, résumant la formule latine « Auspice Maria » que l'on peut traduire par « Sous la protection de Marie », suivies de la lettre « R » pour « Regina » (Reine).

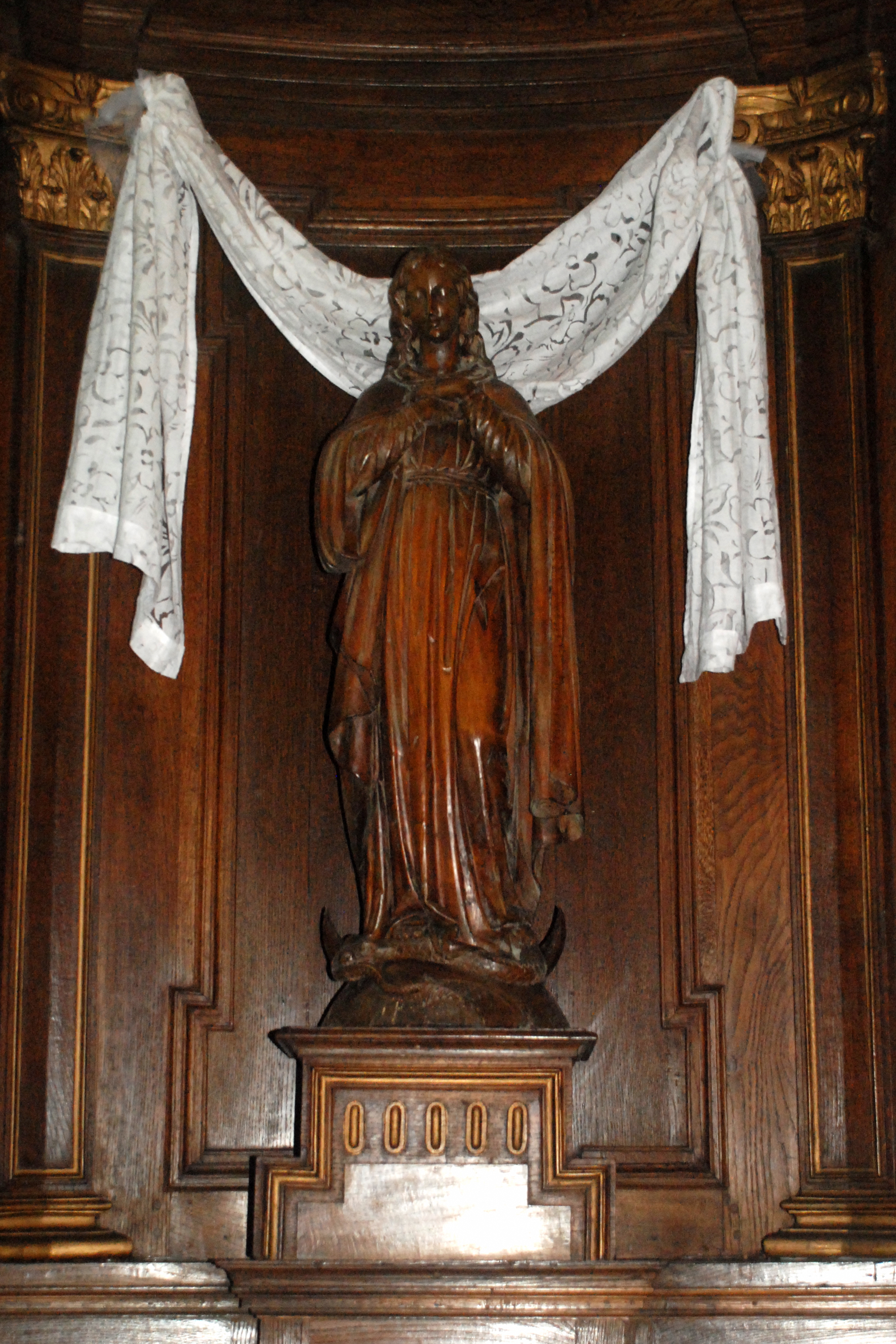
La Vierge.
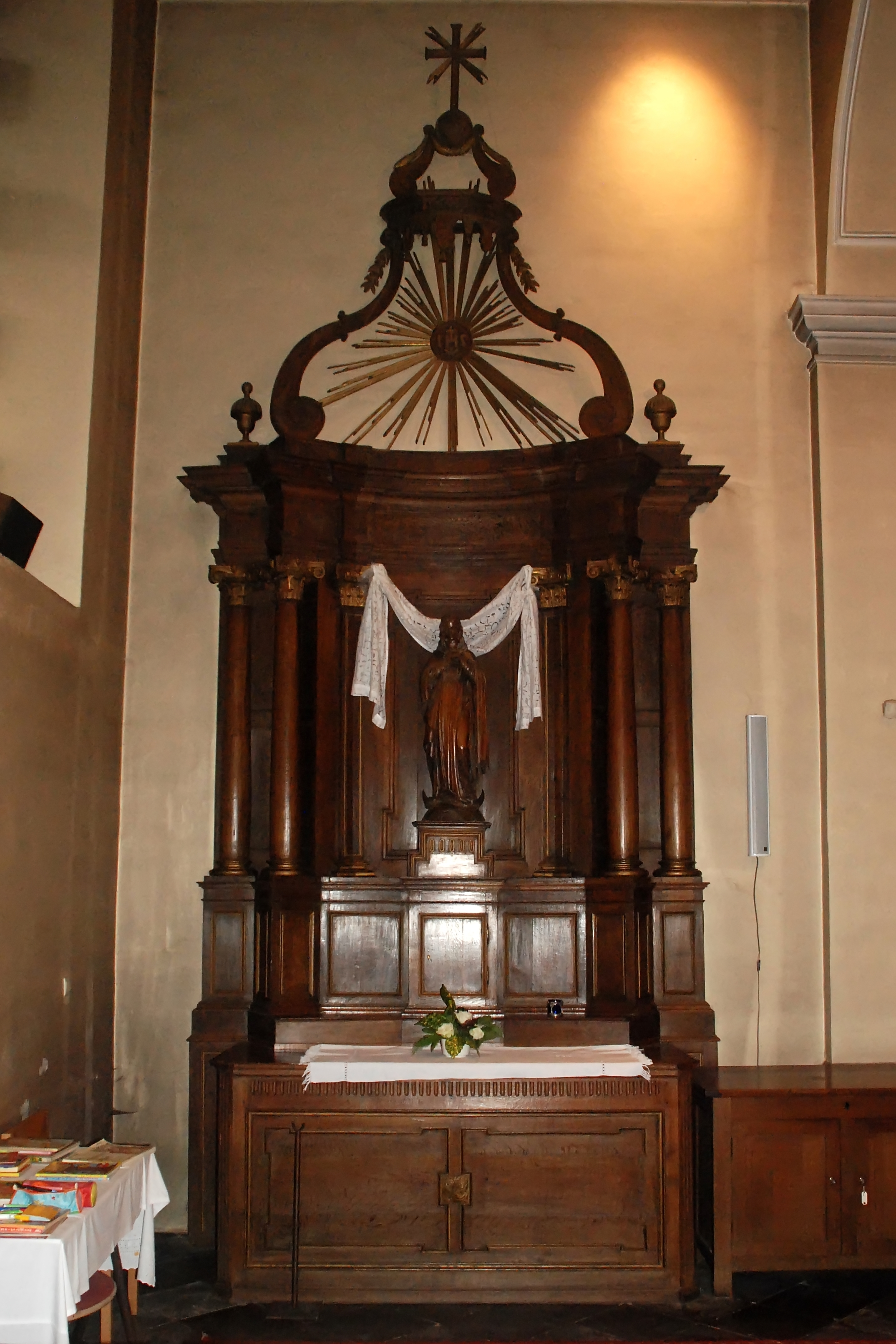
Autel de la Vierge.
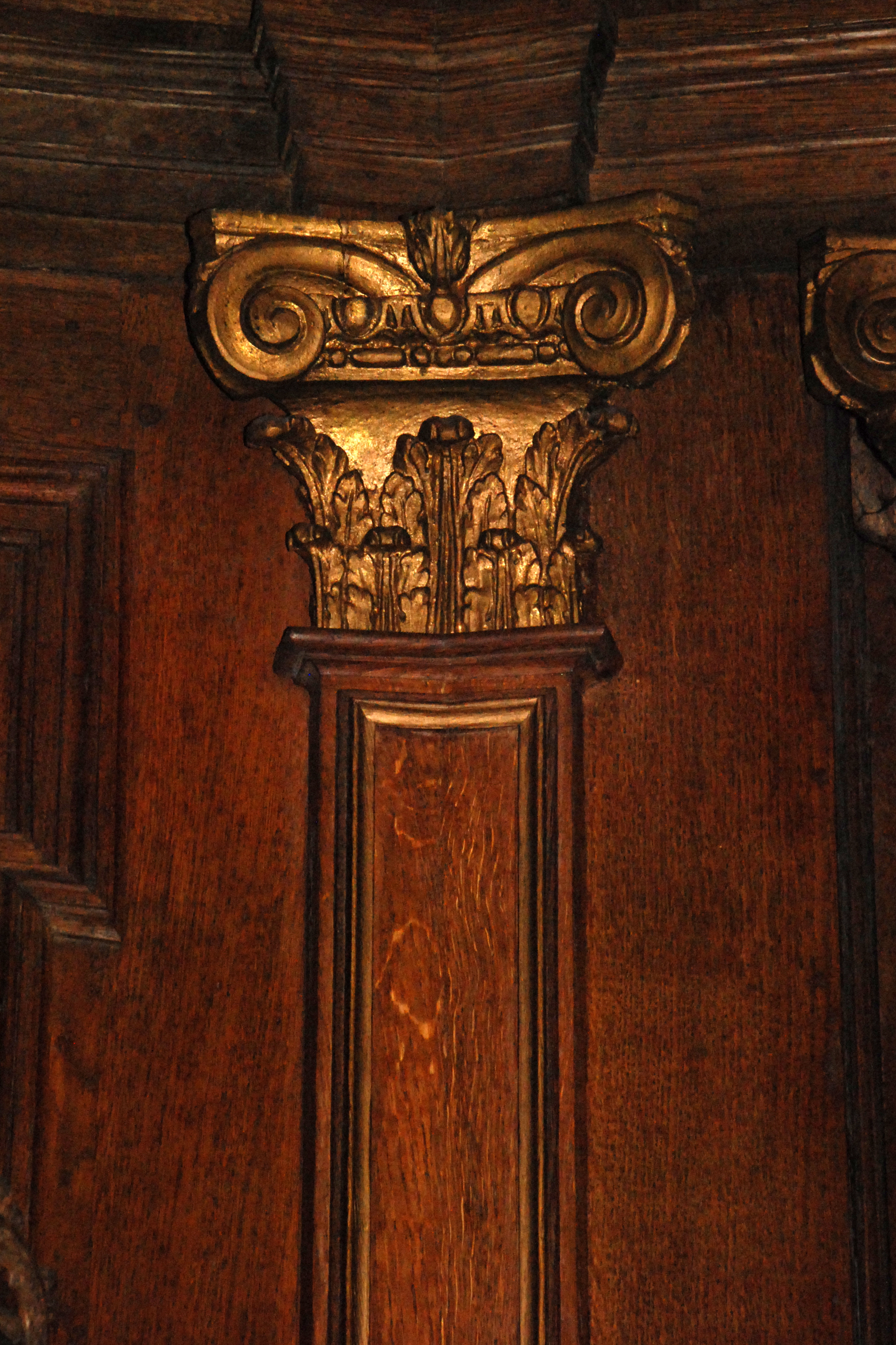
Chapiteau composite.
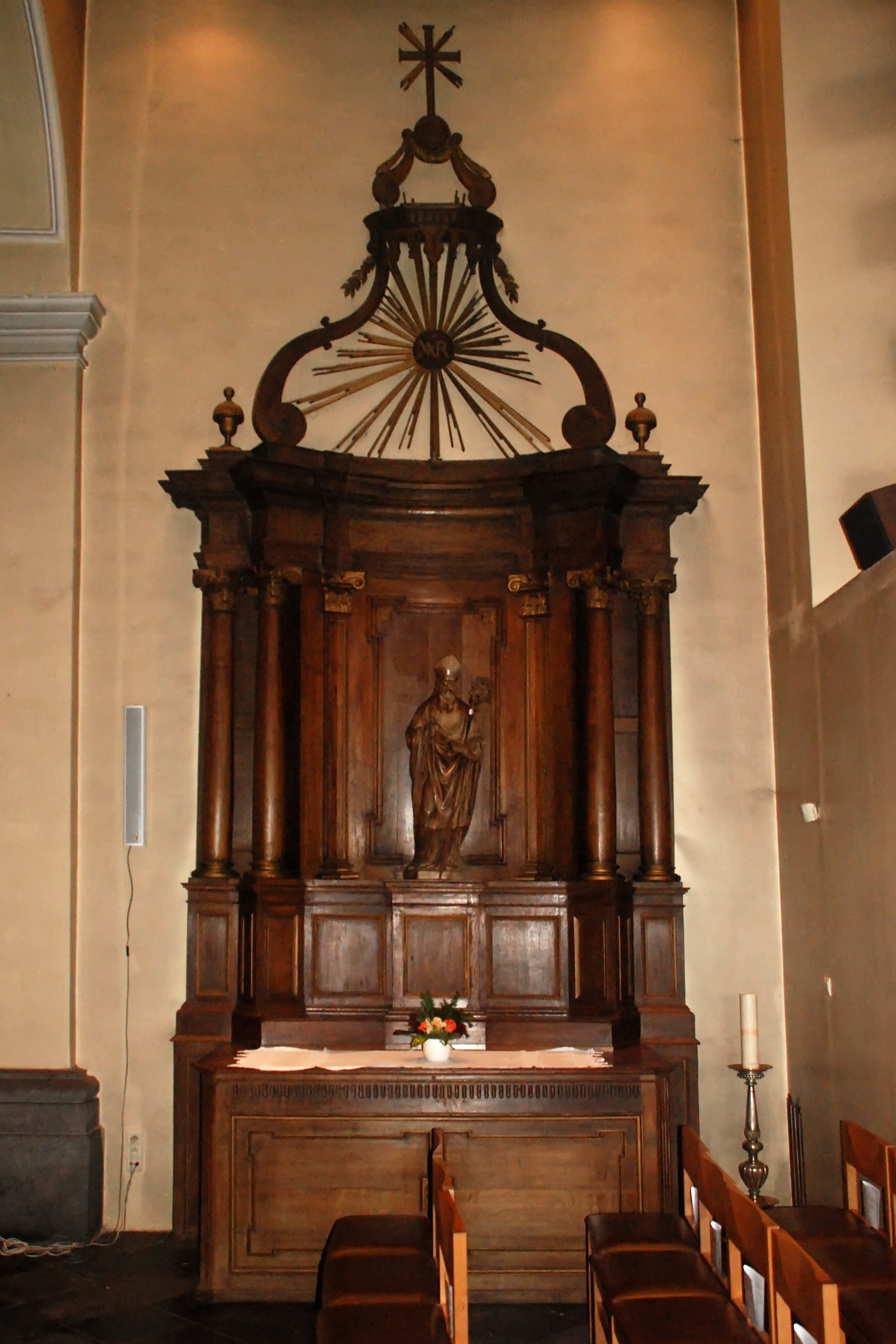
Autel de saint Rémi.
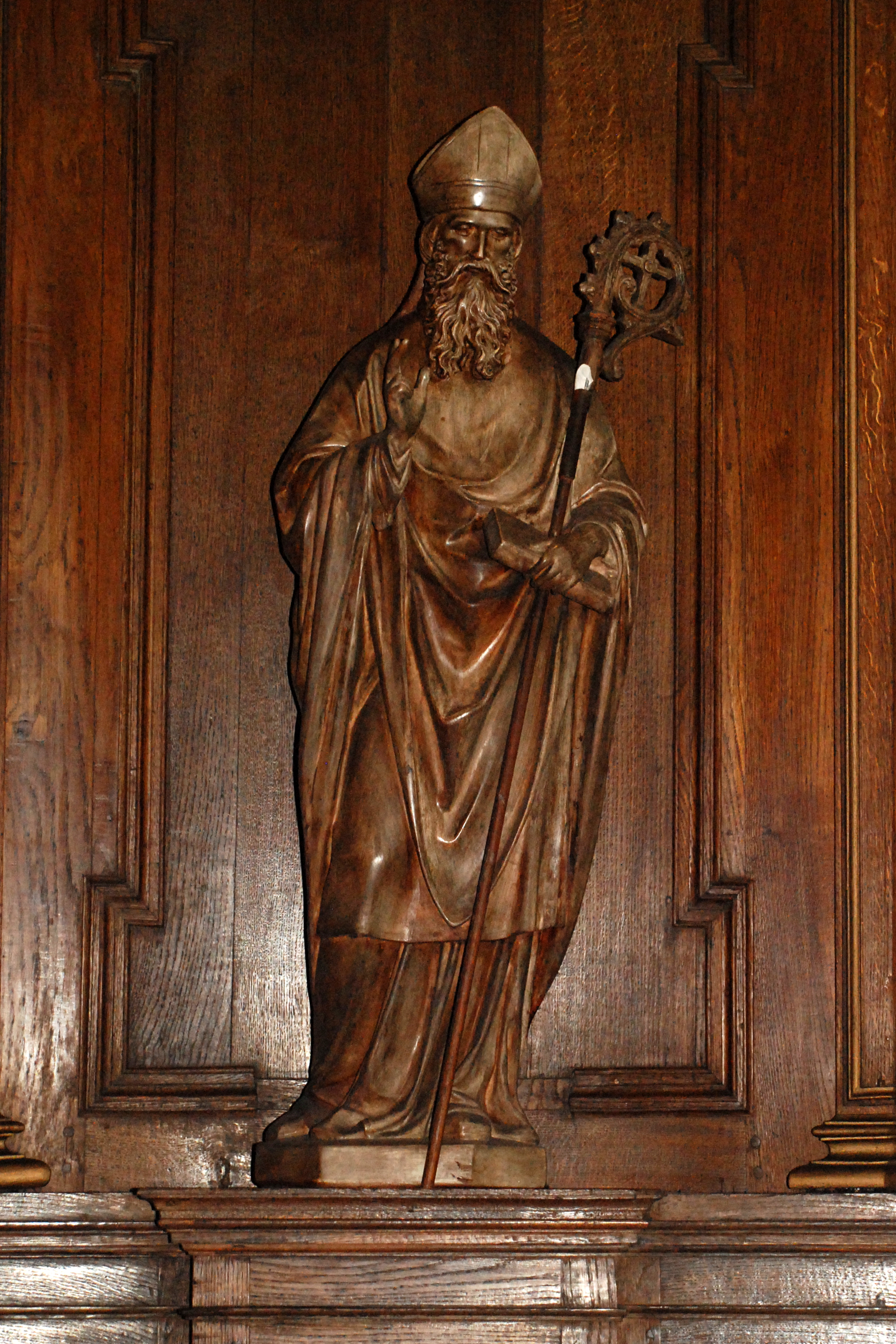
Saint Rémi.

#### Confessionnaux baroques
Chaque collatéral abrite un remarquable confessionnal baroque du XVIIe siècle.
L'église contenait initialement quatre confessionnaux mais il n'en reste que deux.
Chaque confessionnal est composé d'une porte ornée à sa base d'une coquille Saint-Jacques (symbole du pèlerinage de Saint-Jacques-de-Compostelle), encadrée de deux pilastres sur feuilles d'acanthe s'élargissant pour représenter un personnage.
Sur le confessionnal du collatéral gauche sont représentés saint Pierre (et ses deux clés) et saint Paul (avec ses attributs, le livre et l'épée) ; sur celui du collatéral droit sont figurées l'Espérance (avec une ancre, cette vertu étant l'ancre de l'âme) et la Foi.

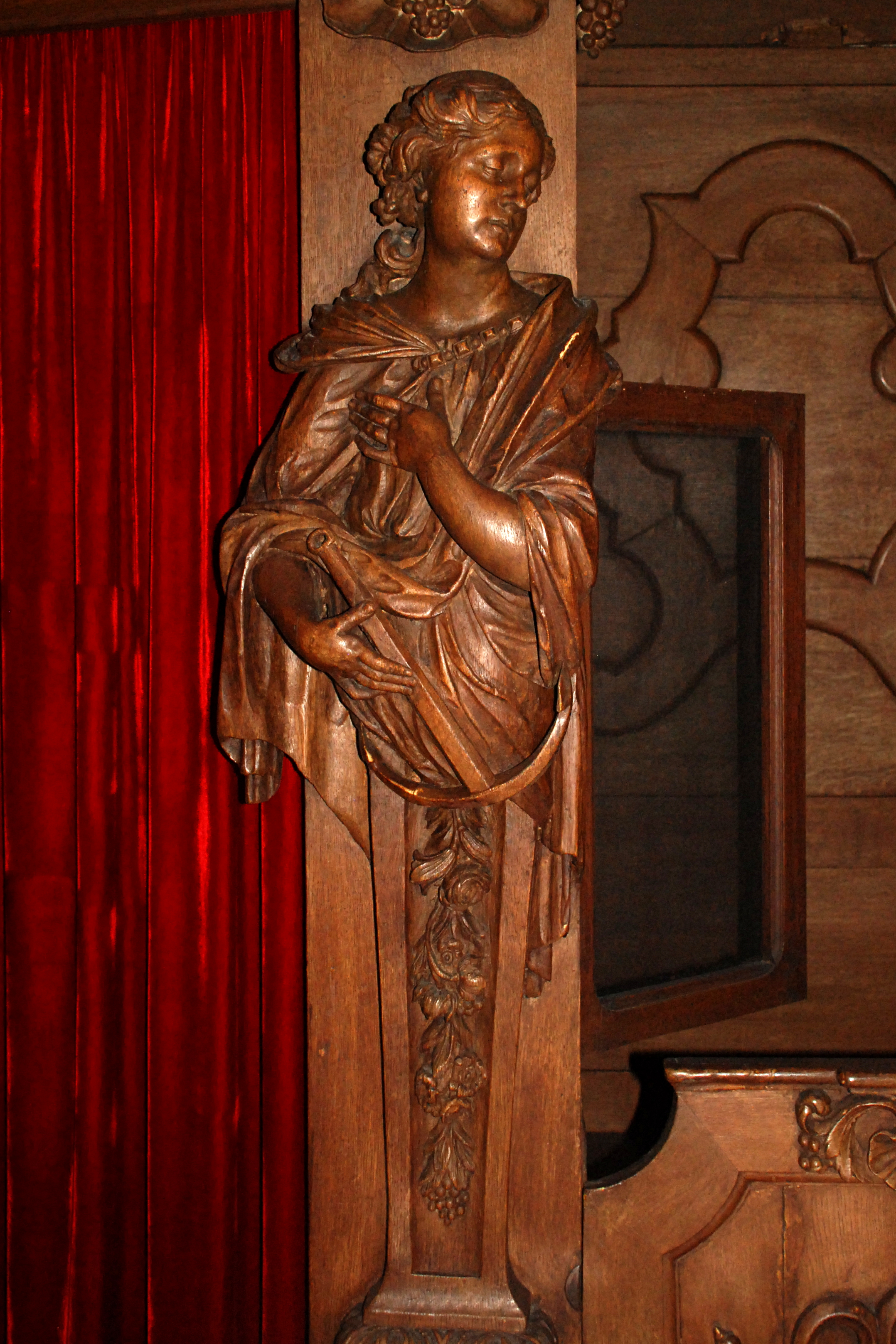
L'Espérance.
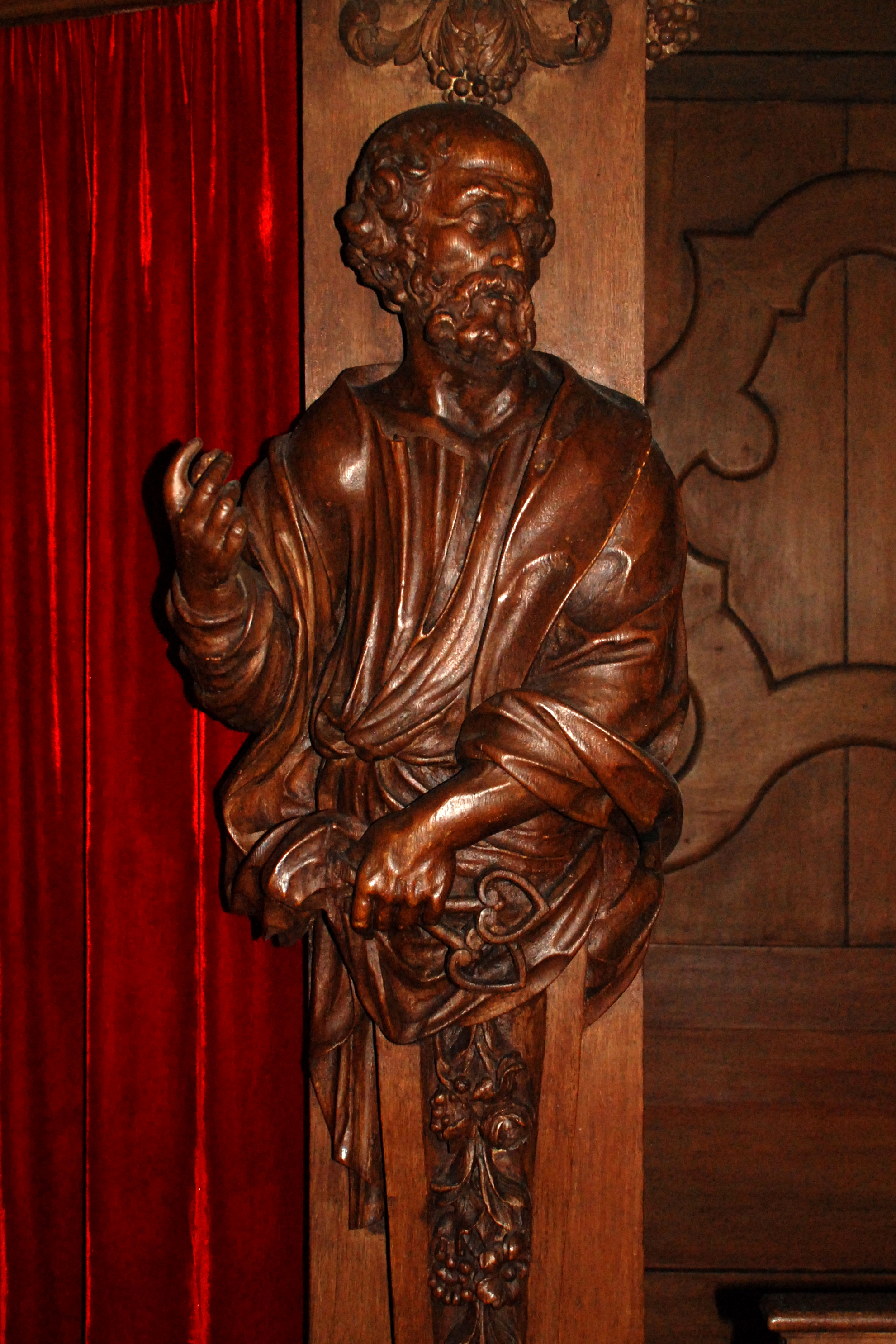
Saint Pierre.
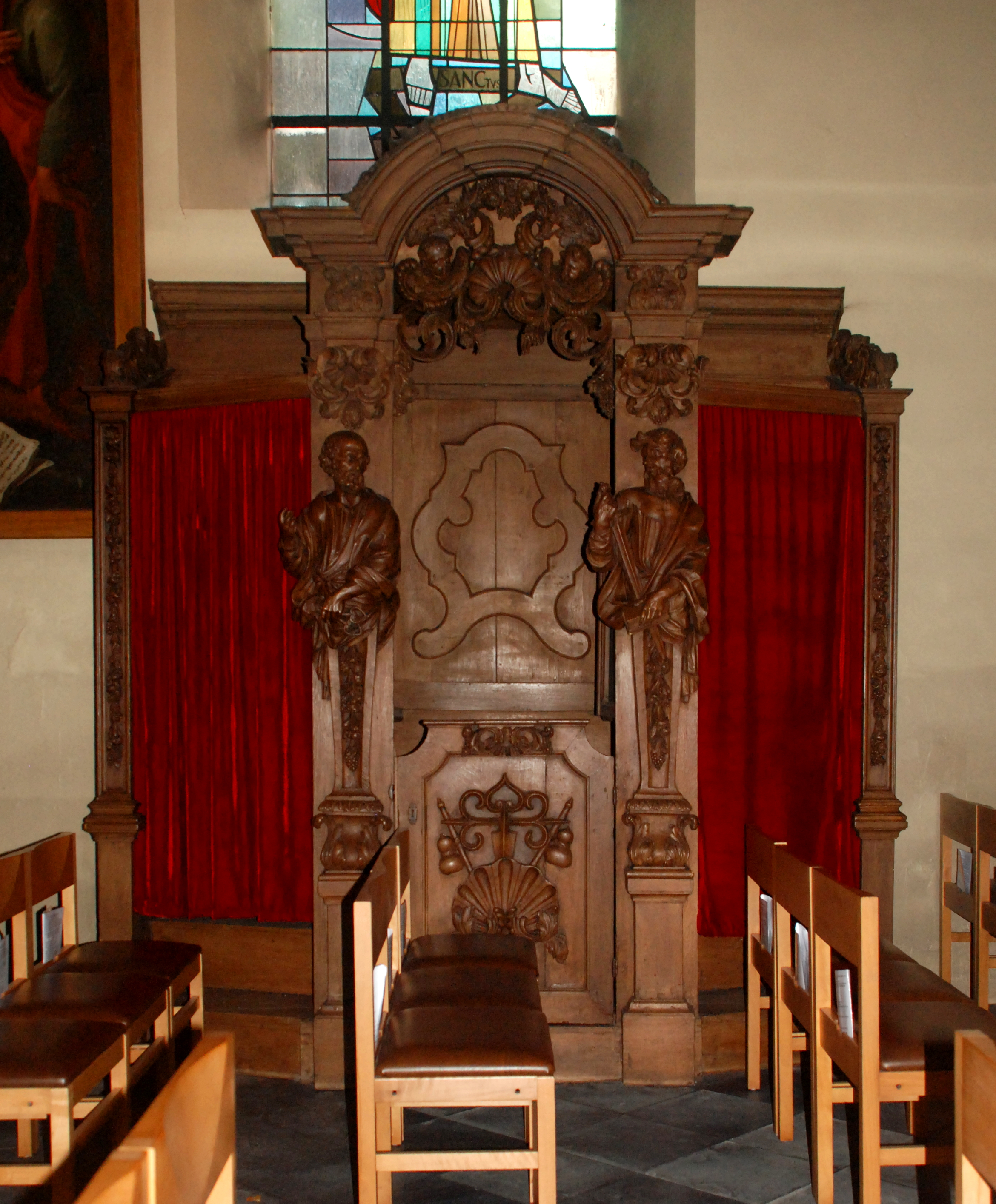
Confessionnal baroque.
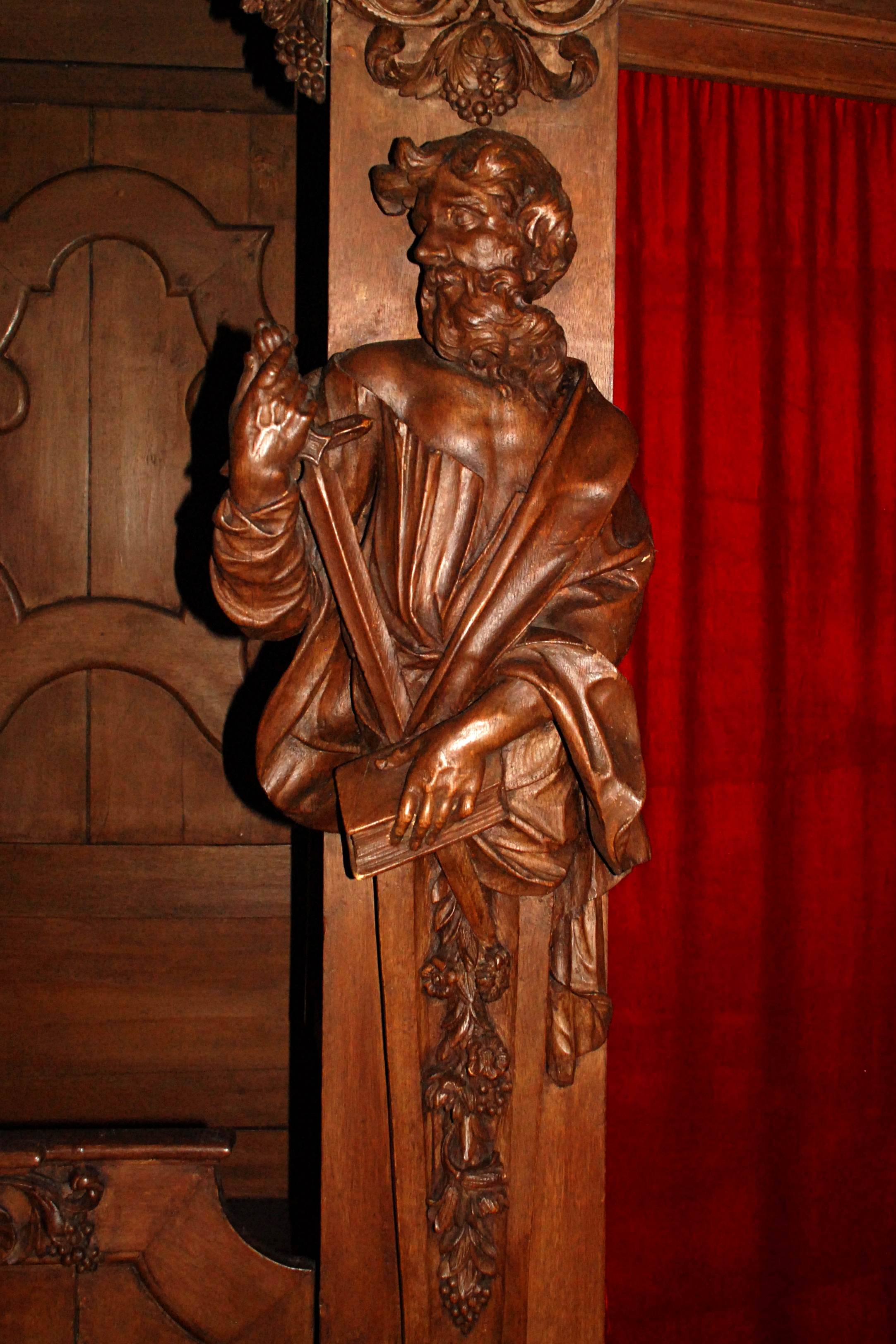
Saint Paul.
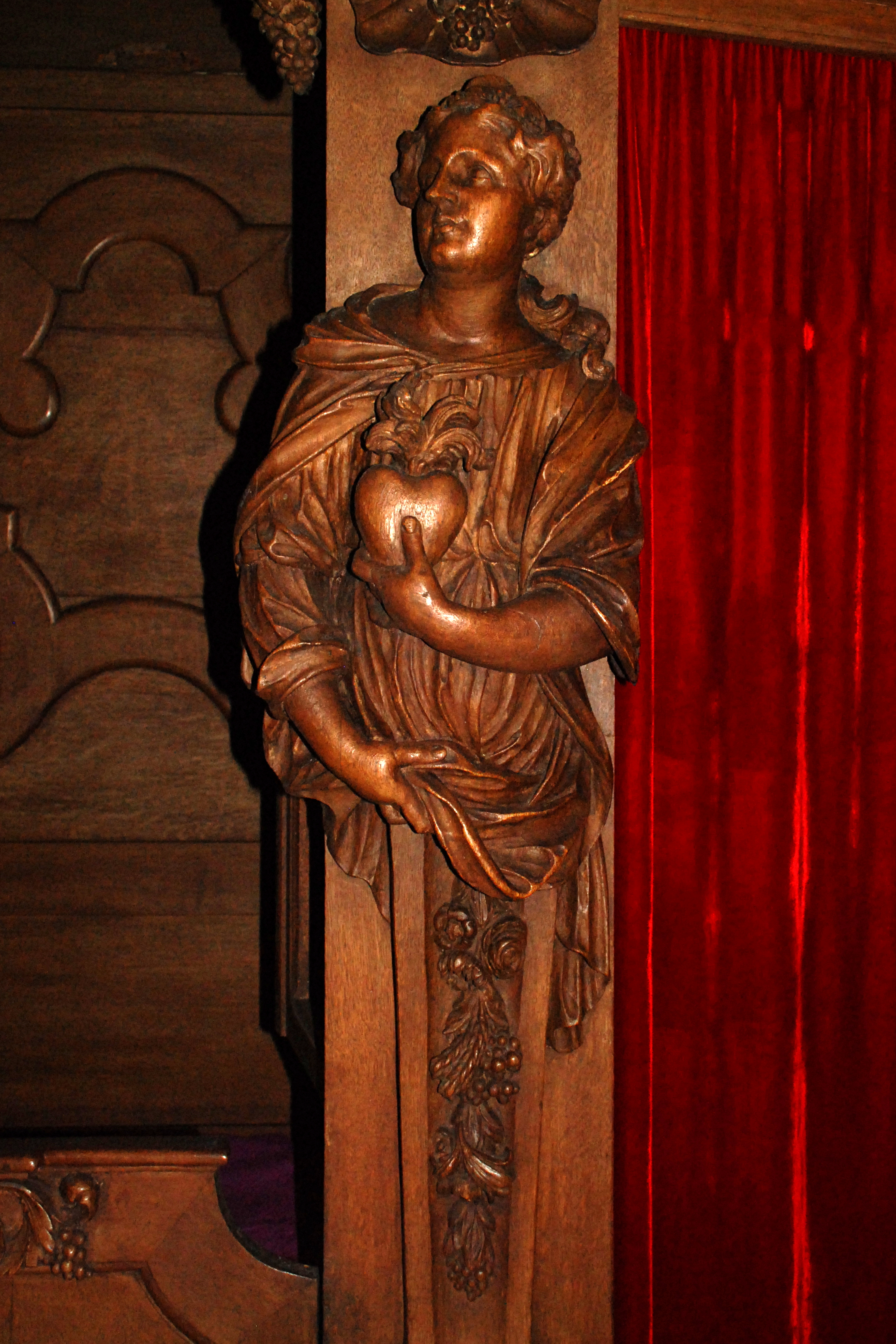
La Foi.

|}

#### Tableaux de Maximilien De Haese
Chacun des collatéraux est orné d'une grande toile du peintre bruxellois Maximilien De Haese, maître renommé de la peinture baroque religieuse du XVIIIe siècle, « dernier héritier connu d'une dynastie d'artistes célèbres de la famille van Orley ».
À gauche, on trouve « L'Assomption de la Vierge » et à droite « La Présentation de Jésus au Temple »,,.
Ces tableaux, peints en 1766, furent achetés en 1831 et proviennent de l'église Saint-Nicolas de Bruxelles. Placés initialement dans le chœur, ils ont été remisés dans le baptistère lors de la rénovation de l'église en 1972, avant d'occuper leur emplacement actuel, dans les collatéraux.
En octobre 2019, la fabrique d'église lance une souscription publique pour la restauration de ces deux grandes toiles répertoriées à l'Institut royal du patrimoine artistique et dont l'état est préoccupant.

#### Monument funéraire des barons de Marcq de Tiège

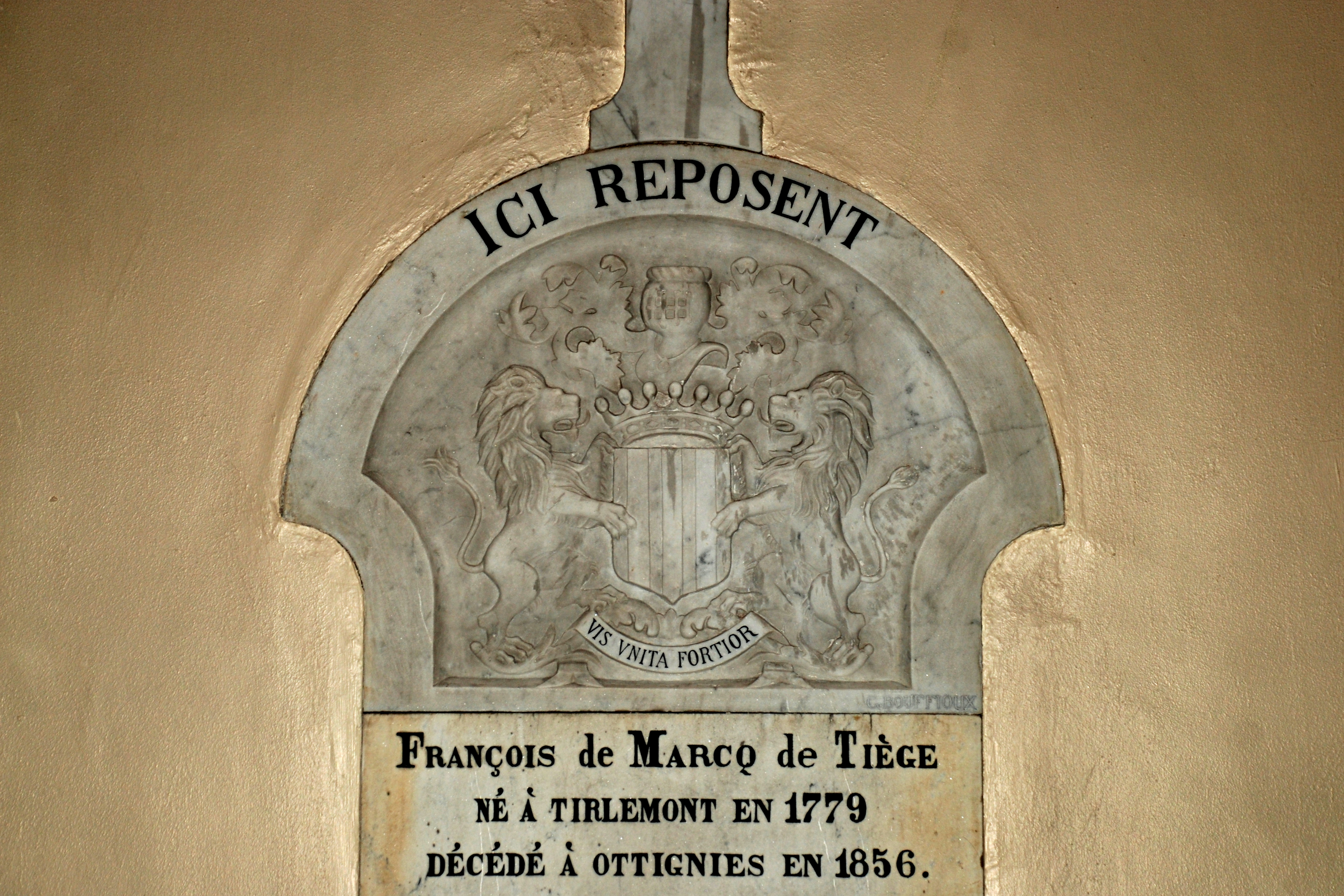

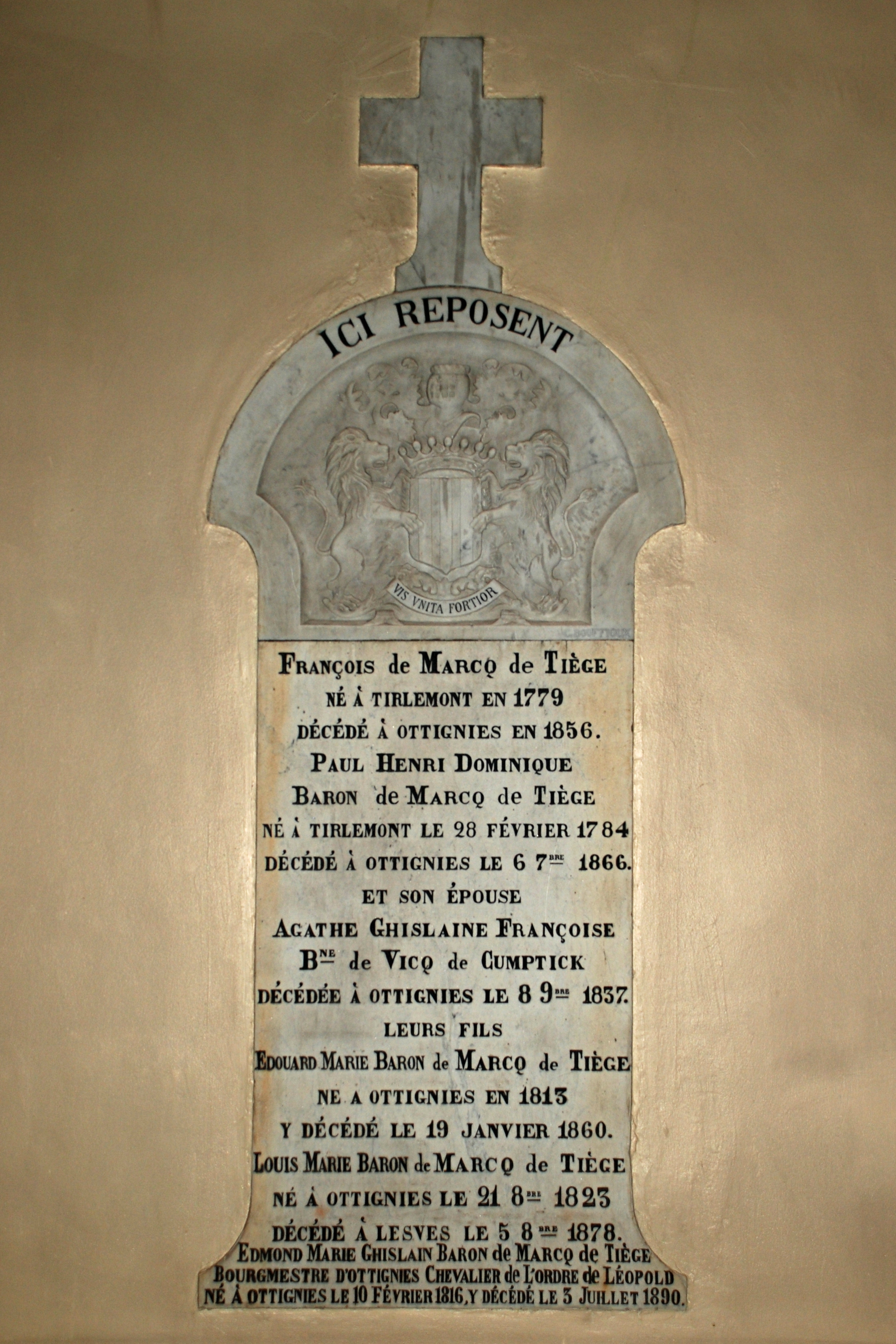

Le collatéral droit abrite le monument funéraire la famille des barons de Marcq de Tiège, qui se trouvait autrefois à l'extérieur, près du monument funéraire de Guillaume-François Berthout de Carillo et a été transféré à l'intérieur de l'église.
Guillaume-François Berthout de Palma-Carillo avait légué Ottignies à sa femme Agathe Ghislaine Françoise de Vicq de Cumptich à condition qu'elle se remarie et ait un fils : elle épousa en 1811 Paul Henri Dominique, baron de Marcq de Tiège, et ils eurent trois fils : Edouard, Edmond et Louis,. Le régime féodal ayant vécu, le baron Paul de Marcq de Tiège ne devint cependant pas le seigneur d'Ottignies mais son premier bourgmestre.
Le monument consiste en un bas-relief portant une inscription funéraire surmontée d'un blason composé d'un écu, d'une couronne, d'un heaume et de lambrequins, le tout surmontant la devise « Vis Unita Fortior » (Force unie a plus de vigueur) et entouré de deux lions :

« 
Ici reposent
  
François de Marcq de Tiège

Décédé à Ottignies en 1856

Paul Henri Dominique

Baron de Marcq de Tiège

Né à Tirlemont le 28 février 1784

Décédé à Ottignies le 6 7bre 1866

Et son épouse

Agathe Ghislaine Françoise

Bne de Vicq de Cumptick

Décédée à Ottignies le 8 9bre 1837

Leurs fils

Edouard Marie Baron de Marcq de Tiège

Né à Ottignies en 1813

Y décédé le 19 janvier 1860

Louis Marie Baron de Marcq de Tiège

Né à Ottignies le 21 8bre 1823

Décédé à Lesves le 5 8bre 1878

Edmond Marie Ghislain Baron de Marcq de Tiège

Bourgmestre d'Ottignies Chevalier de l'Ordre de Léopold

Né à Ottignies le 10 février 1816

Y décédé le 3 juillet 1890 »

#### Obiit des barons de Marcq de Tiège
L'église était ornée jadis de douze « obiit » (panneau en forme de losange portant armoiries et date de décès), commémorant le décès de membres de la famille des barons de Marcq de Tiège. Une photo ancienne (reproduite par Scops et Havermans à la page 214 de leur ouvrage) montre que ces obiit étaient placés tout au long de la nef, au-dessus des arcades séparant la nef des collatéraux.
Il n'en reste plus que six dans l'église, déplacés vers le mur du fond, cinq autres étant en dépôt à la maison communale et un au château d'Ottignies.
Les « obiit » sont ornés d'un blason composé d'un écu, d'une couronne, d'un heaume et de lambrequins, le tout surmontant la devise « Vis Unita Fortior » (Force unie a plus de vigueur) et entouré de deux lions, armoiries déjà rencontrées sur le monument funéraire érigé dans le collatéral droit.
On trouve au fond du collatéral gauche deux obiit noirs et un obiit blanc commémorant les décès suivants, :
- 8 novembre 1837, Agathe, baronne de Vicq de Tiège, épouse de Marcq de Tiège ;
- 9 mai 1856, baron François de Marcq de Tiège ;
- 6 septembre 1866, baron Paul Henri Dominique de Marcq de Tiège.

Au-dessus du baptistère, le fond du collatéral droit est également orné de deux obiit noirs et un obiit blanc :
- 19 janvier 1860, baron Édouard Marie de Marcq de Tiège ;
- 16 novembre 1905, Céline le Gros d'Incourt, épouse de Marcq de Tiège ;
- 23 mai 1929, Louise, baronne de Marcq de Tiège, épouse d'Alphonse Thomaz de Bossière (obiit sans devise).

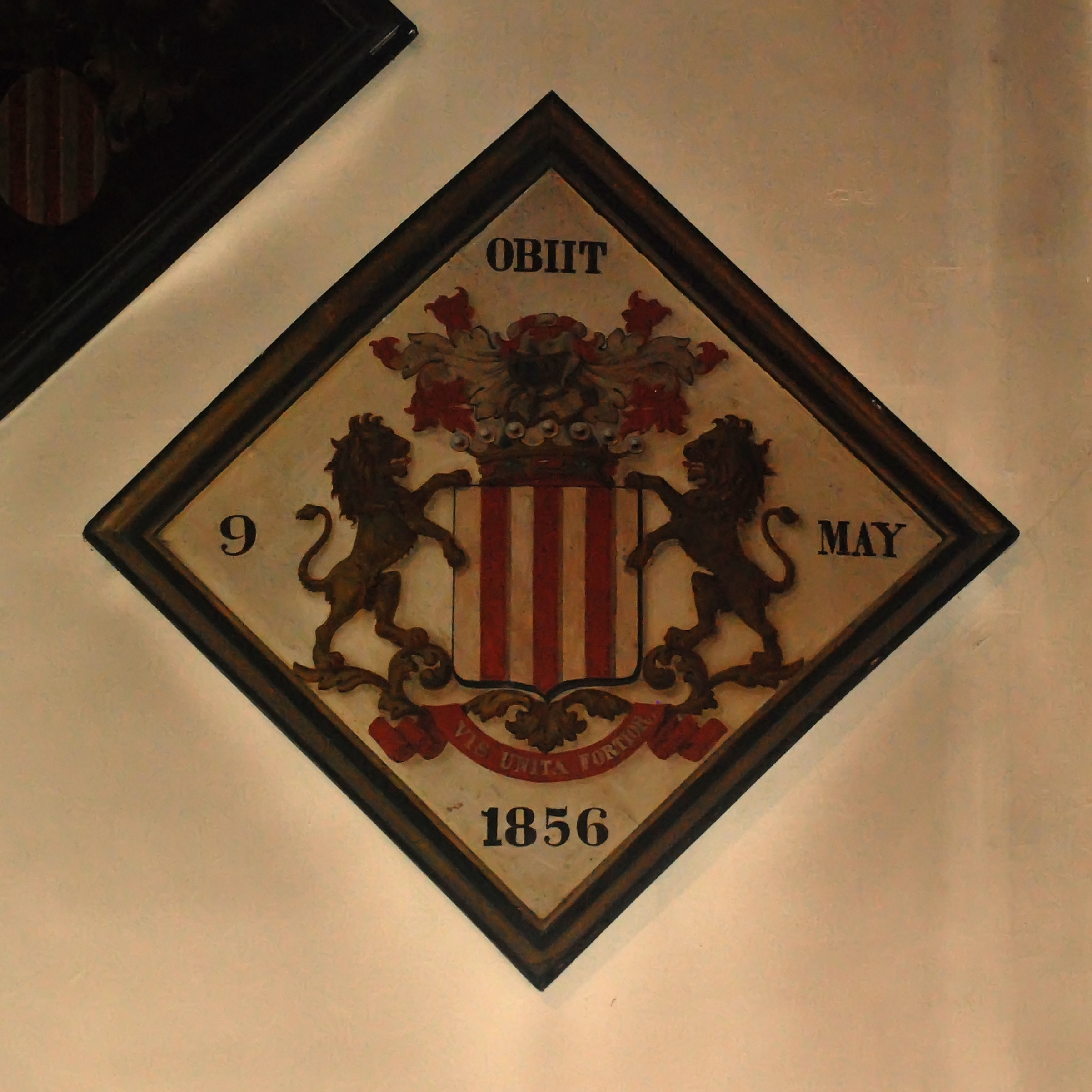
Obiit du baron François de Marcq de Tiège.
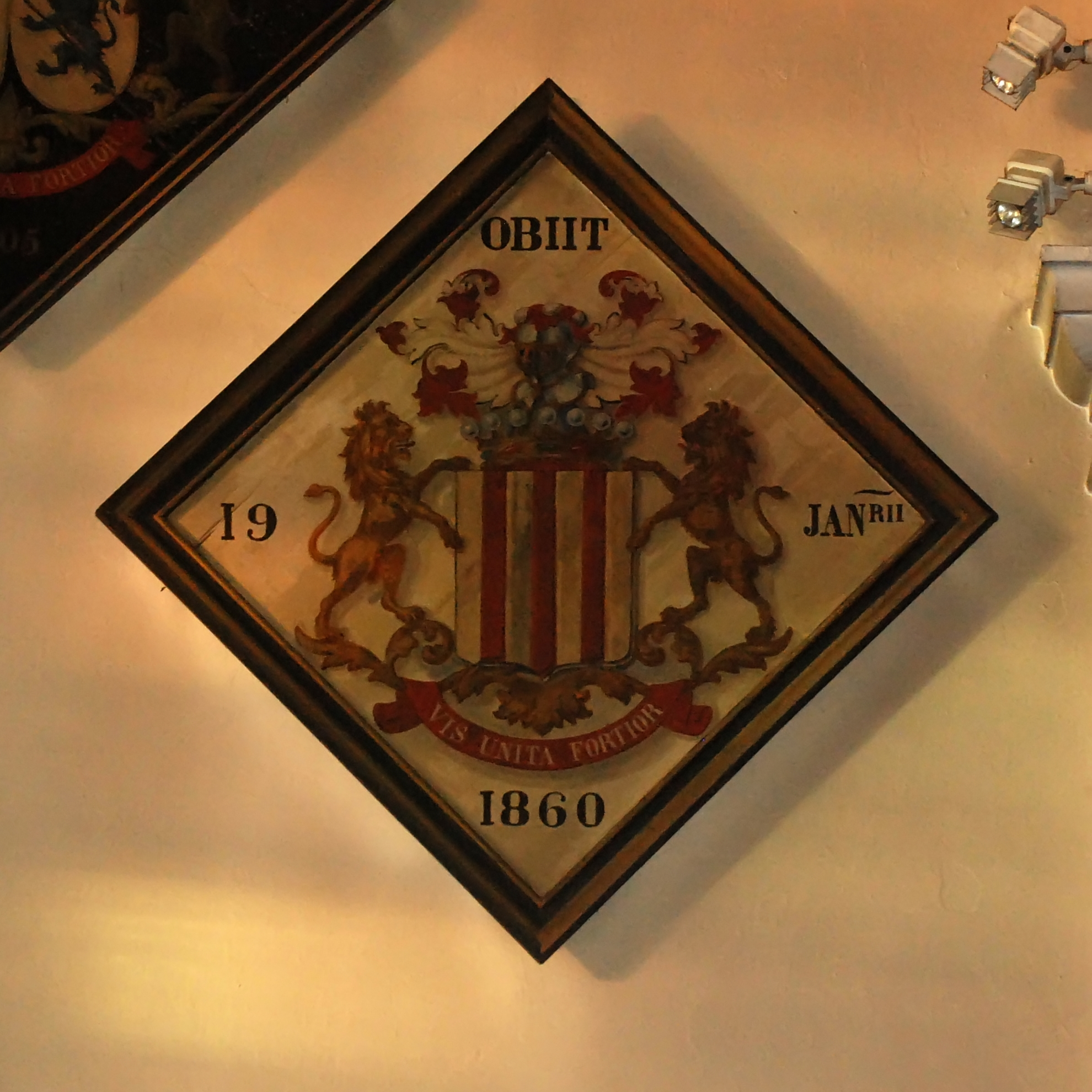
Obiit du baron Édouard Marie de Marcq de Tiège.

### Orgue
Installé au jubé, il y a un orgue à deux claviers et pédale. Le meuble est ancien, mais l'instrument qu'il contient a été modifié plusieurs fois, notamment au XXe siècle.

## Ancien cimetière paroissial
Les murs extérieurs de l'église sont ornés de plusieurs monuments funéraires provenant de la désaffectation du cimetière en 1905 : quatre sur les murs sud et trois sur les murs nord.

### Monument du vicomte Bertout de Carillo

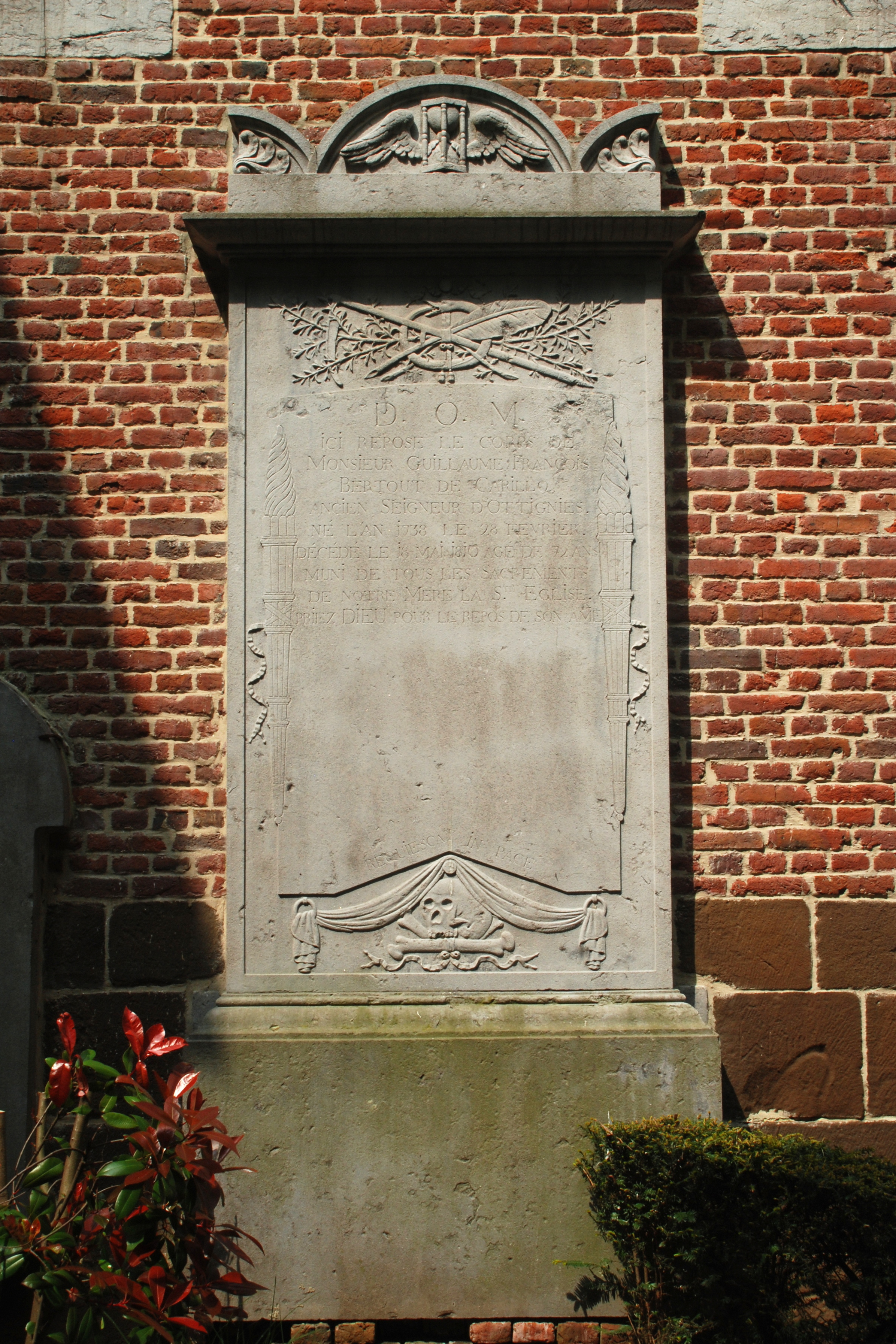
Monument funéraire du
dernier seigneur d'Ottignies.

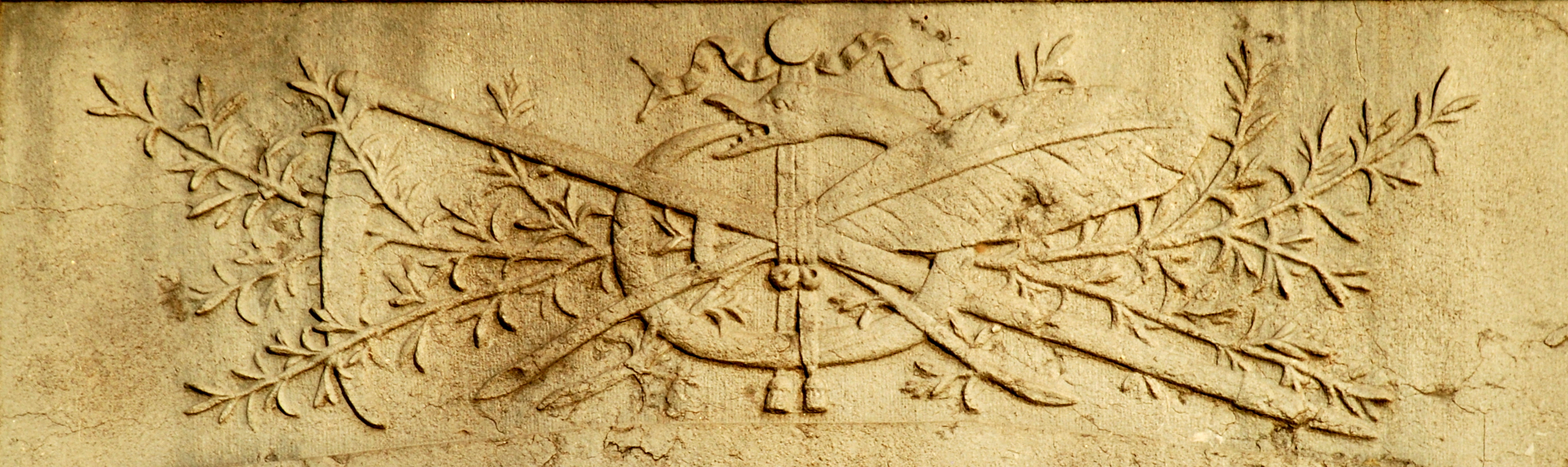
L'ouroboros.

Scellé dans la façade méridionale du chevet se dresse le monument funéraire de Guillaume-François Berthout de Carillo (1738-1810), vicomte d'Ottignies, dernier seigneur féodal d'Ottignies. La seigneurie d'Ottignies avait été vendue en 1731 par la famille de Spangen à Anne-Geneviève de Carillo dont le petit-fils Guillaume-François Berthout de Carillo releva ses fiefs en 1785 et mourut sans postérité en 1810, transmettant Ottignies à la famille des barons de Marcq de Tiège par sa femme (voir plus haut).
Ce monument, réalisé en pierre bleue (petit granit), est composé de quatre parties : un support mouluré, une dalle sculptée, un entablement et, enfin, un petit fronton courbe orné d'un sablier ailé, allégorie du temps qui passe (« Tempus fugit »), et flanqué de deux acrotères.
La dalle proprement dite porte de haut en bas :
- un bas-relief où s'entremêlent le motif du serpent qui se mord la queue (l'ouroboros, symbole du cycle de la vie et de la mort), une plume et la faux, symbole de la Mort ;
- une épitaphe, entourée de flambeaux ;
- un bas-relief représentant un crâne et des ossements, surmontés de la mention « Requiescat in Pace ».

L'épitaphe se lit :

« 
D.O.M.
 
ici repose le corps de

Monsieur Guillaume François
 
Bertout de Carillo
 
ancien Seigneur d'Ottignies

né l'an 1738 le 28 février

décédé le 18 mai 1810 âgé de 72 ans

muni de tous les Sacrements

de notre Mère la Ste Église

priez dieu pour le repos de son âme »

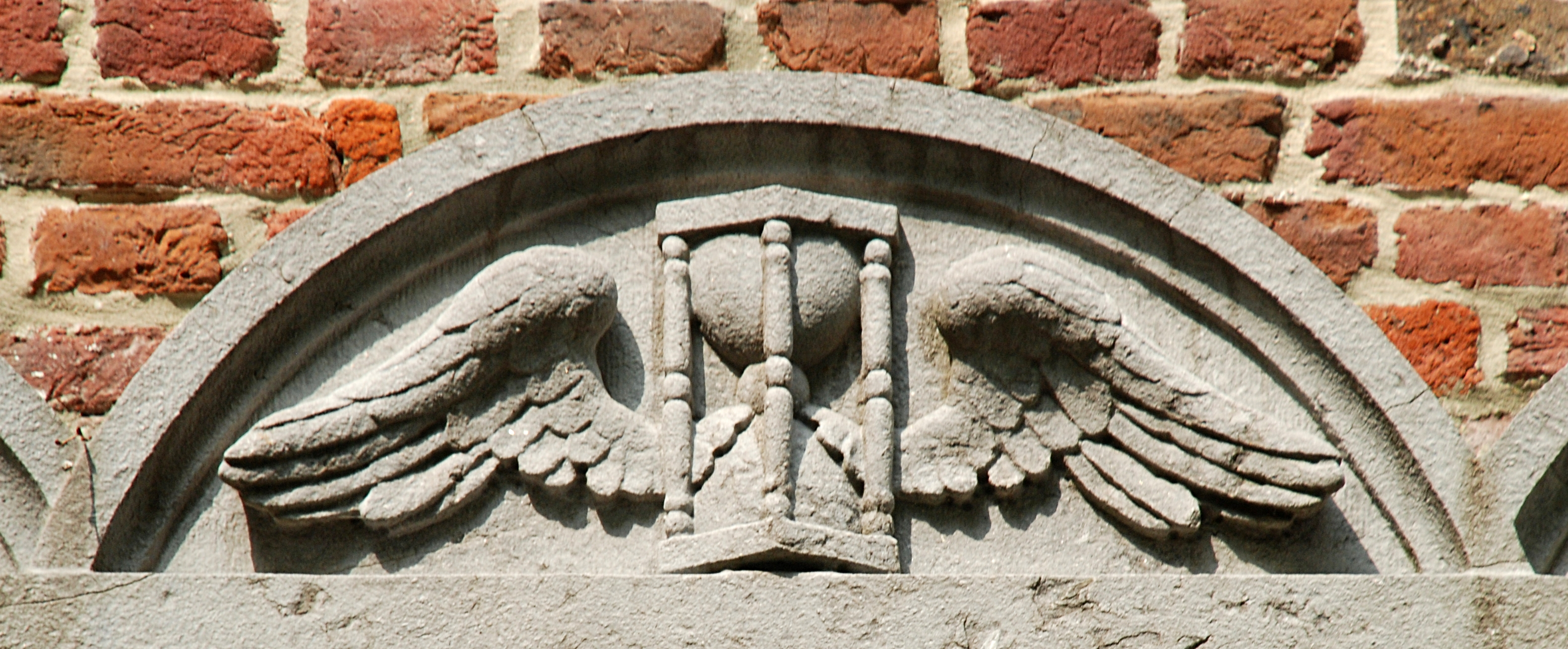
« Tempus fugit ».
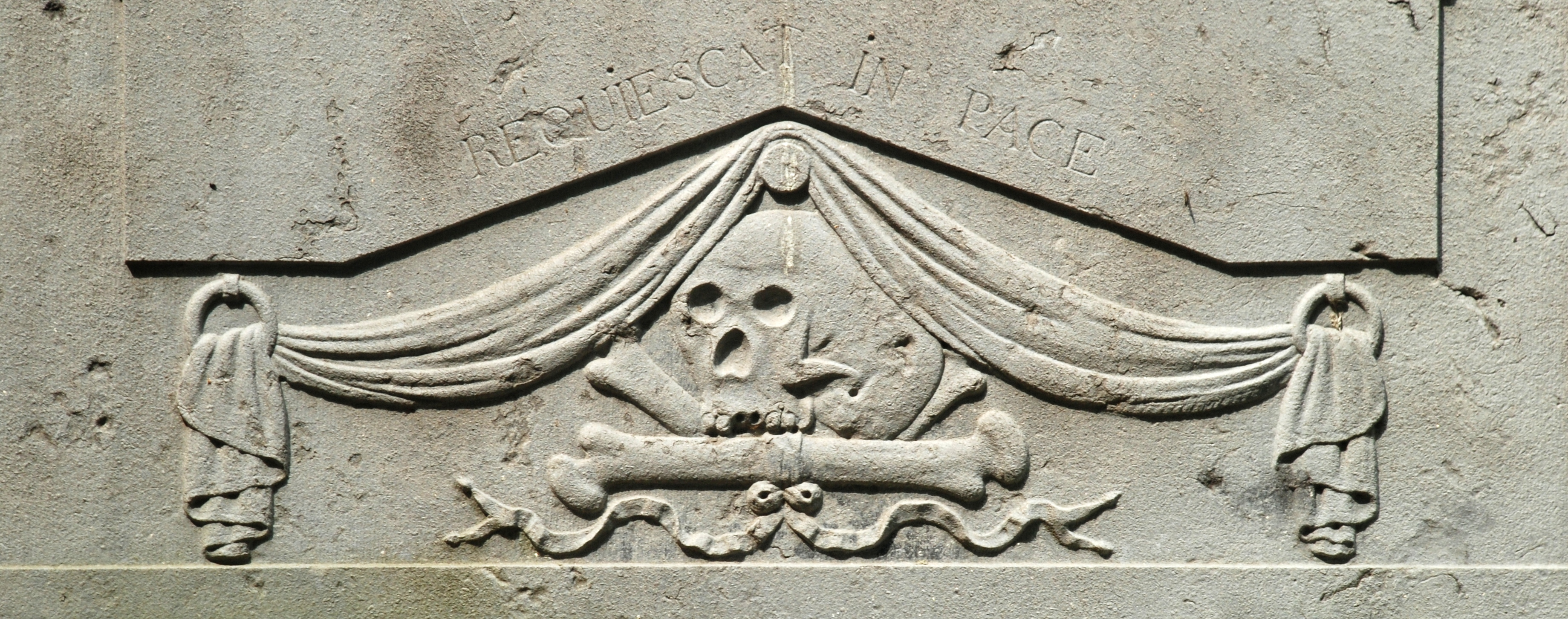
« Requiescat in Pace ».

### Monument du baron de Vischer de Celles

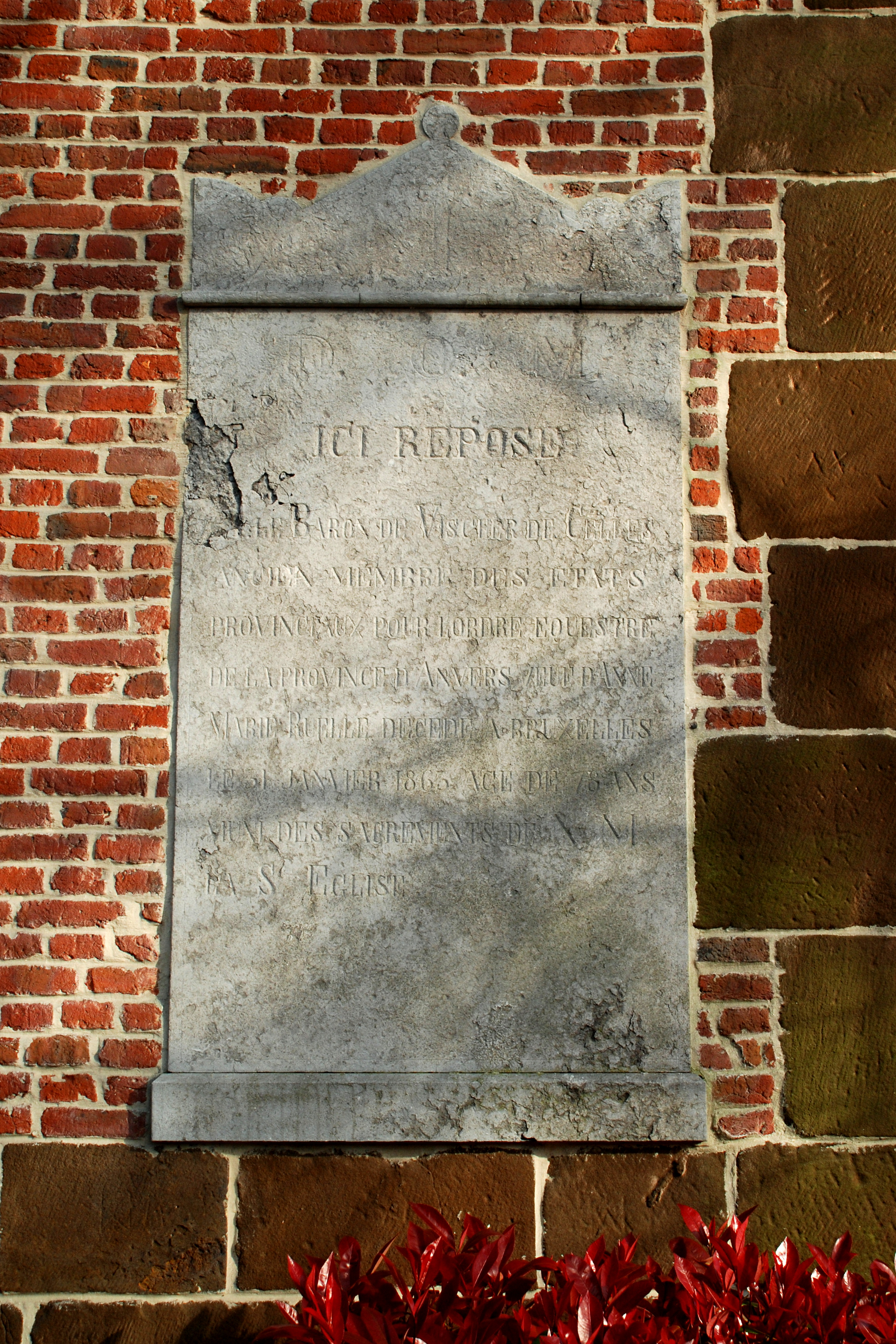
Monument funéraire du
Baron de Vischer de Celles.

La façade sud de l'église abrite le monument funéraire du baron Ferdinand de Vischer de Celles (1785-1863), veuf d'Anne-Marie Ruelle (1801-1855).
Ce monument, plus modeste que le précédent, est également réalisé en pierre bleue (petit granit) et est également composé de quatre parties : un petit support mouluré, une dalle sculptée, un cordon de pierre et, enfin, un petit fronton triangulaire orné d'une croix et flanqué de deux acrotères.
L'épitaphe se lit :

« 
D.O.M.

Ici repose

Le Baron de Vischer de Celles
 
ancien membre des etats
 
provinciaux pour l'ordre equestre

de la province d'Anvers

veuf d'Anne-Marie Ruelle

décédé à bruxelles

le 31 janvier 1863 âgé de 78 ans

muni des sacrements

de N M la Ste Eglise »

## Presbytère
Situé à gauche de l'église, face au château d'Ottignies, le presbytère, édifié en 1785-1786, est une longue maison à baies rectangulaires composée de deux parties, comptant respectivement quatre et six travées.
Sa porte d'entrée possède un encadrement mouluré orné d'une clé d'arc sculptée de trois disques à l'antique, au bas de laquelle est gravé le millésime de 1785.
Ce presbytère est protégé par le classement de 1952, au même titre que l'église et le château.
Il a abrité le Cercle d'histoire, d'archéologie et de généalogie d'Ottignies (CHAGO) jusqu'en août 2018, avant que celui-ci ne déménage vers la Ferme du Douaire.

## Espace Saint-Rémy
Entre le presbytère et l'église se dresse un lieu appelé « Espace Saint-Rémy », qui abrite le monument aux morts d'Ottignies ainsi que l'Arbre de la Liberté.

### Monument aux morts
Le monument originel, conçu par le sculpteur bruxellois Victor De Haen en 1921, représentait un soldat belge terrassant l'aigle allemand. Il fut enlevé par les Allemands durant la Seconde Guerre mondiale qui ne la supportaient pas.
Le monument actuel est venu le remplacer après ce conflit. Il consiste en une pyramide carrée en pierre bleue sur degrés, couronnée d'un pot à feu dont les anses sont ornées de couronnes de laurier.
Une des faces porte, gravée dans la pierre bleue, une épée dont la poignée est ceinte d'une couronne de laurier et sous laquelle est gravée l'inscription suivante :

À nos morts glorieux

1914-1918

1940-1945
Deux autres faces portent deux plaques de marbre noir portant les inscriptions suivantes :

1914-1918

Combattants: Benoit j.-bte / Couvreur g. / Dandois j. / De thomaz de bossierre g. / De thomaz de bossierre e. / Everard l. / Everard a. / Gilbert a. / Mathei e.

Prisonniers politiques:  Colon a. / Dufrasne p.

Otages:  Everard r. / Gilbert j.

Déportés:  Craps p. / Raman g.

1940-1945

Combattants: Bournonville y. / Bouvy j. / Buffin o. / Colon e. / De Winter l. / Folon r. / Grietens w. / Mees f. / Nicol a. / Pourbaix j. / Renard a.

Déportés: Gilson p. / Jassogne a. / Mertens ph. / Voet g.

Prisonniers politiques: Bouillon.r. / Delain gh. / Francois r. / Paquet r. / Roty j.

Otages: Bontemps e. / Bontemps f. / Gerard h. / Huyberechts Abbé / Sinecharles e. / Steenis a.

Victimes civiles: Avaert j. / Clement m. / Debathy j. / Delain a. / Dewert e. / Feaux e. / Ferron f. / Guiot j. / Guiot a. / Housiaux m. / Kort j. / Remus m. / Robert h. / Sablon v. / Snappe h. / Stas l. / Stevenart e. / Theise m. / Wannin a.

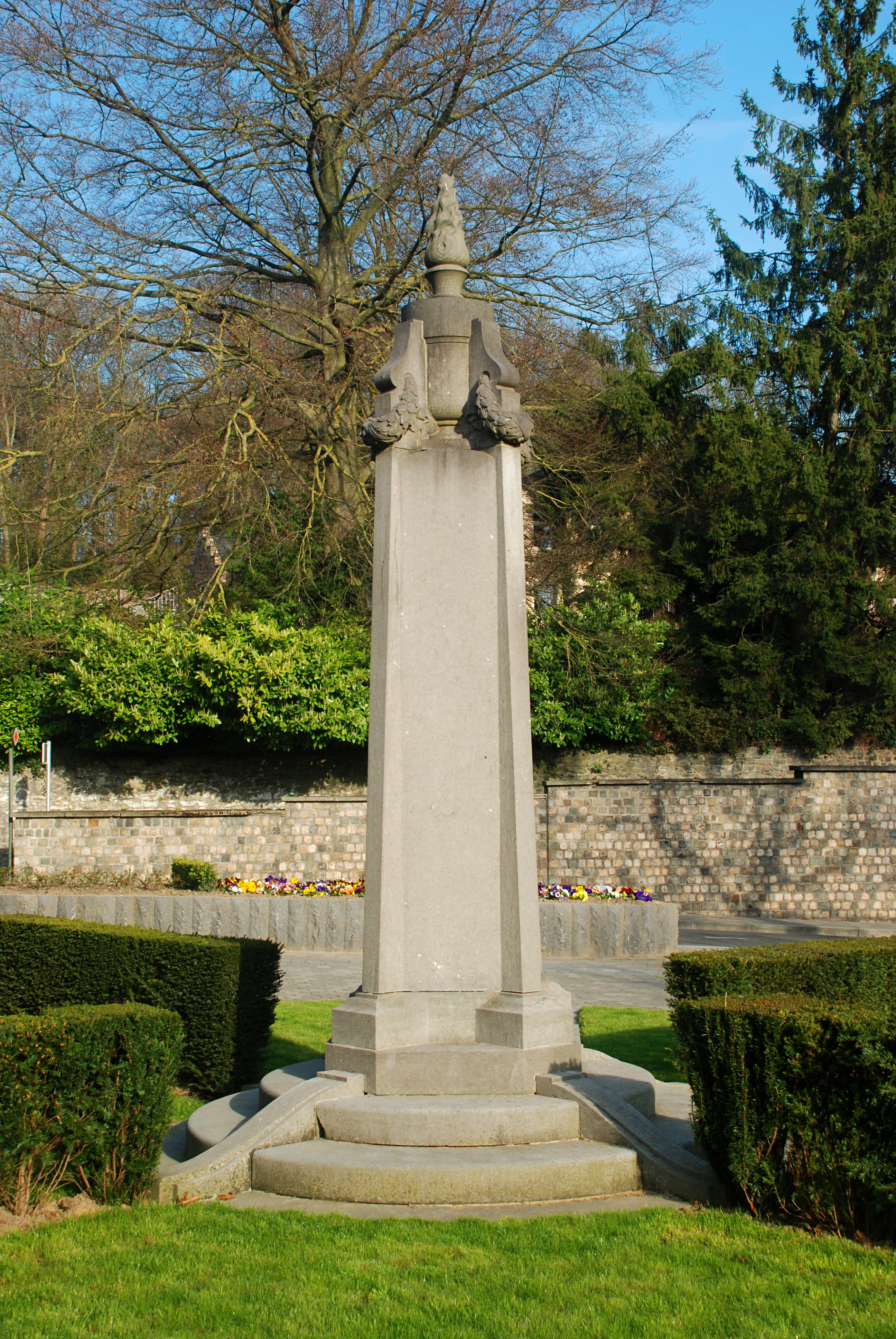
Le monument aux morts.
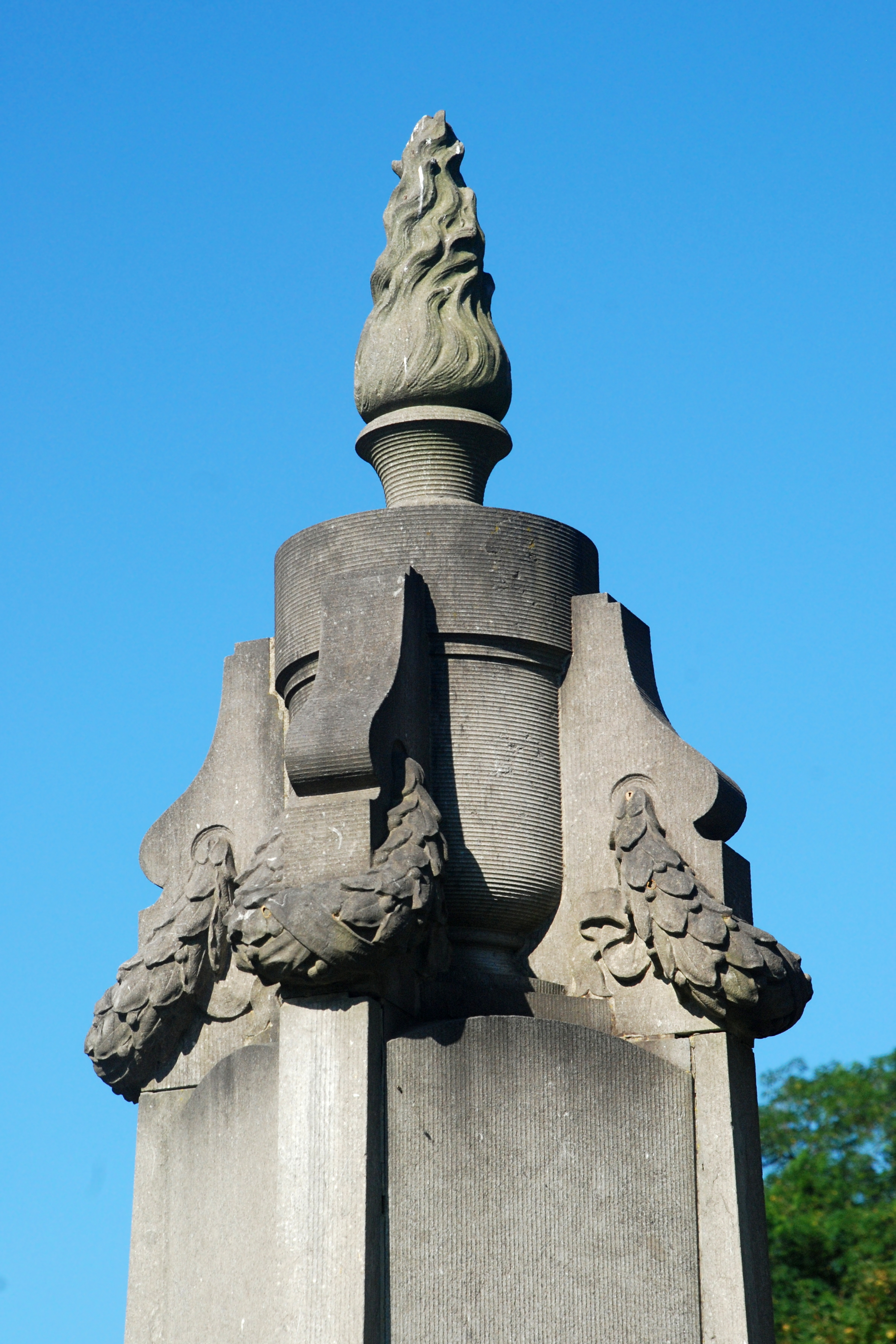
Pot à feu.
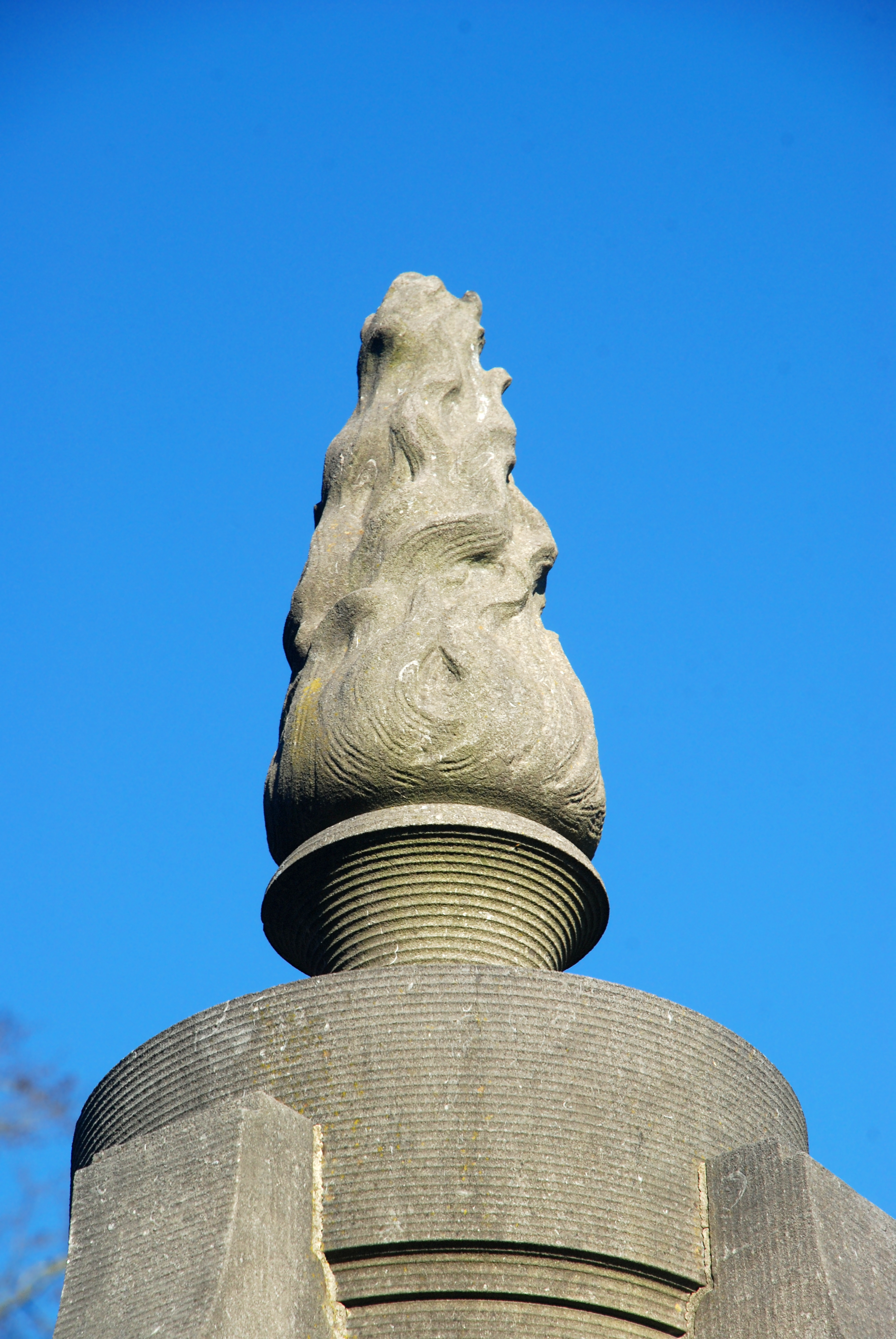
La flamme.
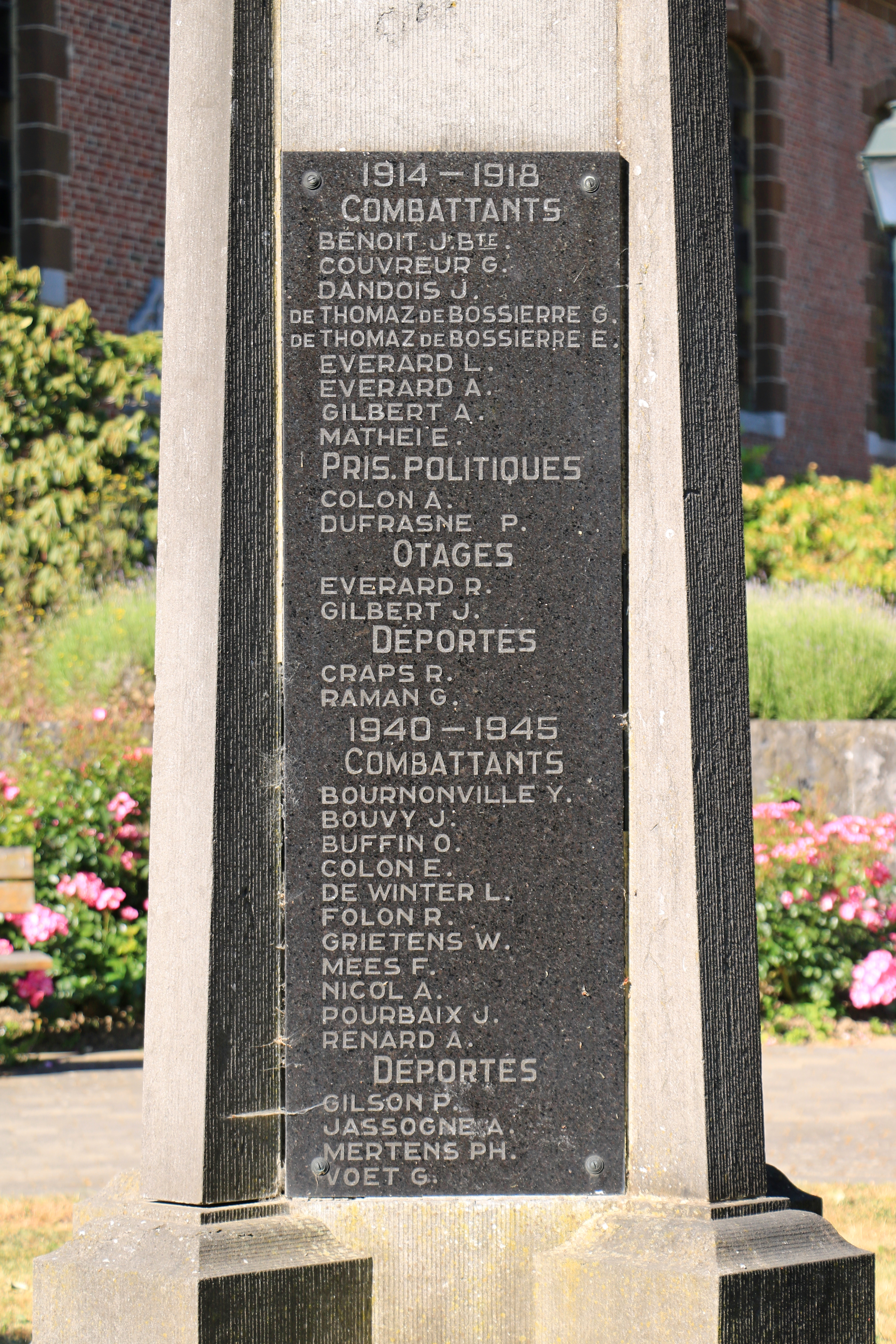
Une des plaques de marbre.

En 2005, l'érable situé derrière le monument aux morts doit être abattu : cet arbre vieux de plus de 100 ans était malade à la suite d'un traumatisme subi lors de travaux réalisés aux alentours de l'église.
En 2007, la Ville d'Ottignies-Louvain-la-Neuve décide de donner une nouvelle dynamique aux hommages rendus à ceux qui ont défendu la patrie et d'inculquer les principes de paix et de démocratie aux jeunes. Depuis lors, des élèves d'écoles communales de la commune participent en novembre à la célébration de l'Armistice de 1918 en l'Espace Saint-Rémy. Les élèves déposent des coquelicots en papier (emblèmes de la Première Guerre mondiale) avec les autorités communales et les représentants des associations patriotiques.

### Arbre de la Liberté
À côté du monument aux morts, devant le presbytère, se dresse l'Arbre de la Liberté planté le 6 septembre 1975 par la section locale de la fédération belge des anciens prisonniers de guerre à l'occasion du 30e anniversaire de la libération des camps en 1945.
Un bloc de roche posé près de l'arbre porte une plaque qui rappelle cet évènement : 

La fédération

Des Anciens Prisonniers de Guerre

Section Ottignies, Limelette, Céroux-Mousty

A planté l'Arbre de la Liberté, le 6 septembre 1975

À l'occasion du XXXe anniversaire

De la Libération des Camps en 1945

Arbre de la Liberté
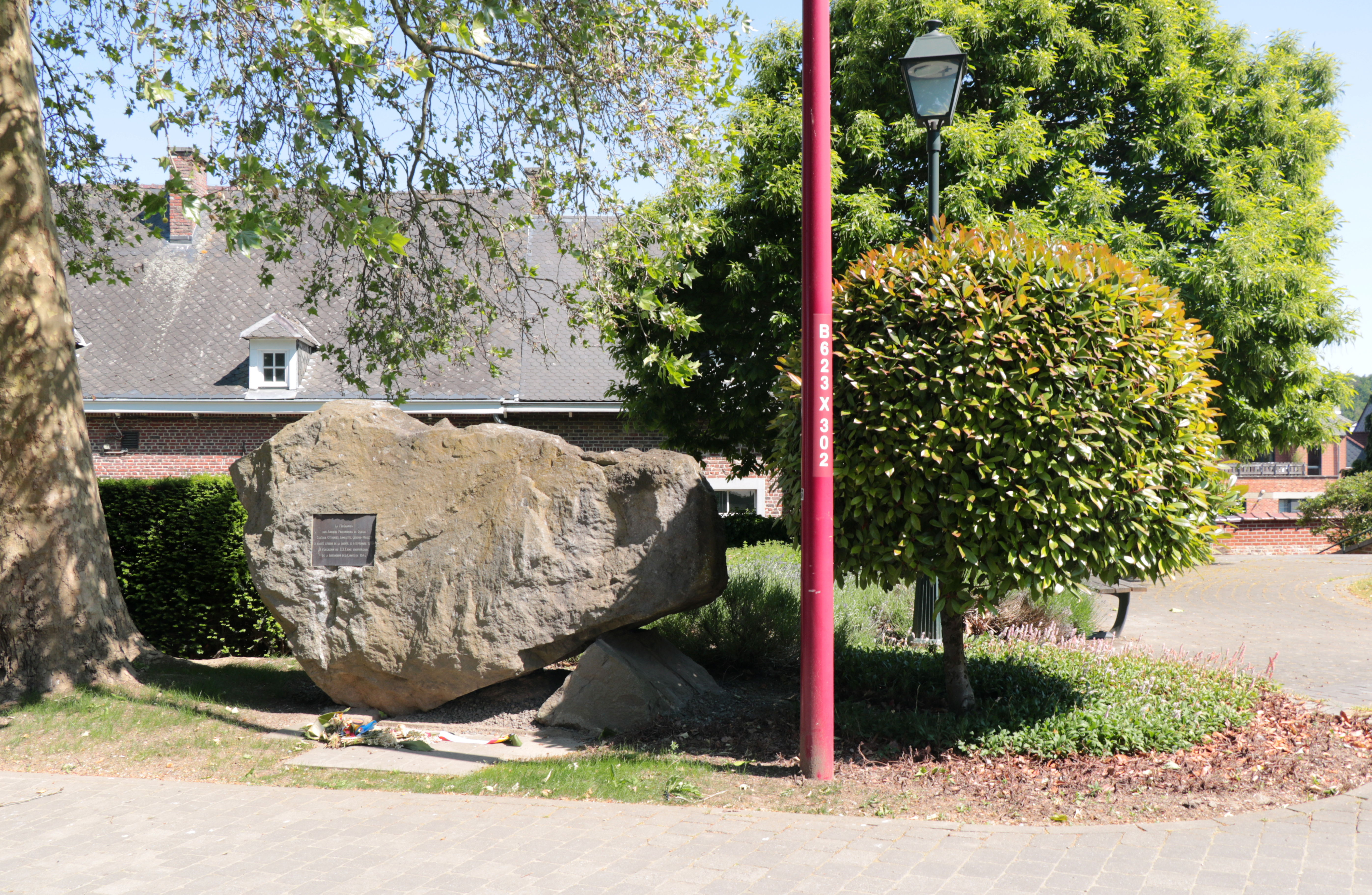
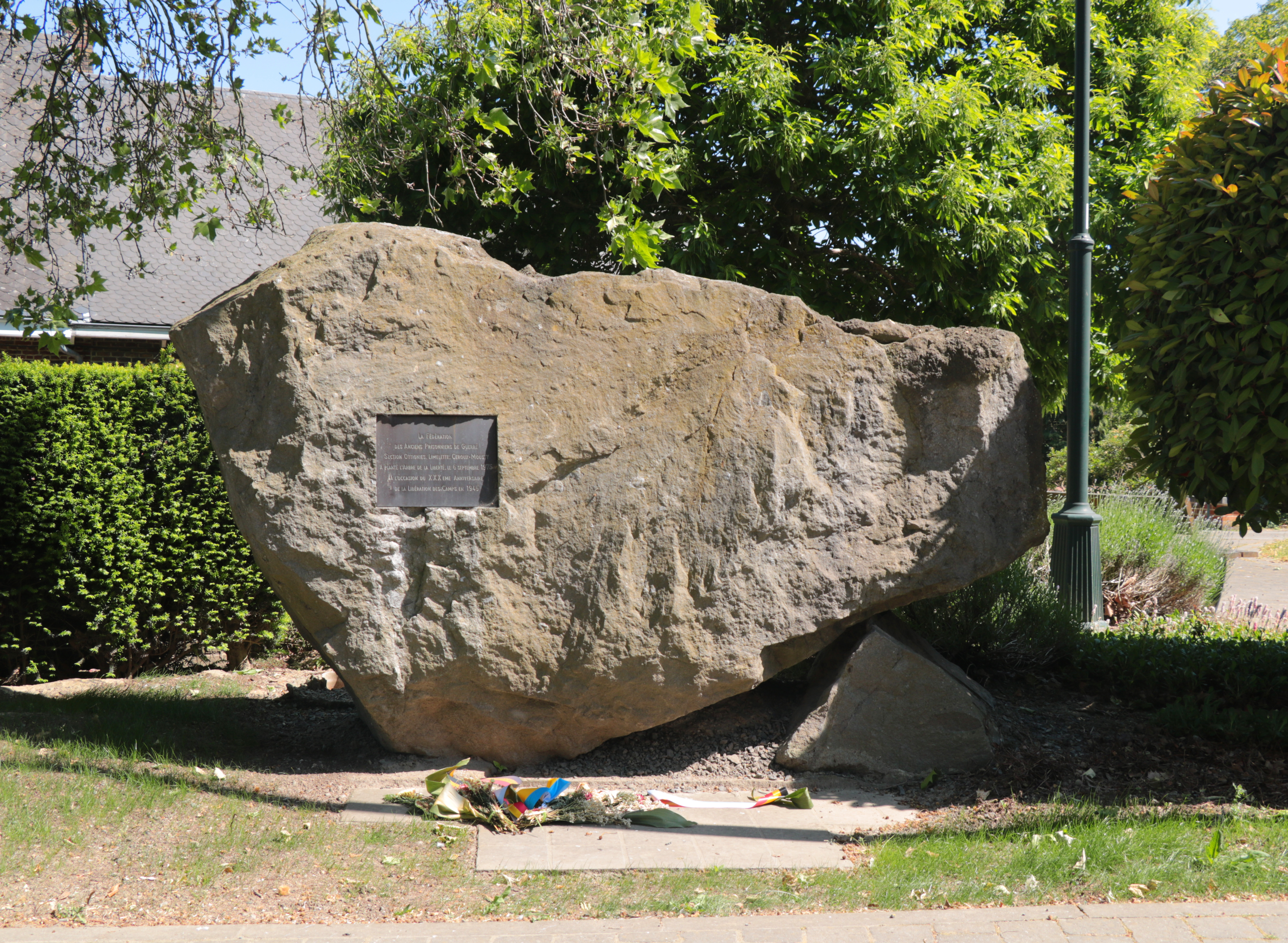
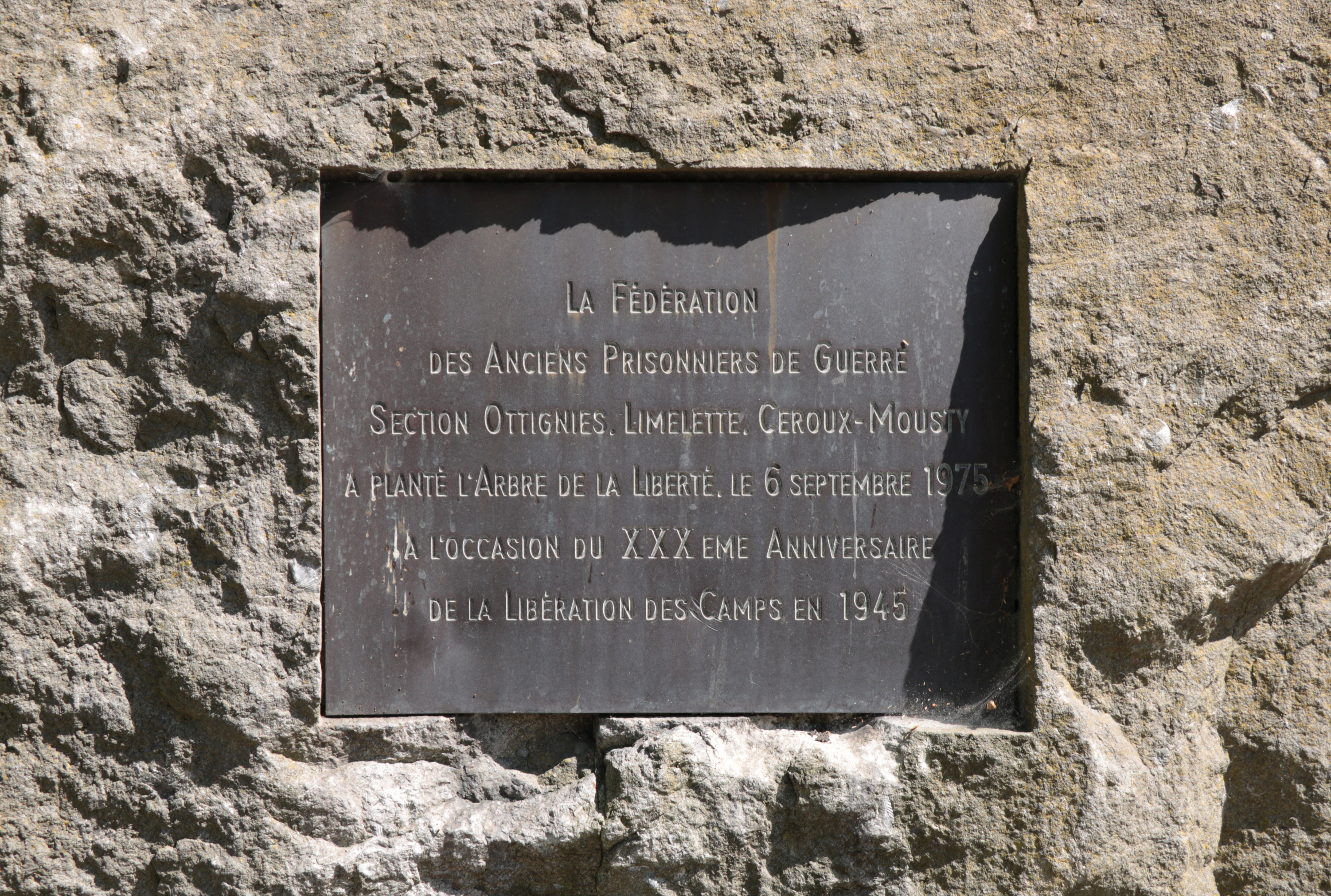